# Carlo Magno
Carlo, detto  Carlo Magno, o Carlomagno (in latino Carolus Magnus, in tedesco Karl der Große, in francese Charlemagne; 2 aprile 742 – Aquisgrana, 28 gennaio 814), fu re dei Franchi dal 768, re dei Longobardi dal 774 e fondatore dell'impero carolingio; il giorno di Natale dell'anno 800, nell'antica basilica di San Pietro in Vaticano, venne incoronato Imperatore dei Romani da papa Leone III.
L'appellativo Magno gli venne attribuito dal suo biografo Eginardo, che intitolò la sua opera Vita et gesta Caroli Magni.
Figlio di Pipino il Breve e Bertrada di Laon, Carlo divenne re nel 768, alla morte di suo padre. Inizialmente regnò insieme al fratello Carlomanno. La morte improvvisa di quest'ultimo, avvenuta nel 771 in circostanze misteriose, rese Carlo unico sovrano del regno franco. Questo regno fu da lui allargato, grazie a una serie di vittoriose campagne militari, che inclusero la conquista del Regno longobardo, fino a comprendere una vasta parte dell'Europa occidentale.
Il giorno di Natale dell'800, papa Leone III lo incoronò Imperator Augustus, titolo che all'epoca designava l'imperatore dei Romani. Con l'incoronazione a imperatore si ebbe la fondazione ufficiale dell'Impero carolingio che è considerato secondo alcuni storici la prima fase nella storia del Sacro Romano Impero. Durante il regno di Carlo Magno si assistette, quindi, alla fine nella storia dell'Europa occidentale del modello giuridico-formale dei Regni romano-germanici in favore di un nuovo modello di Impero. Inoltre, col suo governo diede impulso alla Rinascita carolingia, un periodo di rinascita degli studi politici, teologici e umanistici nell'Europa continentale.
L'impero resistette nella forma datagli da Carlo Magno fin quando fu in vita il figlio Ludovico il Pio. Alla morte di Ludovico, l'impero fu diviso fra i suoi tre eredi: Lotario I, Carlo il Calvo e Ludovico II il Germanico. Tuttavia, la portata delle riforme apportate da Carlo Magno, così come la valenza sacrale della sua persona, influenzarono radicalmente tutta la vita e la politica del continente europeo nei secoli successivi. Per questo motivo, alcuni storici lo definiscono re, padre dell'Europa (Rex Pater Europae).
Tramite il figlio Ludovico il Pio, egli è antenato di tutte le Case Reali Europee, tra cui i Windsor (Re del Regno Unito), i Sassonia-Coburgo-Gotha (Re del Belgio), dei Borboni di Spagna (Re di Spagna), del re di Svezia Carlo XVI Gustavo (in quanto discendente dei Sassonia-Coburgo-Gotha, ma la casa reale di Svezia non deriva dai Carolingi), della Famiglia Granducale del Lussemburgo oltre alle numerose case reali ora non più regnanti, come i Romanov, i Savoia, i Borbone di Francia e varie altre.

## Contesto storico
Il successo di Carlo Magno nel fondare il suo impero si spiega tenendo conto di alcuni processi storici e sociali in corso da diverso tempo: nei decenni precedenti l'ascesa di Carlo, gli Avari si erano stanziati nel bacino del Volga e non costituivano più una minaccia, le migrazioni dei popoli germanici orientali e degli slavi si erano fermate quasi del tutto; a occidente si era esaurita la forza espansionistica degli arabi grazie alle battaglie combattute da Carlo Martello. Inoltre, a causa di rivalità personali e contrasti religiosi, la Spagna musulmana era divisa da lotte intestine.
Secondo una tesi famosa (ridimensionata da studi più recenti) dello storico belga Henri Pirenne c'era stato uno spostamento del baricentro del mondo occidentale verso nord dopo la perdita di importanza dei traffici nel Mediterraneo causata dalla conquista musulmana dell'Africa del Nord e del Vicino Oriente e l'irrompere dei magiari nell'Europa orientale.
Inoltre si deve tener conto della fondamentale opera di evangelizzazione nei territori della Germania orientale e meridionale da parte dei monaci benedettini provenienti dall'Inghilterra e guidati da san Bonifacio tra il 720 e il 750 circa, che aveva dato una prima struttura e organizzazione a territori dominati da tribù ancora barbare e pagane.

## Giovinezza

### Genealogia
Un oggetto di ampia ricerca per studiosi sia antichi che moderni è la genealogia di Carlo Magno, questo perché trovare l'antenato dell'imperatore significa trovare l'antenato di tutta la nobiltà europea e di conseguenza l'intera popolazione europea ed americana. Risulta però difficile ricostruire precisamente la linea dei suoi antenati, a causa della mancanza di fonti che ci sono pervenute, inoltre lungo la storia sono state divulgate varie fabbricazioni e leggende per glorificare l'imperatore e le sue gesta. Va quindi ricordato che gran parte di ciò che viene riportato sotto è composto da ipotesi.
Carlo era esponente della famiglia dei Carolingi: era figlio di Pipino il Breve, figlio di Carlo Martello, figlio di Pipino di Herstal. Quest'ultimo da parte di padre era membro degli Arnolfingi mentre da parte di madre dei Pipinidi. Gli antenati più antichi storicamente attestabili di Carlo Magno sono quindi Sant'Arnolfo di Metz (capostipite degli Arnolfingi e quadrisnonno paterno di Carlo) e Pipino di Landen (capostipite dei Pipinidi e quadrisnonno materno).
Le fonti antiche si sono concentrate sulla genealogia di Sant'Arnolfo, esistono infatti ben 3 ipotesi sulla sua origine familiare:
- Secondo un'antica opera biografica (dalla dubbia autenticità) chiamata Vita Gondulphi, Arnolfo sarebbe figlio di Bodegiselo, a sua volta nipote di Munderico, Cloderico e Sigiberto; costoro erano re dei Franchi Ripuari (l'altro popolo assieme ai Franchi Sali) e servi dei re Merovingi. La teoria non riscontra però consenso da quasi nessuna parte, si tratterebbe comunque dell'ipotesi più verosimile.[11][12]
- L'ipotesi più accreditata, supportata dall'opera anonima Vita Sancti Arnulfi e in particolare da Gregorio di Tours, attribuisce un'origine gallo-romanica all'imperatore. Sant'Arnolfo sarebbe infatti discendente di Ferreolo di Rodez, membro di un'illustre famiglia di senatori di età tarda romana, i Syagrii. La famiglia sarebbe connessa a quella di Sidonio Apollinare e l'imperatore Avito. Quest'ultimo, secondo un'antica leggenda (e possibile congettura) era un lontanissimo discendente dell'antica gens Iulia. L'obbiettivo dell'ipotesi è quindi collegare Carlo Magno e la nobiltà europea al condottiero romano Giulio Cesare; questo fa parte delle teorie note come «descent from antiquity» o discendenza dall'antichità – l'atto di tentare a collegare grandi personaggi storici a famiglie reali europee medievali, spesso però più per motivi di prestigio, per cui queste ipotesi non sono corredate da fonti attendibili.[12][13][14]
- Un'ultima ipotesi, portata avanti dal genealogista Christian Settipani, fa discendere Sant'Arnolfo da Ruricio di Limoges, a sua volta discendente di Quinto Clodio Ermogeniano Olibrio (membro della gens Anicia), per cui sarebbe imparentato con personaggi come San Benedetto, Boezio e alcuni imperatori romani. La famiglia ha poi origini repubblicane e addirittura pre-romane.[12][15]

Esistono anche tradizioni genealogiche sulla madre di Carlo, Bertrada di Laon. Ella discenderebbe infatti da Santa Modesta (tra l'altro figlia di San Domoaldo, fratello di Sant'Arnolfo). Alcuni identificano Santa Modesta con la figlia di Dagoberto II, collegando i Merovingi ai Carolingi; ma è piuttosto ovvio che si tratta di fabbricazioni condotte dagli storici carolingi che non presentano prove certe. Come sopracitato, non è attualmente possibile confermare nessuna di queste ipotesi per la mancanza di fonti e la difficoltà a distinguere fonti veritiere da fabbricazioni.

### Nascita

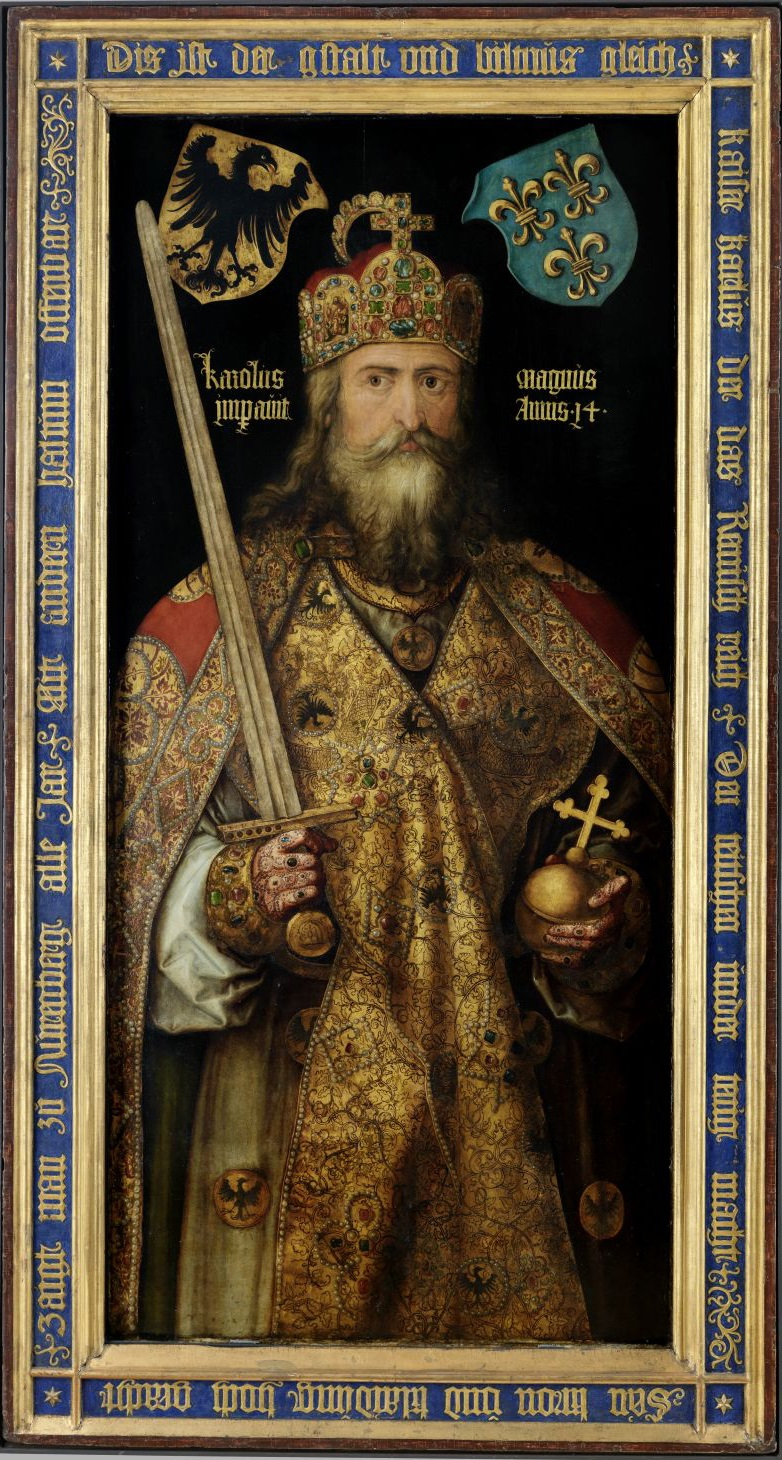
Ritratto di Carlo Magno, di Albrecht Dürer

Carlo era il primogenito di Pipino il Breve (714-768), primo dei re Carolingi, e di Bertrada di Laon (Berta del Gran Piè). La data di nascita consegnataci dalla tradizione è il 2 aprile 742. L'anno della data tradizionale origina dall'opera di Eginardo, Vita et gesta Caroli Magni, il quale afferma che Carlo morì a 72 anni. Tuttavia, dato che le varie fonti disponibili sono discordi e propongono anni diversi non è al momento possibile stabilire con esattezza la data di nascita. Infatti, gli Annali Regi riportano che Carlo morì a 71 anni, per cui sarebbe nato nel 743, mentre l'iscrizione (ormai andata perduta) posta sopra la tomba ad Aquisgrana lo definiva all'incirca settantenne.
Un altro manoscritto coevo colloca la nascita di Carlo al 2 aprile, giorno comunemente indicato per la nascita. Se l'età al momento della morte riportata da Eginardo è corretta, Carlo sarebbe nato prima del matrimonio tra Pipino e Bertrada, che le fonti informano celebrato nel 744. Questo fatto sarebbe in ogni caso compatibile con le usanze dei Franchi, che non si opponevano al concubinato e ai figli nati prima del matrimonio.
Nella seconda parte del Novecento, è stata data attenzione agli Annales Petaviani i quali riferiscono che l'anno di nascita di Carlo sarebbe il 747. In particolare, i medievisti Karl Ferdinand Werner e Matthias Becher hanno sostenuto la bontà di questa fonte. Tuttavia, all'epoca il computo del tempo non seguiva regole precise e analoghe a quelle attuali. Per esempio, le opere annalistiche dell'VIII secolo ci informano che in quel periodo l'anno iniziava col giorno di Pasqua che, nel 748, cadeva il 21 aprile. Poiché è comunemente accertato che Carlo nacque il 2 aprile, quel giorno, per i suoi contemporanei si trovava ancora nel 747, mentre col computo attuale si colloca nel 748.
Altro indizio a favore del 748 si trova in un testo relativo alla traslazione del corpo di san Germano di Parigi nella futura abbazia di Saint-Germain-des-Prés, avvenuta il 25 luglio 755. Carlo era presente alla cerimonia e subì un piccolo incidente avendo, come egli stesso dichiara, 7 anni. Se sulla data di nascita si possono avanzare congetture, le fonti non forniscono invece alcun indizio che possa aiutare a identificare il luogo della nascita di Carlo.

## Re dei Franchi (768-800)

### Spartizione e primi anni di regno

Il Regno dei Franchi da Clodoveo I a Carlo Magno

Quando il padre di Carlo, Pipino il Breve, morì, il 24 settembre 768, aveva già designato come eredi e successori con l'approvazione della nobiltà e dei vescovi, i due figli ancora in vita: Carlo e Carlomanno. Nel 768, Carlo aveva tra i 20 e i 26 anni. Fino ad allora, la letteratura e i documenti ufficiali riferiscono poche notizie di rilievo, ossia, che nel 761 e nel 762 partecipò col padre e il fratello a delle spedizioni militari in Aquitania e più tardi cominciò ad amministrare la giustizia nell'abbazia di Saint-Calais.
Pipino aveva diviso il regno tra i due figli come nel 742 suo padre Carlo Martello aveva fatto con lui e suo fratello. Assegnò, dunque, a Carlo l'Austrasia, gran parte della Neustria e la metà nord-occidentale dell'Aquitania e tutti i territori nel frattempo conquistati nella parte orientale fino alla Turingia. Invece, a Carlomanno assegnò la Borgogna, la Provenza, la Gotia, l'Alsazia, l'Alamagna e la parte sud-orientale dell'Aquitania. L'Aquitania dunque, non ancora del tutto sottomessa, era riservata al governo comune.
Questa suddivisione, al di là dell'estensione geografica, demografica ed economica abbastanza comparabile, imponeva però ai due sovrani una gestione politica totalmente diversa, a tutto svantaggio di Carlomanno. Da un lato, Carlo aveva confini tranquilli che gli avrebbero consentito di dedicarsi a una politica espansionistica verso le terre germaniche. Dall'altro lato, Carlomanno ereditò un regno che lo avrebbe impegnato continuamente in una politica difensiva: verso i Pirenei nei confronti degli arabi di al-Andalus, e verso le Alpi coi Longobardi d'Italia. Questo fatto probabilmente contribuì non poco a rendere i rapporti tra i due fratelli piuttosto tesi. L'incoronazione avvenne per entrambi il 9 ottobre 768, ma in luoghi separati e distanti tra loro.
Uno dei primi problemi da risolvere era la questione dell'Aquitania, che però Carlo dovette affrontare da solo, in quanto il fratello, forse mal consigliato, gli negò l'aiuto necessario. Non esiste una versione di questi fatti secondo il punto di vista di Carlomanno, quindi non è possibile confermare le vere motivazioni del negato intervento. Grazie a un accordo col principe basco Lupo, Carlo si fece consegnare Unaldo, figlio del duca d'Aquitania e sua moglie, che si erano rifugiati presso di lui. La resistenza aquitana si trovò dunque priva di un capo importante e cedette a Carlo, che però solo nel 781 inserì definitivamente la regione nel regno.

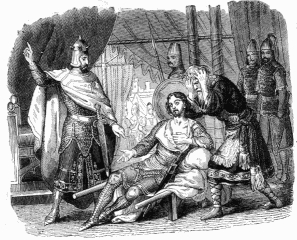
Adelchi, sconfitto da Carlo Magno, opta per l'esilio

La madre di Carlo, Bertrada, fu una convinta assertrice della politica di distensione tra Franchi e Longobardi. Nell'estate del 770 la regina organizzò una missione in Italia, riuscendo a tessere un'intesa fra i suoi due figli e il re longobardo Desiderio, che già aveva dato una figlia in moglie a Tassilone, duca di Baviera. Il primogenito di Desiderio, Adelchi, divenne il promesso sposo della principessa Gisella, mentre Carlo, che era già stato sposato con Imiltrude, sposò la figlia di Desiderio, Desiderata (resa celebre dall'Adelchi manzoniano con il nome di Ermengarda, benché nessuno dei due nomi sia tramandato con certezza). È di tutta evidenza la portata politica di questa unione, che però teneva fuori Carlomanno e, soprattutto, il papa.
Quest'ultimo si infuriò per il pericolo che un'alleanza franco-longobarda poteva costituire per gli interessi romani, e Carlomanno si affrettò a schierarsi dalla sua parte. Carlo non si fece intimidire dalle rimostranze del pontefice, che anzi dovette accettare una situazione di fatto e adattarsi alla nuova linea politica franca, convinto anche dal dono di alcune città dell'Italia centrale che Bertrada e il re longobardo gli fecero per rassicurarlo. Anche il papa, dunque, cambiò linea politica, riconciliandosi con re Desiderio e allentando momentaneamente i rapporti coi due re franchi.
Ben presto Carlo, per cause non ben chiare (forse un precario stato di salute che avrebbe impedito alla moglie di avere figli), ripudiò e rimandò al padre la consorte, rompendo di fatto i buoni rapporti con i Longobardi. Quest'atto fu interpretato sia da parte longobarda sia da parte della Chiesa come una dichiarazione di guerra. Fu, però, anche un atto che liberò Carlo dal peso dell'alleanza tra Chiesa, Franchi e Longobardi, che risultava in una situazione politicamente complicata e in contrasto con gli interessi di tutte le parti in causa.
Il 4 dicembre 771, all'età di soli 20 anni, Carlomanno morì improvvisamente a causa di una malattia inguaribile che suscitò chiacchiere e sospetti. Carlo si affrettò a farsi dichiarare re di tutti i Franchi, anticipando in tal modo eventuali problemi dovuti ai diritti di successione che potevano essere avanzati dai figli del fratello i quali, insieme alla madre e ad alcuni nobili fedeli, si rifugiarono in Italia.

### Prime campagne militari
La prima fase del regno di Carlo Magno fu volta alle continue campagne militari, intraprese per affermare la sua autorità innanzitutto all'interno del regno, tra i suoi familiari e le voci dissidenti. Una volta stabilizzato il fronte interno, Carlo iniziò una serie di campagne al di fuori dei confini del regno, per assoggettare i popoli vicini e per aiutare la Chiesa di Roma, consolidando con essa un rapporto ancora più stretto di quello che a suo tempo aveva intrecciato suo padre Pipino. Dal rapporto col papa e la Chiesa, intesa ormai come diretta erede dell'Impero romano d'Occidente, Carlo ottenne la ratifica del potere che trascendeva ormai l'Imperatore di Costantinopoli, lontano e incapace di far valere i propri diritti, soprattutto in un momento di debolezza e di dubbia legittimità del regno dell'imperatrice Irene.

#### Campagna in Italia contro i Longobardi
Quasi contemporaneamente a Carlomanno, moriva anche papa Stefano III. Al soglio pontificio venne eletto papa Adriano I, che invocò l'aiuto di Carlo contro la tradizionale e mai sopita minaccia longobarda. Desiderio, preoccupato per il pericolo di una nuova alleanza tra Franchi e Papato, inviò un'ambasceria presso il nuovo pontefice, che però fallì miseramente perché Adriano I lo accusò pubblicamente di tradimento per non aver rispettato i patti di consegnare alla Chiesa i territori a suo tempo promessi.
Desiderio passò quindi all'offensiva, invadendo la Pentapoli. Carlo, che in quel momento stava organizzando la campagna contro i Sassoni, cercò di riappacificare la situazione suggerendo al papa di donare un cospicuo quantitativo d'oro a Desiderio per riottenerne in cambio i territori contesi, ma il negoziato fallì e Carlo, di fronte all'insistenza del Papato, si trovò obbligato a muovere guerra ai Longobardi, e nel 773 entrò in Italia.
Il grosso dell'esercito, comandato dal sovrano stesso, superò il colle del Moncenisio e, ricongiuntosi con il resto delle truppe che aveva seguito un altro percorso, mise in fuga le armate di Desiderio presso le Chiuse di San Michele, non prima di aver tentato un nuovo approccio diplomatico. Le numerose defezioni e l'ostilità di molti nobili contro la politica del loro re, costrinsero Desiderio ad evitare lo scontro campale e a rinchiudersi nella sua capitale Pavia, che i Franchi raggiunsero nel settembre 773 senza aver incontrato alcuna resistenza, e che cinsero d'assedio. Carlo non aveva alcuna intenzione di prendere la città con la forza, e infatti lasciò che capitolasse per fame ed esaurimento delle risorse, dopo nove mesi di assedio; periodo che il re franco occupò per mettere a punto le linee della sua politica nei confronti dei Longobardi, del Papato e dei Bizantini che ancora occupavano stabilmente il meridione d'Italia.
Carlo volle tra l'altro sfruttare il periodo di forzata inattività dovuta all'assedio per recarsi a Roma per festeggiare la Pasqua e incontrare Adriano I. Giunto in città il Sabato santo del 774, fu accolto dal clero e dalle autorità cittadine con tutti gli onori e, secondo il biografo pontificio, personalmente dal papa sul sagrato della Antica basilica di San Pietro in Vaticano, che lo accolse con familiarità ed amicizia e con gli onori spettanti al patrizio dei Romani. Davanti alla tomba di Pietro suggellarono con un solenne giuramento la loro “amicizia” personale (ma soprattutto politica) e il pontefice ottenne, d'altra parte, la riconferma della donazione, fatta a suo tempo da Pipino il Breve a Stefano III, dei territori longobardi attribuiti in precedenza alla Chiesa.
Ma si trattava di territori ancora da conquistare, e per alcuni di essi (Venezia, l'Istria e i ducati di Benevento e Spoleto) in seguito la “restituzione” alla Chiesa non fu neanche mai presa seriamente in considerazione: l'accordo, in realtà, non fu mai veramente onorato e anzi Carlo, dopo aver conquistato il Regno longobardo, evitò per diversi anni di incontrare personalmente il papa, il quale non gradì certo questo atteggiamento ed ebbe più volte a lamentarsi dell'indifferenza del re franco in merito alle sue richieste. Considerate le numerose analogie con il documento di donazione di Carlo, secondo gli storici potrebbe collocarsi in questo periodo la compilazione del documento noto come “Donazione di Costantino”, il falso storico, ritenuto autentico per secoli, sulla base del quale la Chiesa ha fondato i suoi presunti diritti temporali.
Carlo rientrò all'accampamento di Pavia, che nel giugno 774 capitolò. Già diverse città erano state conquistate dai Franchi e consegnate al papa, e insieme alla capitale crollò dunque l'intero Regno longobardo, peraltro già indebolito da contrasti interni alla nobiltà e dai frequenti cambi della dinastia regnante. Re Desiderio si arrese senza opporre ulteriore resistenza e gli stessi Longobardi si sottomisero ai Franchi e al loro sovrano, che il 10 luglio 774, a Pavia, assunse il titolo di Gratia Dei Rex Francorum et Langobardorum et Patricius Romanorum cingendo la Corona ferrea. Desiderio fu rinchiuso in un monastero, mentre il figlio Adelchi riparò presso la corte dell'imperatore bizantino Costantino V.
Salvo alcuni interventi di carattere prevalentemente amministrativo, Carlo mantenne in Italia le istituzioni e le leggi longobarde e confermò i possedimenti e i diritti ai duchi che avevano servito il precedente re; il ducato di Benevento rimase indipendente ma tributario al re franco, e solo nel ducato del Friuli, all'inizio del 776, Carlo dovette intervenire per sedare una pericolosa sollevazione guidata dal duca Rotgaudo che aveva tentato di coinvolgere i duchi di Treviso e di Vicenza rimasti in carica; li affrontò in battaglia e riconquistò le città ribelli, pacificando l'Italia settentrionale. Ma nel resto della Penisola il rafforzamento del suo potere sull'antico Regno longobardo avvenne con relativa tranquillità.

#### Campagne contro i Sassoni

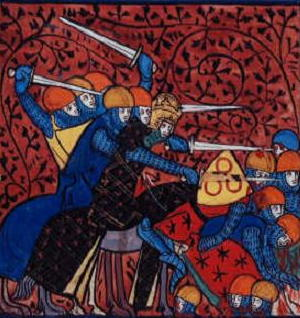
Carlo Magno contro i Sassoni

La successiva importante campagna che Carlo intraprese si rivolse contro i Sassoni, una popolazione di origine germanica stanziata nella zona a nord-est dell'Austrasia, oltre il Reno, nei bassi bacini del Weser e dell'Elba. Popolazione dalle radicatissime tradizioni pagane e politicamente disunita e frammentata in varie tribù bellicose. Già gli stessi Imperatori romani avevano inutilmente cercato di assoggettarla come “federata”. Pipino il Breve era riuscito a contenerne gli sconfinamenti a scopo di saccheggio e a imporre ai Sassoni un tributo annuo di alcune centinaia di cavalli, ma nel 772 questi rifiutarono il pagamento e ciò consentì a Carlo di giustificare l'invasione della Sassonia.
Pensata forse inizialmente come una spedizione punitiva contro le minacce che da tempo le diverse tribù sassoni costituivano per i confini del regno franco, e per portare la vera fede e l'ordine in un paese pagano, l'intervento si trasformò invece in un conflitto lungo e difficile, che proseguì con fiammate di ribellioni anche molto tempo dopo l'imposizione alle popolazioni sassoni di nuovi tributi e la conversione forzata al Cristianesimo. Le operazioni furono infatti condotte a varie riprese e con sempre maggiore difficoltà contro un nemico frazionato in numerose piccole entità autonome che sfruttavano tecniche di guerriglia: nel 774, al termine della campagna d'Italia, poi nel 776 e soprattutto nel 780, dopo il disastro spagnolo, con la sconfitta di Vitichindo, che fu la vera e propria anima della resistenza, essendo riuscito a riunificare le varie tribù. L'intera regione venne smembrata in contee e ducati.

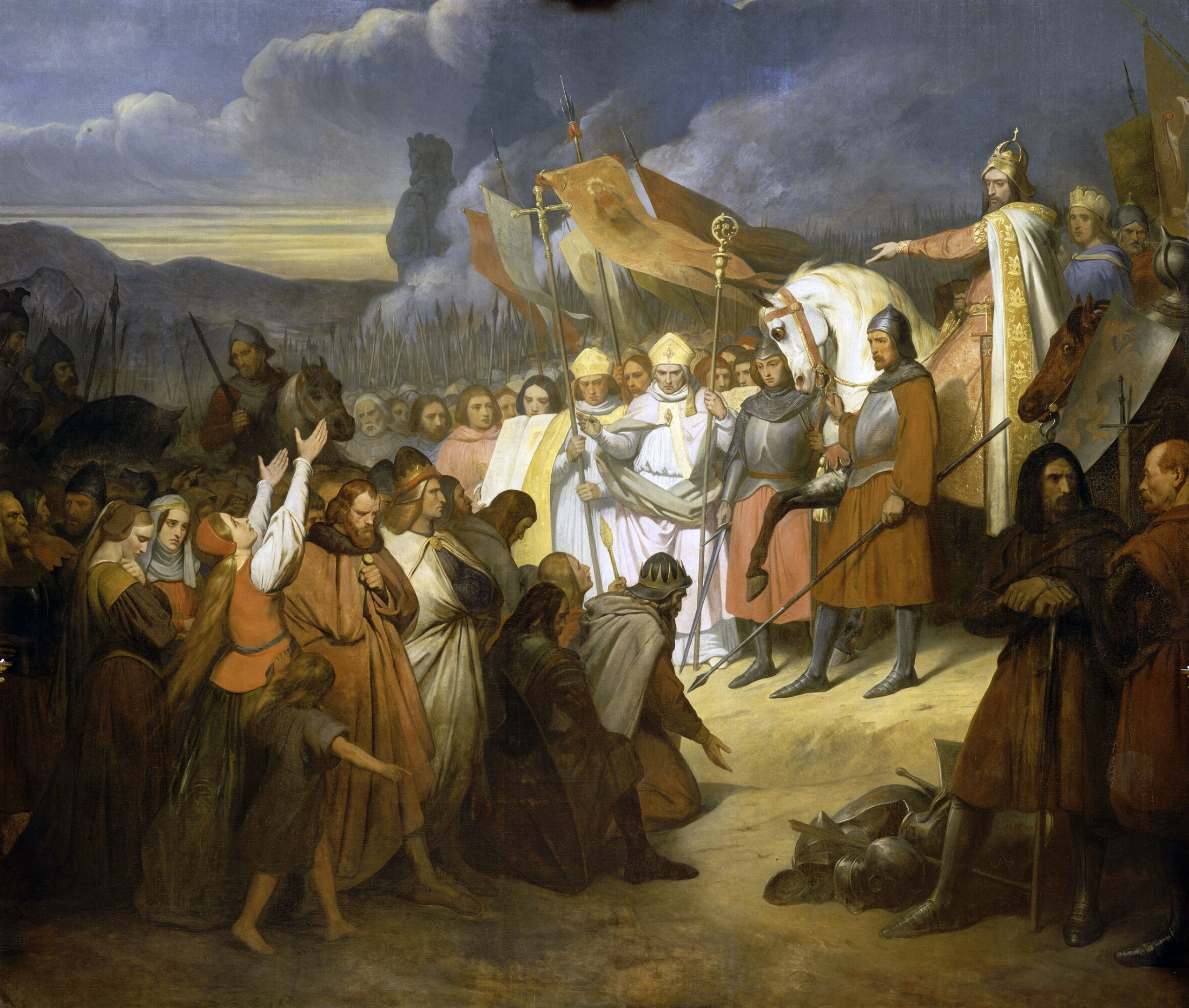
Carlo Magno riceve la sottomissione di Vitichindo a Paderborn nel 785, dipinto del 1840 di Ary Scheffer

Dal 782 la conquista procedette in modi sempre più repressivi, devastando le terre sassoni in modo metodico e affamando le tribù ribelli. Lo stesso Carlo promulgò il “Capitulare de partibus Saxoniae”, che imponeva la pena capitale per chiunque avesse offeso il Cristianesimo e i suoi sacerdoti, misura per la conversione forzata dei Sassoni. Circa 4500 Sassoni vennero giustiziati nel Massacro di Verden, e lo stesso Vitichindo fu battezzato nel 785. I Sassoni mantennero la pace fino al 793, quando esplose una nuova insurrezione nella Germania settentrionale. Carlo la soppresse sul nascere, attuando la deportazione di migliaia di Sassoni e ripopolando la regione con coloni franchi e slavi. Ancora fu necessario intervenire nel 794 e nel 796, con nuove deportazioni massicce in Austrasia e sostituzione delle popolazioni, sostituite con sudditi franchi. L'ultima misura presa da Carlo fu una nuova deportazione, nell'804, dei Sassoni stanziati oltre l'Elba, ma ormai la Sassonia era ben integrata nel dominio franco e i Sassoni incominciarono ad essere regolarmente reclutati nell'esercito imperiale.
La guerra contro i Sassoni fu interpretata dai Franchi come una sorta di “guerra santa”, con le continue rivolte concepite (e in parte era vero) come un rifiuto del Cristianesimo. Il nuovo credo del resto era stato imposto con la forza fin dall'inizio, senza che ci fosse, almeno nei primi tempi, da parte franca, un intervento di tipo missionario che, al di là del battesimo forzato di quanti più barbari fosse stato possibile, avesse tentato di far comprendere il Messaggio evangelico e il significato della religione a cui costoro erano costretti a sottomettersi. Lo stesso territorio sassone, del resto, fu suddiviso e affidato alle cure di vescovi, sacerdoti e abati, e proliferarono chiese, abbazie e monasteri che, comunque, erano costretti a vivere in un continuo stato d'allarme. L'orgoglio nazionalista delle tribù sassoni fu infine definitivamente piegato solo nell'804, con l'ultima deportazione di massa (il biografo Eginardo riferisce di non meno di 10.000 Sassoni complessivamente deportati nelle varie campagne).

#### Tentativo di espansione al sud

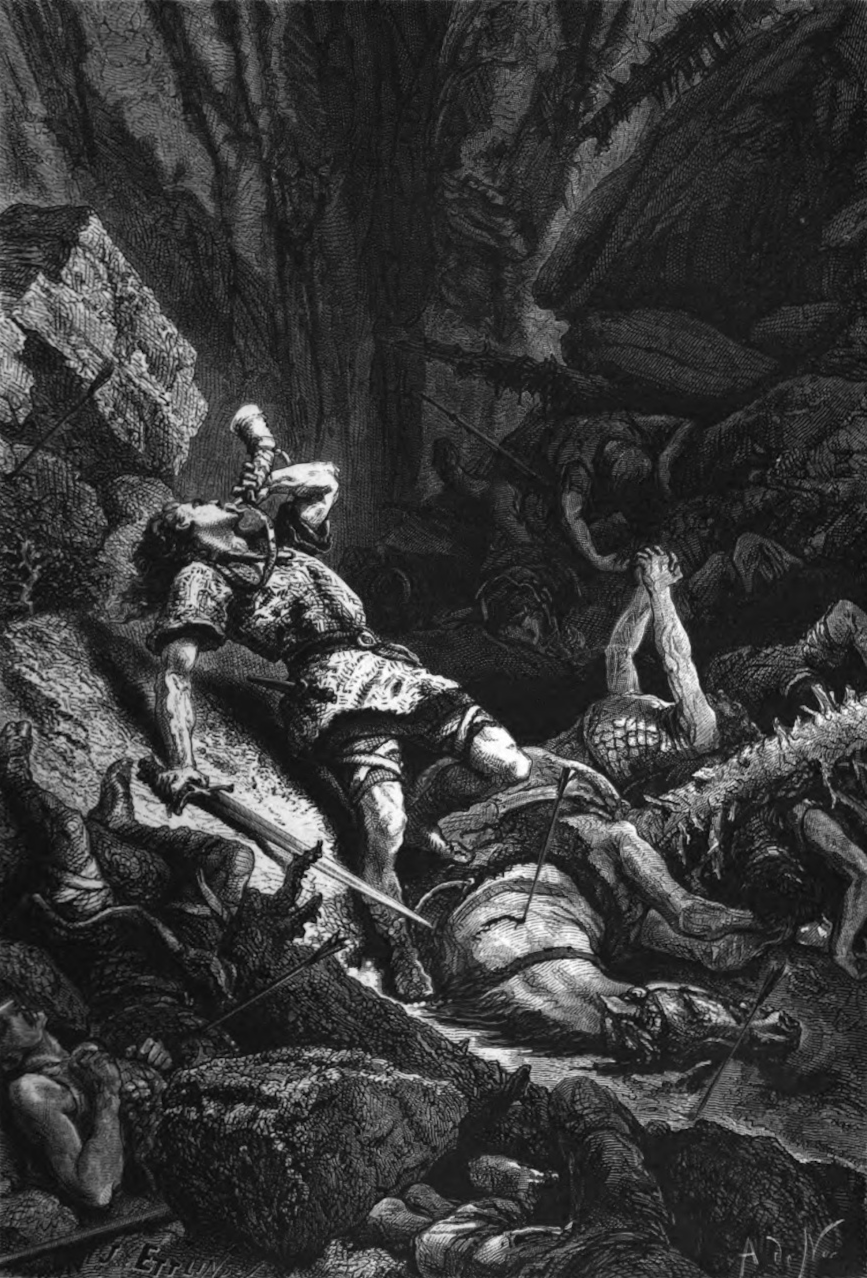
Mort de Roland à Roncevaux di Alphonse de Neuville, 1872 - 1875, Harvard College Library, da L'histoire de France: depuis les temps les plus reculés jusqu'en 1789, racontée à mes petits-enfants di François Guizot.

Nel mondo islamico la dinastia abbaside aveva di recente preso il sopravvento su quella omayyade. Nella Penisola iberica un esponente di quest'ultima era riuscito a fondare un emirato a Cordova, ma le tensioni tra i signori musulmani delle marche più orientali e le ambizioni del Walī di Saragozza indussero il governatore musulmano a richiedere l'aiuto del re dei Franchi. Carlo accettò, probabilmente per proporsi come "difensore del Cristianesimo" e appropriarsi di beni, ricchezze e territori. La possibilità di bloccare eventuali tentativi di espansione islamica oltre i Pirenei e, non ultimo, l'ottimismo derivante dai successi militari ottenuti in Aquitania, in Sassonia e in Italia, convinsero Carlo a intraprendere una spedizione in Spagna, con una valutazione un po' superficiale nei confronti dell'alleato, dei rischi della proposta e dei forti dissidi tra cristiani e musulmani.
Nella primavera del 778 Carlo varcò dunque i Pirenei e a Saragozza si riunì con un secondo contingente militare composto da popoli alleati. L'intervento di Carlo nella Penisola iberica fu tutt'altro che trionfale, e non privo di momenti dolorosi e gravi rovesci. Già l'assedio e la conquista di Saragozza si rivelarono un fallimento, soprattutto per la mancanza di sostegno da parte delle popolazioni cristiane sottomesse che, probabilmente, apprezzavano assai più la relativa libertà concessa dai musulmani anziché la grossolana amicizia carolingia. Giuntagli notizia dell'ennesima insurrezione dei Sassoni, Carlo iniziò a ritirarsi. Durante il ripiegamento distrusse e rase al suolo Pamplona, la città dei Baschi che aveva tentato di resistergli.
Celeberrimo è, durante la ritirata, l'episodio della battaglia di Roncisvalle (tradizionalmente collocato al 15 agosto 778), in cui la retroguardia franca subì un agguato da parte di tribù basche, da tempo assai superficialmente cristianizzate o rimaste legate al paganesimo, gelose della loro autonomia. Nella disastrosa imboscata morirono diversi nobili e alti ufficiali, tra cui "Hruodlandus" (Orlando), prefetto del limes di Bretagna. L'episodio ebbe sicuramente una maggior valenza letteraria che storico-militare, ispirando uno dei passi più noti della successiva Chanson de Roland (la cui composizione è databile intorno al 1100), uno dei testi epici fondamentali della letteratura medievale europea. Ma il contraccolpo psicologico e politico della sconfitta di Roncisvalle fu di enorme portata, sia perché i Franchi non riuscirono mai a vendicarsi del colpo subito, sia per la chiara impressione di disfatta che ne ricavarono le truppe straniere al seguito dell'esercito franco (che contavano su un ricco bottino al termine della spedizione), sia per il prestigio militare di Carlo, che uscì fortemente indebolito e che indusse dunque la storiografia contemporanea a non soffermarsi troppo sui particolari della battaglia, fornendo informazioni vaghe e sommarie.
La sconfitta di Roncisvalle non fece diminuire l'impegno di Carlo nell'ampliamento dei territori dell'area pirenaica sotto il suo controllo e nella difesa del confine iberico, di fondamentale importanza per impedire che le armate arabe dilagassero in Europa. Pertanto, per pacificare l'Aquitania la trasformò nel 781 in un regno autonomo, di cui riorganizzò le strutture politico-amministrative, e al cui vertice pose il figlio Ludovico (poi chiamato “il Pio”), di appena tre anni, ma affiancato da fidati consiglieri che rispondevano direttamente a Carlo. Il problema iberico continuò comunque a trascinarsi per anni, con vari interventi affidati direttamente a Ludovico (o ai suoi tutori) che riuscì ad estendere il dominio franco fino a raggiungere, nell'810, il fiume Ebro. Fu creata allora la Marca Hispanica, riconoscibile nell'odierna Catalogna: uno Stato-cuscinetto, dotato di una relativa autonomia, posto a difesa dei confini meridionali del regno franco da eventuali attacchi musulmani.

### Ripresa dei rapporti con Roma e problemi di successione

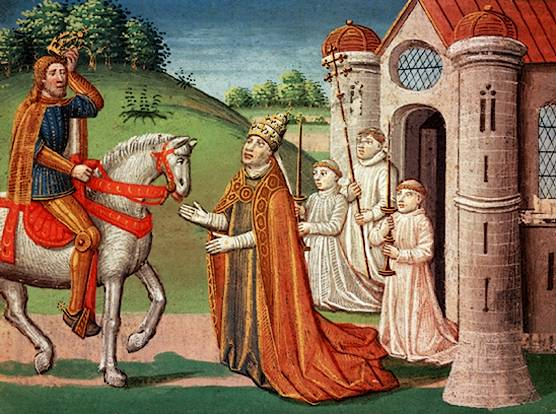
Carlo Magno con Papa Adriano I

Dopo 7 anni durante i quali i rapporti tra Carlo e papa Adriano I si erano retti su un equilibrio precario, nel 781, dopo diversi interventi contro i Sassoni e la sfortunata spedizione spagnola, Carlo tornò a Roma. Durante quel periodo non solo il papa non aveva ottenuto i territori che gli erano stati promessi, ma anzi la politica franca si era accaparrata alleati sui quali Adriano contava, come il duca Ildebrando di Spoleto, oppure non aveva fatto nulla per difendere i presunti diritti della Chiesa, come nel caso dell'arcivescovo Leone di Ravenna, che si considerava il successore dell'esarca bizantino e quindi non si sottomise al pontefice né riconobbe i diritti della Chiesa romana sulla vicina Pentapoli; poi c'era il duca Arechi II di Benevento, principe di ciò che rimaneva del Regno longobardo e alleato dell'impero bizantino, come anche il duca Stefano di Napoli, e ancora il governatore della Sicilia.
Comunque, la vigilia di Pasqua di quell'anno il papa battezzò Carlomanno (a cui fu cambiato il nome in Pipino) e Ludovico, il terzo e quarto figlio di Carlo, consacrandoli contemporaneamente re d'Italia il primo (di fatto re dei Longobardi sotto la sovranità del re dei Franchi) e re d'Aquitania il secondo. La circostanza rilevante di una tale iniziativa è che i due toglievano il diritto di primogenitura al fratello maggiore Pipino (di cui addirittura Carlomanno prendeva il nome) il quale, figlio di Imiltrude che le fonti successive presentarono come amante di Carlo, veniva ad assumere, per quel motivo, un ruolo di figlio di rango inferiore. In realtà il matrimonio con Imiltrude era perfettamente regolare, e la gelosia di Ildegarda, l'attuale moglie di Carlo, nei confronti del figlio nato da un precedente matrimonio non sembra motivo sufficiente per un atto di tale rilevanza politica e dinastica. Causa più plausibile sembra poter essere la deformità fisica di Pipino, già definito “il Gobbo”, che minando la salute e l'integrità fisica del giovane avrebbe in seguito potuto far insorgere problemi sull'idoneità alla successione del regno. Il secondogenito Carlo il Giovane era invece già stato associato al regno con il padre, senza essere investito, per il momento, di alcun titolo, ed in tale veste seguì Carlo nelle varie spedizioni contro i Sassoni.

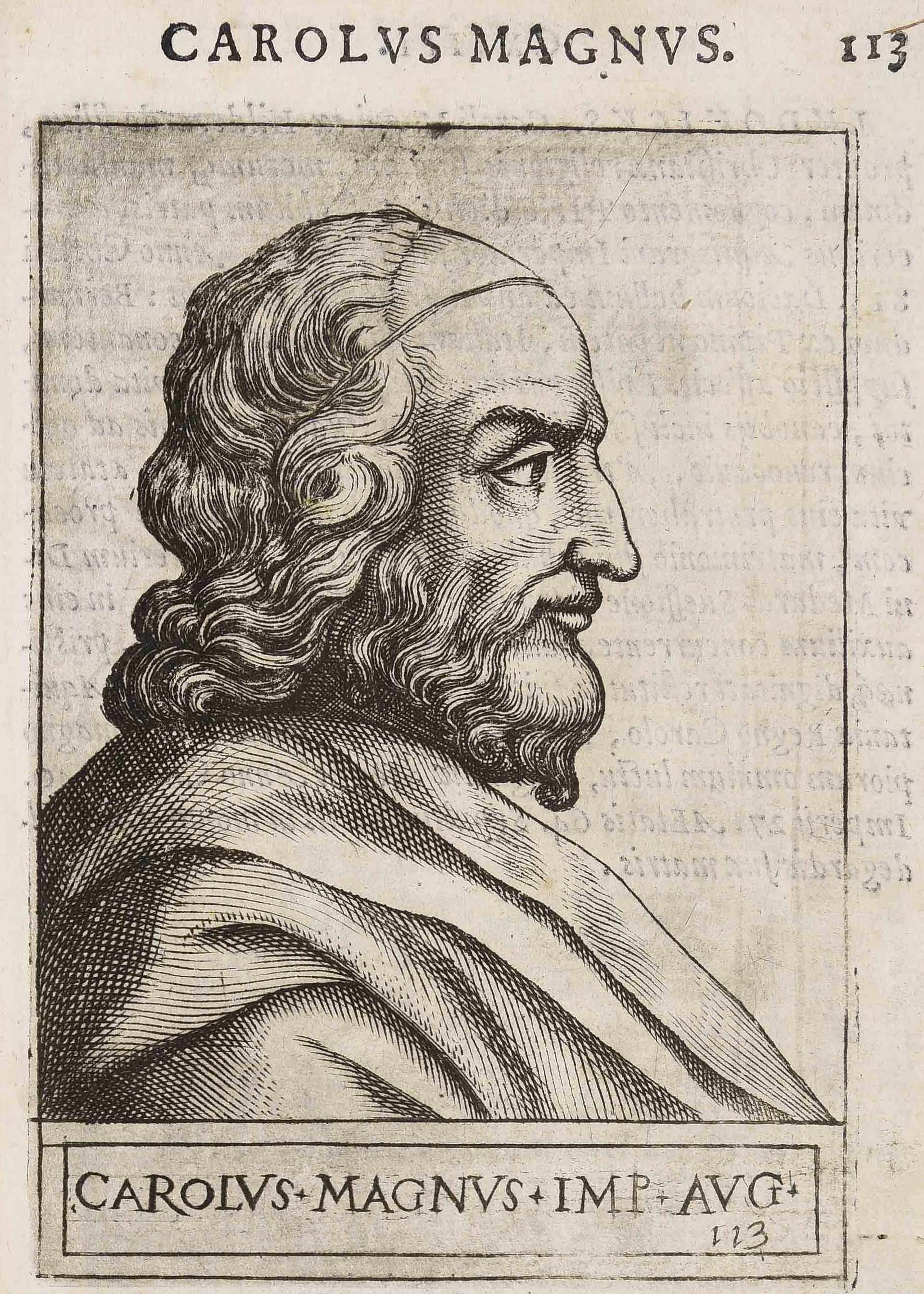
Carlo Magno in una calcografia di Giovanni Battista Cavalieri (1583), conservata presso la Biblioteca comunale di Trento

In Italia e in Aquitania in effetti non furono creati due nuovi regni indipendenti da quello dei Franchi, ma solo delle entità gestite da un potere intermedio al cui vertice era sempre Carlo, che aveva istituito una sorta di compartecipazione al governo. Non va comunque dimenticato che la giovanissima età dei due nuovi re (Pipino aveva quattro anni) non poteva consentire loro una reggenza autonoma, che fu affidata, amministrativamente e militarmente, a nobili e prelati locali di provata fiducia. Il battesimo e la consacrazione dei due figli di Carlo rinsaldò comunque i rapporti tra questi e il papa, che politicamente si sentiva più sicuro potendo contare anche sui regni d'Italia e di Aquitania come forti alleati.
Certo, rimaneva in piedi l'annosa questione territoriale che papa Adriano I rivendicava alla Chiesa, ma Carlo fece un gesto distensivo donando al papa Rieti e la Sabina, quasi come acconto di quanto precedentemente pattuito, ma con l'esclusione dell'Abbazia di Farfa, alla quale il re dei Franchi già dal 775 aveva concesso uno statuto autonomo speciale; a questi si aggiunsero presto la diocesi di Tivoli, la Tuscia e il ducato di Perugia, più alcune città della bassa Toscana. Pochi anni dopo anche il ducato di Spoleto, già nell'orbita papale, entrò direttamente a far parte dei possedimenti della Chiesa. Di tutti questi territori Carlo rinunciò agli introiti finanziari in favore del papa, che presumibilmente, a sua volta, fu indotto a rinunciare ad ulteriori pretese territoriali. Fu confermata anche l'assegnazione a Roma dell'Esarcato d'Italia, con Ravenna, Bologna, Ancona e altre città intermedie, ma in questa zona, come anche nella Sabina, il controllo del papa incontrò grosse difficoltà ad imporsi.
Fu forse proprio per tentare di risolvere questi problemi che alla fine del 786 Carlo scese di nuovo in Italia, con un esercito non particolarmente numeroso, e fu nuovamente accolto con grandi onori da papa Adriano I. Il duca Arechi II di Benevento, genero del deposto re longobardo Desiderio, ben conoscendo le mire papali sul suo territorio si mise subito in allarme e spedì il figlio maggiore a Roma, con ricchi doni, per convincere il re franco a non intraprendere azioni militari contro il suo paese. Ma la maggiore influenza del papa (e le insistenze del seguito, che già intravedeva una facile vittoria e ricco bottino) ebbe il sopravvento, e Carlo si spinse fino a Capua. Arechi cercò nuovamente di trattare, e questa volta con successo; lontano dalle insistenze di Adriano, Carlo si rendeva conto che il territorio di Benevento era troppo distante dal centro di potere franco (e dunque difficilmente controllabile), che era nelle mire del papa (al quale avrebbe dovuto cedere i territori conquistati) e che il suo esercito non era adeguato per una spedizione militare che aveva tutte le caratteristiche di incertezza di quella del 778 in Spagna. Accettò dunque il pagamento di un tributo annuo e la sottomissione di Arechi, che gli giurò fedeltà insieme a tutto il popolo beneventano, e tornò indietro. Al papa concesse Capua e altre città limitrofe, che però rimasero di fatto sotto il controllo del ducato di Benevento.
Dopo la morte di Arechi, avvenuta il 26 agosto 787, la situazione nel ducato beneventano non fece che degenerare, a causa dei contrastanti interessi del papa, che denunciava complotti inesistenti per spingere Carlo all'intervento militare risolutivo, della duchessa reggente, la vedova Adelperga, che voleva da Carlo la restituzione del figlio Grimoaldo, il legittimo erede tenuto in ostaggio dal re franco, e dai bizantini di Napoli e Sicilia guidati da Adelchi, figlio di re Desiderio e dunque fratello di Adelperga, che tentavano di riconquistare posizioni in Italia centrale. Nel 788 Carlo si decise ad agire e liberò Grimoaldo, a condizione che si sottomettesse pubblicamente al regno franco; in tal modo evitò uno scontro con Costantinopoli (lasciando a Benevento l'eventuale responsabilità e onere di muoversi in tal senso) e tacitò le richieste papali di intervento e di restituzione di città e territori in quell'area. Per un po' il ducato beneventano rimase nell'area di influenza franca e servì da ostacolo alle mire bizantine, ma col tempo riacquistò sempre più la sua autonomia ed operò un concreto riavvicinamento a Costantinopoli, con conseguente decisa reazione militare di Pipino d'Italia.

### Le congiure di Hardrad e di Pipino il Gobbo

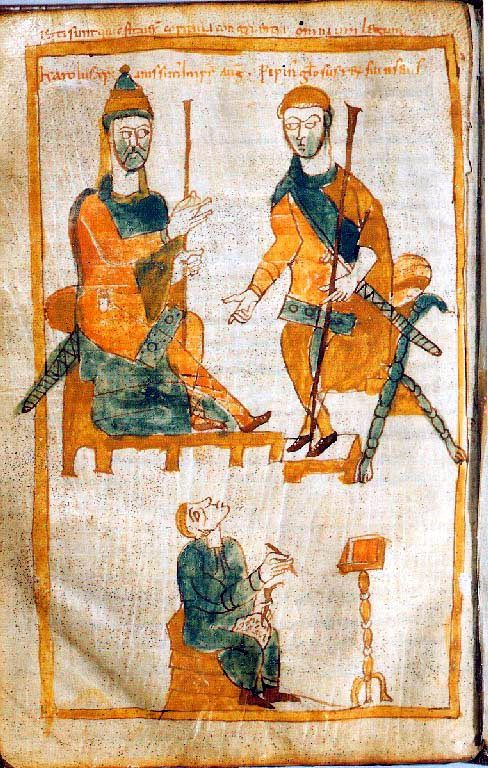
Carlo Magno e Pipino d'Italia. miniatura da un manoscritto, del 991, delle Leges Barbarorum, copia del manoscritto originale dell'830 circa

Nel 786, prima di scendere di nuovo in Italia, Carlo aveva dovuto affrontare una rivolta di nobili della Turingia, guidata dal conte Hardrad, che ebbe importanti risvolti politici. Sulla base delle scarsissime informazioni risulta difficile ricostruire precisamente sia le cause che l'effettiva portata della congiura, che probabilmente mirava ad un'insubordinazione generalizzata contro il re, e forse anche alla sua soppressione. Quanto alle cause, sembra debbano essere ricercate in almeno un paio di motivazioni principali: il malcontento dei Turingi (e dei Franchi orientali in generale) per aver dovuto sopportare la gran parte del peso delle spedizioni militari contro la Sassonia, e la regola in base alla quale ogni popolazione doveva conservare e osservare le proprie leggi; per questo secondo caso, in particolare, sembra che Hardrad si sia rifiutato di dare una sua figlia in sposa a un nobile franco, con il quale probabilmente si era impegnato secondo le leggi franche. All'intimazione del re di consegnare la giovane Hardrad avrebbe radunato un certo numero di nobili suoi amici per opporsi agli ordini di Carlo che, per tutta risposta, devastò le loro terre.
I rivoltosi si rifugiarono nell'Abbazia di Fulda il cui abate Baugulfo fece da mediatore per un incontro tra il re e i congiurati. Solo una fonte di qualche anno posteriore accenna al fatto che avrebbero ammesso di aver addirittura attentato alla vita del re con la motivazione che non gli avevano prestato giuramento di fedeltà. Carlo si rese conto che la sua posizione giuridica di sovrano, derivante da uno stato di capo di una società di uomini liberi, mancava di un riconoscimento normativo che impegnasse personalmente i sudditi in un atto di fedeltà, e dunque venne istituito, a termini di legge, il giuramento di fedeltà nei confronti del re da parte di tutti gli uomini liberi, che legava individualmente ciascun suddito al sovrano e che, qualora infranto, avrebbe dato al re il diritto di applicare le sanzioni previste in conseguenza.
Questo non toglieva ai nobili e ai potenti i loro diritti, che provenivano dalla loro stessa casata e non dal sovrano (e che in qualche caso potevano anche entrare in contrasto con quelli del re), ma aggiungeva un dovere. Anche i congiurati furono costretti al giuramento e questo comportò, con una retroattività inconcepibile per la mentalità moderna, che potessero essere accusati di spergiuro e processati. Solo in tre furono condannati a morte, ma altri, benché prosciolti e liberati, furono catturati, accecati e imprigionati o mandati in esilio, con conseguente confisca dei beni in favore della corte.
Forse in qualche modo collegata a quella di Hardrad, in quanto anch'essa ordita da alcuni nobili delle regioni orientali, fu la ribellione di Pipino il Gobbo del 792. Costui era ben consapevole dell'emarginazione a cui era stato condannato già da molti anni, ma non poteva rassegnarsi ad un futuro di diseredato all'ombra dei fratelli minori. L'insurrezione da lui guidata, forse nel tentativo di ottenere la signoria sul ducato di Baviera che nel frattempo era stato annesso al regno franco, fallì; i congiurati furono arrestati e quasi tutti condannati a morte. Carlo commutò la pena per il figlio ad una reclusione a vita nel monastero di Prüm (fondato dal nonno e dalla bisnonna di Carlo), dove Pipino morì nell'811.
Eginardo attribuisce all'influenza della regina Fastrada le cause delle due congiure, in quanto egli assecondò la crudeltà della consorte, abbandonando la via della benignità a lui consueta.

### Campagne orientali

#### Sottomissione della Baviera

Regno di Carlo, dopo la sconfitta degli Avari (791)

Dal 748 era Duca di Baviera, una delle regioni più civili d'Europa, Tassilone III, cugino di Carlo per essere figlio di Hiltrude, sorella di Pipino il Breve suo padre. Nello stesso anno 778 della sfortunata spedizione franca in Spagna, Tassilone si associò il figlio Teodone III di Baviera con il medesimo titolo di duca.
Carlo, momentaneamente impegnato, fece finta di nulla, ma nel 781, di ritorno da Roma, pretese che il cugino si recasse a Worms per rinnovare il giuramento di fedeltà già prestato dallo stesso Tassilone nel 757 davanti allo zio Pipino e ai suoi figli. Giuramento storicamente abbastanza controverso, in quanto già dalla metà del secolo precedente il ducato di Baviera, benché formalmente sottomesso alla dinastia Merovingia, aveva però ottenuto una sorta di status autonomo; Tassilone inoltre aveva sposato Liutperga, una figlia del re longobardo Desiderio, e aveva fatto battezzare i suoi figli direttamente dal papa: circostanze che, in pratica, insieme alla comune origine e parentela, lo innalzavano dunque giuridicamente allo stesso livello regale di Carlo, pur con un diverso titolo. Si aggiunga che Tassilone poteva vantare, nei confronti della Chiesa, gli stessi meriti di Carlo in quanto ai rapporti con il clero e alla costruzione di abbazie, monasteri e chiese.
Ma Carlo non poteva più tollerare l'autonomia del cugino, anche in funzione delle sue mire di concentrazione del potere, e tuttavia non poteva né risolvere il problema con un intervento militare, né invocare presunte forzature sui diritti dinastici in quanto lo stesso Pipino il Breve aveva assegnato al nipote la successione del ducato; serviva un pretesto giuridico o storico.
Anche da un punto di vista geopolitico la Baviera costituiva per Carlo una pericolosa “spina nel fianco” in quanto, impedendogli l'accesso alla parte orientale del confine d'Italia, nello stesso tempo consentiva a Tassilone eventuali contatti con l'opposizione longobarda (ancora forte in quella parte d'Italia), che poteva costituire un elemento di instabilità per il governo del re franco.
Vedendosi sempre più pressato dalle ingerenze di Carlo, il duca di Baviera nel 787 mandò ambasciatori presso papa Adriano I per chiedere la sua mediazione, approfittando del fatto che in quel momento Carlo si trovava a Roma. Il papa, non solo rifiutò un accordo, ma ribadì le pretese del re e congedò in malo modo gli inviati di Tassilone (minacciandolo anche di scomunica), che nello stesso anno fu costretto a fare atto di sottomissione al re franco, divenendone vassallo. Le fonti letterarie non sono pienamente concordi sulle modalità di resa del duca di Baviera a seguito di precisa richiesta di Carlo scaturita dall'assemblea dei nobili del regno tenuta all'inizio dell'estate dello stesso anno a Worms.
Gli ‘Annali’ di Murbach riferiscono che Carlo si mosse con un esercito fino ai confini del ducato, dove Tassilone gli andò incontro offrendogli il suo paese e la sua persona; secondo gli ‘Annali minori’ di Lorsch fu lo stesso duca a recarsi dal re per offrirgli se stesso e il suo ducato; gli ‘Annales regni francorum' riportano invece che, a seguito del rifiuto di Tassilone di sottomettersi e presentarsi a Carlo, lo stesso re mosse con un esercito e minacciò la Baviera da est, da ovest e da sud: il duca, non potendo difendersi su tre diversi fronti, accettò la resa e il vassallaggio al re franco: Tassilone era dunque ormai un uomo del re, e la Baviera diventava un beneficio che il re concedeva al duca; dal pieno potere sul suo paese all'usufrutto della sua terra che Carlo gli concedeva: era il presupposto necessario per quel pretesto giuridico di cui Carlo aveva bisogno per l'annessione definitiva della Baviera. Inoltre Carlo pretese la consegna non di semplici ostaggi, ma di Teodone, figlio maggiore e coreggente di Tassilone, prendendo di fatto nelle sue mani il potere del paese.
Ma Tassilone e sua moglie Liutperga non potevano assistere inerti a quella che consideravano un'usurpazione, e cercarono sistemi per sottrarsi alla situazione che si era creata (rompendo, di fatto, il patto di fedeltà e di vassallaggio). Carlo, che non aspettava altro, ne venne a conoscenza scoprendo, tra l'altro, un'alleanza stipulata tra il cugino e il principe longobardo Adelchi che era frattanto riparato a Costantinopoli; durante l'assemblea dei grandi del regno convocata nel 788 a Ingelheim, lo fece arrestare mentre i suoi inviati arrestavano la moglie e i figli che erano rimasti in Baviera. Tassilone e i figli maschi furono tonsurati e rinchiusi in monasteri, Liutperga fu esiliata e le due figlie femmine furono anch'esse imprigionate in separate abbazie. La dinastia degli Agilolfingi si estingueva pertanto così, e la Baviera veniva definitivamente annessa al regno carolingio.

#### Campagna contro gli Avari

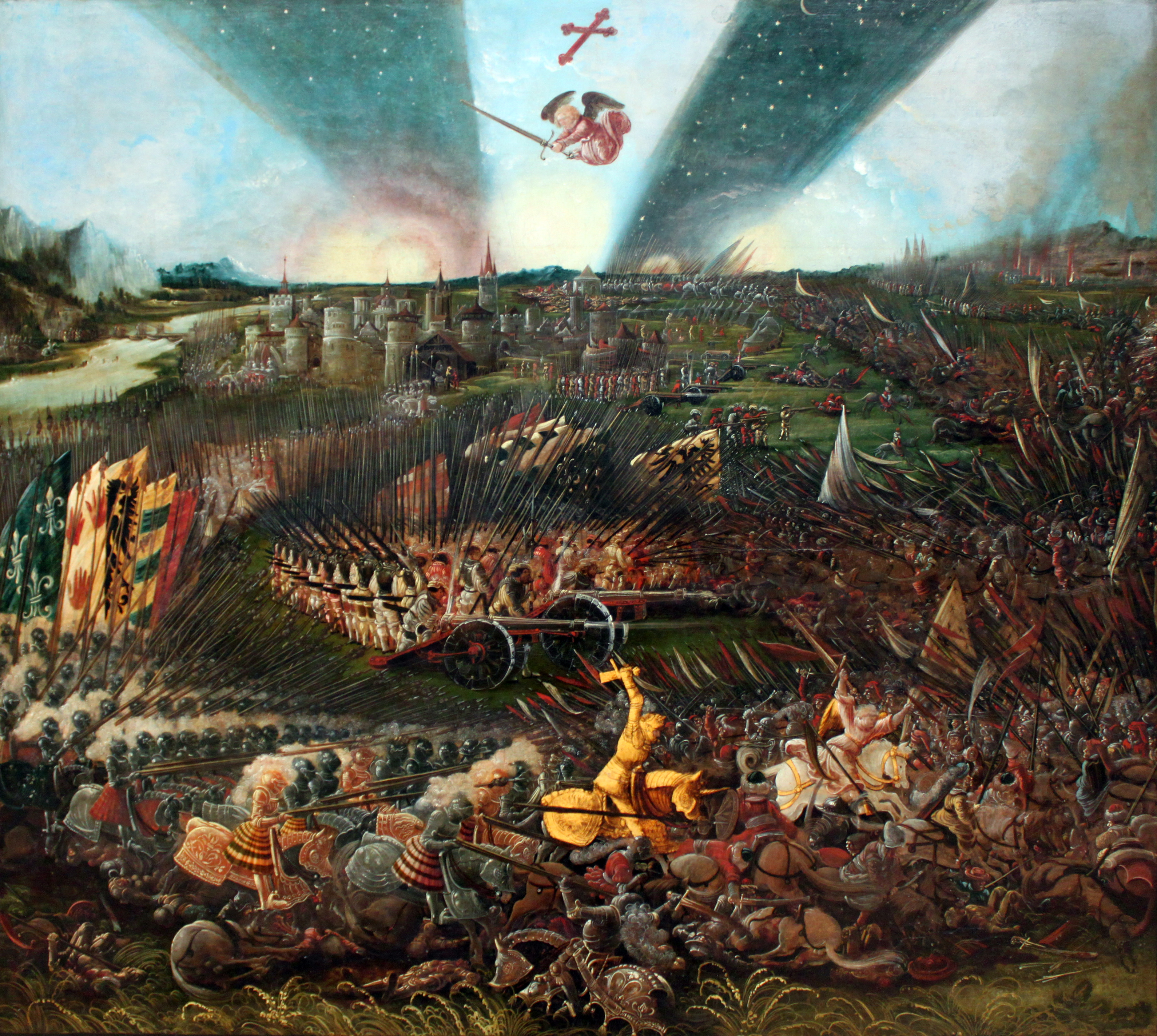
Carlo Magno sconfigge gli Avari in un dipinto del 1518 di Albrecht Altdorfer

Dopo la liquidazione di Tassilone, il regno franco si trovava confinante, a sud-est, con una bellicosa popolazione di origine turanica, gli Avari. Appartenenti alla grande famiglia delle popolazioni turco-mongoliche, come gli Unni, si erano organizzati attorno a un capo militare, il Khan (o Khagan), e si erano stanziati nella pianura pannonica, più o meno l'odierna Ungheria. Essi, insieme agli appartenenti a un'etnia affine, i Bulgari, assoggettarono i vari popoli slavi che stanziavano sul territorio. Pur riconvertendosi all'allevamento e alla pastorizia, non rinunciavano ad effettuare ripetute scorrerie ai confini del regno carolingio e dell'Impero bizantino. Sebbene, dopo la caduta di Tassilone con cui si erano alleati, avessero sconfinato in Friuli e in Baviera, la loro minaccia era ormai piuttosto ridotta, ma la loro tesoreria di stato era colma di ricchezze accumulate dai sussidi che gli imperatori bizantini versavano nelle loro casse, e dunque Carlo (che aveva bisogno di una grande vittoria militare nella quale coinvolgere anche la nobiltà franca in modo che essa si rinsaldasse attorno a lui) cominciò a studiare un'invasione della regione.
La prima mossa urgente era ovviamente quella di ricacciare gli Avari fuori dal Friuli e dalla Baviera, operazione che riuscì pienamente, con pochi interventi militari, grazie anche agli alleati longobardi da una parte e bavari dall'altra. Ma la minaccia non era ancora debellata e, prima di intervenire in modo sicuro e definitivo, Carlo provvide a stabilizzare la situazione della Baviera: strinse alleanze con i nobili locali che nel frattempo avevano abbandonato la causa di Tassilone, allontanò e confiscò i beni di quanti erano ancora legati al vecchio regime e si assicurò l'appoggio del clero con ricche donazioni e creazione di nuove abbazie e monasteri: nell'arco di un paio d'anni la Baviera era ormai perfettamente integrata nel regno franco.
Le cronache motivano l'attacco franco agli Avari per non meglio definiti torti e misfatti che costoro avevano compiuto contro la Chiesa, i Franchi e i cristiani in generale: si trattava dunque ufficialmente di una sorta di crociata che non poteva che essere condotta direttamente dal re, ma le ricchezze degli Avari costituivano certamente un movente molto forte. Vennero istituiti dei comandi militari alla frontiera come la Marca Orientale (costituente la futura Austria), per meglio coordinare le manovre dell'esercito e nel 791 le truppe franche procedettero all'invasione, percorrendo il Danubio su entrambe le sponde. L'esercito a nord era guidato dal conte Teoderico e accompagnato da una flotta di chiatte e barconi incaricata di trasportare rifornimenti e permettere una rapida comunicazione tra le due sponde. Contemporaneamente un altro esercito si muoveva sul versante sud del fiume, comandato personalmente da Carlo, accompagnato dal figlio Ludovico, re d'Aquitania.
Il primo scontro, vittorioso, fu sostenuto dall'altro figlio di Carlo Pipino, re d'Italia, che attaccò gli Avari dal confine friulano, ma successivamente il nemico si ritirò, concedendo pochi scontri e lasciando ai Franchi qualche centinaio di prigionieri e alcune fortificazioni, sistematicamente distrutte. Fino all'autunno i Franchi penetrarono in territorio avaro, ma dovettero interrompere le operazioni a causa della stagione avanzata che causava problemi di collegamento tra i reparti, rendendo difficili le comunicazioni. Pur non avendo dovuto impegnare grandi scontri, la fama di Carlo come “castigatore” dei pagani crebbe moltissimo: aveva debellato il popolo che da tanto tempo teneva in scacco, esigendo tributi, gli imperatori bizantini.
È del 793, mentre Carlo cercava contromisure a possibili reazioni degli Avari, il grandioso progetto di una via fluviale che unisse il Mar Baltico col Mar Nero, attraverso la costruzione di un canale navigabile che avrebbe dovuto collegare il Regnitz, affluente del Meno, a sua volta affluente del Reno, con l'Altmühl, affluente del Danubio: è evidente il vantaggio commerciale e militare che avrebbe potuto rappresentare il collegamento tra l'Europa Centrale e quella Sud-orientale. Lo stesso re presenziò ai lavori, ma l'impresa fu vana, sia per il terreno paludoso che per le continue piogge autunnali che rendevano molle il terreno stesso, e l'impresa fu abbandonata, per essere portata a termine solo in epoca moderna, nel 1846.

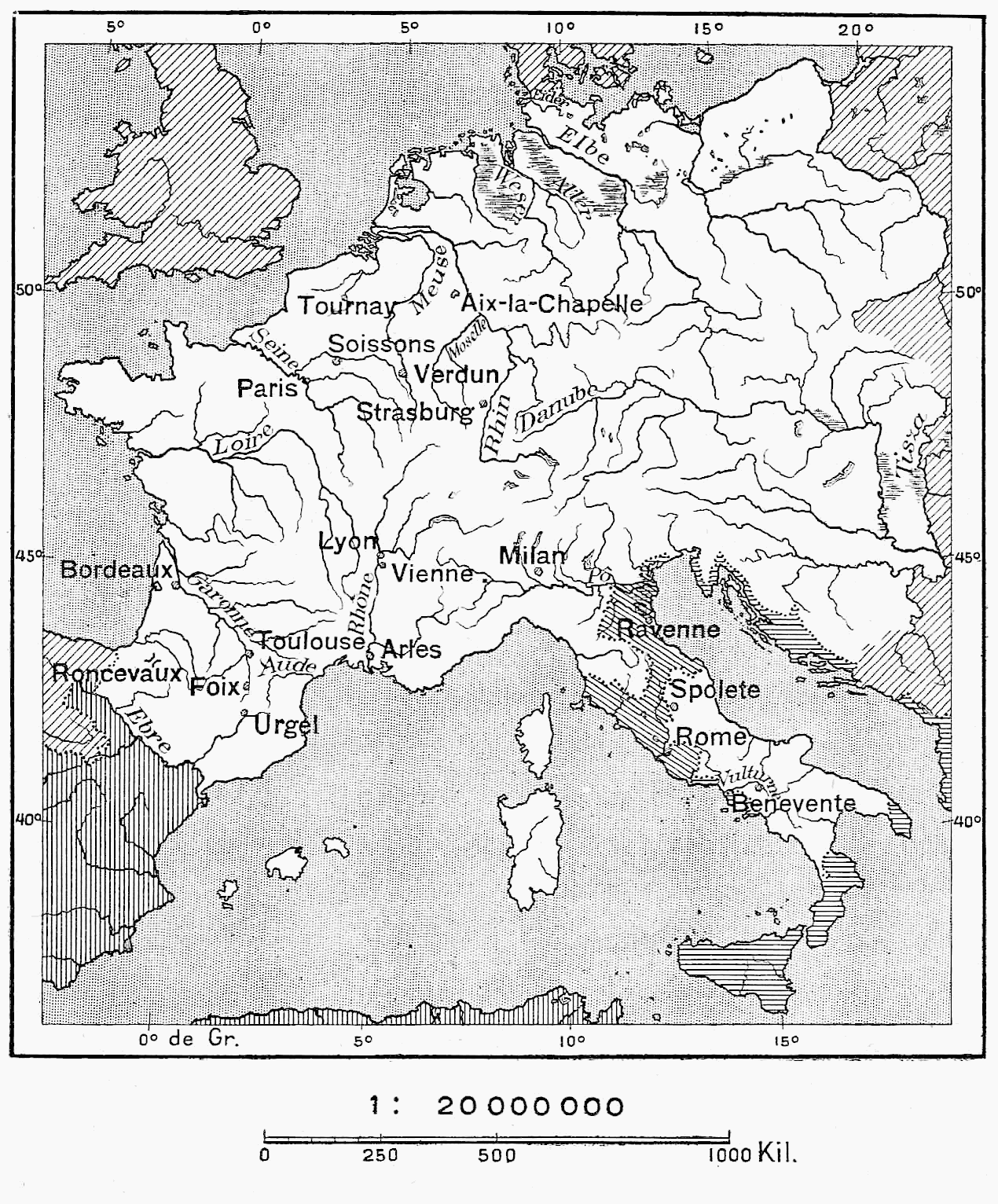
Estensione dell'Impero carolingio

Le devastazioni comunque provocarono il malcontento tra i diversi capi avari che incominciarono una politica indipendente dall'autorità del loro Khan. La situazione portò a una guerra civile, durante la quale morì lo stesso Khan, e che generò divisioni del potere e un generale indebolimento politico e militare. La nuova guida del paese, Tudun, rendendosi conto di non poter più fronteggiare i Franchi, nel 795 si recò personalmente con un'ambasceria da Carlo, nella sua capitale di Aquisgrana dove, dichiaratosi anche disposto a convertirsi al Cristianesimo, fu battezzato dallo stesso re, salvo poi, appena tornato in patria dove lo aspettava una forte opposizione alle sue scelte, rinnegare la nuova religione e l'alleanza con i Franchi.
Le guerre contro i Sassoni, le rivolte interne e il mantenimento di un paese così esteso avevano ristretto sensibilmente le finanze franche, e dunque la resa avara, le gravi tensioni interne che agitavano quel paese, ormai alla guerra civile, e la conseguente prospettiva di potersi impadronire del suo immenso tesoro, facevano intravedere la possibilità di risolvere tutti i problemi economici. Ne approfittò (forse incaricato da Carlo) nel 796 il duca del Friuli, che con un contingente neanche tanto numeroso invase il paese e sottrasse facilmente una buona parte del tesoro; il rimanente lo prese l'anno successivo, con un'analoga facile incursione, il re d'Italia Pipino, al quale nuovamente, e senza combattere, fece atto di sottomissione il Khan avaro Tudun. Immediatamente seguì l'opera di evangelizzazione delle popolazioni avare rimaste sul territorio. Il regno avaro era caduto come un castello di carte.
Carlo, nonostante le ripetute rivolte protrattesi nel tempo, non tornò mai personalmente nell'area, delegando a svolgere le operazioni militari le autorità locali, che impiegarono qualche anno a stroncare la rivolta, in seguito a una vera e propria guerra di sterminio.
Alla fine dell'VIII secolo, dunque, i Franchi controllavano un regno che comprendeva le attuali Francia, Belgio, Paesi Bassi, Svizzera e Austria, tutta la Germania fino all'Elba, l'Italia centro-settentrionale compresa l'Istria, la Boemia, la Slovenia e l'Ungheria fino al Danubio, infine la Spagna pirenaica fino all'Ebro: Carlo governava dunque sulla quasi totalità dei cristiani di rito latino.

### Rapporti con la Chiesa e il Papato
Generalmente, i re franchi si presentavano come naturali difensori della Chiesa cattolica, avendo "restituito" al pontefice ai tempi di Pipino quei territori dell'Esarcato di Ravenna e della Pentapoli che per concezione comune erano creduti appartenenti al Patrimonio di san Pietro. Carlo sapeva bene che al papa importava soprattutto ritagliare un sicuro territorio di sua pertinenza in Italia centrale, libero da altri poteri temporali, compreso quello bizantino.
I rapporti tra l'Imperatore e papa Adriano I sono stati ricostruiti dalla letteratura delle missive epistolari che i due si scambiarono per oltre un ventennio. Molte volte Adriano cercò di ottenere l'appoggio di Carlo riguardo alle frequenti beghe territoriali che minavano il suo presunto potere temporale: una lettera datata 790, ad esempio, contiene le lamentele del pontefice nei riguardi dell'arcivescovo ravennate Leone, reo di avere sottratto alcune diocesi dell'Esarcato.
Carlo si poneva anche come paladino della diffusione del cristianesimo e strenuo difensore della cristianità ortodossa. Ne sono prova le numerosissime istituzioni di abbazie e monasteri e le relative ricche donazioni, le guerre (soprattutto contro i Sassoni e gli Avari) intraprese con spirito missionario per la conversione di quei popoli pagani, le concessioni anche normative a favore del clero e delle istituzioni cristiane. Carlo non era certo particolarmente competente di temi teologici, ma sicuramente le dispute e i problemi religiosi lo appassionavano, tanto che si circondò sempre, o comunque ebbe frequenti rapporti, con i massimi teologi contemporanei, che dall'interno della sua corte diffusero alcune delle loro opere; si schierò in prima linea contro le eresie e le deviazioni dall'ortodossia, come la teoria adozionista o l'annoso problema dell'iconoclastia e del culto delle immagini, questione con cui si trovò in aspro contrasto con la corte di Costantinopoli dove quel problema era nato. Indisse poi sinodi e concili per discutere delle più pressanti questioni di fede.
Di particolare interesse, più per le implicazioni politiche che non per quelle religiose, fu il sinodo che Carlo convocò e presenziò personalmente a Francoforte per il 1º giugno 794. Ufficialmente si trattava di ribadire pubblicamente la rinuncia del vescovo Felice di Urgell alla sua eresia adozionista (alla quale aveva peraltro abiurato già da due anni), ma il vero scopo era quello di ribadire il proprio ruolo come principale difensore della fede. Nel 787, infatti, l'imperatrice d'Oriente Irene aveva convocato e presieduto a Nicea, su invito del papa, un concilio per discutere del problema del culto delle immagini.
Il clero franco, ritenuto sottomesso al papa, non era neanche stato invitato, e Adriano aveva accettato le risoluzioni conciliari. Carlo invece non poteva accettare la definizione di “concilio ecumenico” per un'assemblea che aveva escluso la massima potenza occidentale e la voce dei suoi teologi, e decise pertanto di contrattaccare con le stesse armi, affrontando a Francoforte gli stessi argomenti di Nicea e dimostrando all'Oriente che il regno franco non doveva essere considerato inferiore all'impero d'Oriente, anche per le questioni teologiche. Il papa non condivise le posizioni del concilio di Francoforte come invece aveva fatto per quello bizantino, ma molto diplomaticamente “ne prese atto”, troncando la questione e anzi ribadendo le sue pretese territoriali in Italia: il regno franco era il più stretto alleato della Chiesa, e l'alleanza si basava anche sulla condivisione dei principi dottrinari.

#### La questione di papa Leone III
Alla morte del pontefice, nel 795, devotamente e sinceramente compianto da Carlo, assunse la tiara papa Leone III, papa di origine modesta e privo di appoggi fra le grandi famiglie romane. Il nuovo papa intrattenne immediatamente rapporti rispettosi e amichevoli con Carlo, dando un incontestabile segnale di continuità con la linea del predecessore; il ruolo del re dei Franchi quale difensore del papa e di Roma venne ribadito, e anzi i legati pontifici inviati dal papa per annunciargli l'elezione (un atto di omaggio spettante, fino ad allora, solo all'imperatore d'Oriente), nel confermargli il titolo di “patricius Romanorum”, invitarono il re ad inviare a Roma suoi rappresentanti di fronte ai quali il popolo romano avrebbe dovuto giurare fedeltà e sottomissione.
Carlo, che era al corrente delle voci che correvano sulla dubbia moralità e rettitudine del nuovo papa, inviò il fidatissimo Angilberto, abate di Saint-Riquier, con una lettera in cui definiva quelli che secondo lui dovevano essere i reciproci ruoli tra il pontefice e il re, e con la raccomandazione di verificare la reale situazione ed eventualmente suggerire cautamente al papa la necessaria prudenza per non alimentare le voci sul suo conto. Nel 798 Carlo fece una mossa che accentuò ancora di più il suo ruolo anche nella Chiesa e la debolezza del pontefice: inviò a Roma un'ambasceria incaricata di presentare al papa il piano di riorganizzazione ecclesiastica della Baviera, con innalzamento della diocesi di Salisburgo a sede arcivescovile e nomina del fidato Arno a titolare di quella sede.
Il papa prese atto, non tentò neanche di riappropriarsi di quella che doveva essere una sua prerogativa e accondiscese al piano di Carlo, semplicemente attuandolo. Nel 799 il re franco vinse un'altra battaglia di fede, convocando e presiedendo ad Aquisgrana un concilio (una sorta di duplicato di quello di Francoforte del 794) in cui il dotto teologo Alcuino confutò, con la tecnica della disputa, le tesi del vescovo Felice di Urgell, il promotore dell'eresia adozionista che si stava di nuovo diffondendo; Alcuino ne uscì vincitore, Felice ammise la sconfitta, abiurò le sue tesi e fece atto di fede, con una lettera che indirizzò anche ai suoi fedeli. Immediatamente fu inviata una commissione nella Francia meridionale, terra di diffusione dell'adozionismo, con il compito di ristabilire l'obbedienza alla Chiesa di Roma. In tutto ciò il papa, a cui sarebbe spettata in prima persona la convocazione del concilio e la predisposizione dell'ordine del giorno, fu poco più che spettatore.
Altra questione teologica che vide prevalere Carlo a scapito del pontefice (sebbene alcuni anni più tardi) fu quella cosiddetta del “filioque”. Nella formulazione del testo tradizionale del “Credo”, era usata la formula in base alla quale lo Spirito Santo discende dal Padre attraverso il Figlio e non, paritariamente, dal Padre e dal Figlio (in latino, appunto, “filioque”) come veniva usata in Occidente. Il papa stesso, in ossequio alle deliberazioni dei concili che così avevano stabilito, riteneva valida la versione dell'ortodossia greca (che, tra l'altro, non prevedeva la recita del Credo durante la Messa), ma volle ugualmente sottoporre la questione al parere di Carlo, il quale, nell'809, convocò ad Aquisgrana un concilio della Chiesa franca che ribadì la correttezza della formula contenente il “filioque”, recitata anche durante la celebrazione della Messa. Leone III rifiutò di prenderne atto, e per circa due secoli la Chiesa romana utilizzò una formulazione diversa da quella delle altre Chiese latine occidentali, finché, verso l'anno 1000, non venne finalmente ritenuta corretta e accettata la versione stabilita dall'imperatore franco.
Nel 799 scoppiò a Roma un'insurrezione contro papa Leone III, capeggiata dai nipoti e sostenitori del defunto pontefice Adriano I. Il primicerio Pasquale e il sacellario Campolo, che già ne avevano contestato l'elezione e lo accusavano di essere assolutamente inadatto alla tiara pontificia, in quanto "uomo dissoluto", in un attentato riuscirono a catturare Leone e rinchiuderlo in un monastero, da dove fuggì rocambolescamente per rifugiarsi in San Pietro, da dove fu poi trasferito al sicuro presso il duca di Spoleto. Da qui, non si sa se di sua iniziativa o su invito di Carlo, si fece condurre presso il re, che si trovava a Paderborn, sua residenza estiva in Vestfalia. L'accoglienza solenne tributata al papa era già un segnale della posizione che Carlo intendeva assumere nella questione romana, sebbene i due principali congiurati, Pascale e Campolo, fossero stati uomini molto vicini al compianto papa Adriano I. Gli oppositori del pontefice, intanto, gli ingiunsero di prestare un giuramento con il quale respingeva le accuse di lussuria e spergiuro; in caso contrario avrebbe dovuto lasciare il seggio pontificale e rinchiudersi in monastero. Il papa non aveva nessuna intenzione di accettare alcuna delle due ipotesi, e per il momento la questione rimase in sospeso, anche perché Carlo provvide ad inviare a Roma una commissione d'inchiesta composta da personaggi di rilievo e alti prelati. In ogni caso, quando, il 29 novembre 799, Leone rientrò a Roma, fu accolto trionfalmente dal clero e dalla popolazione.
L'attentato subito dal pontefice, che era comunque segno di un clima di inquietudine a Roma, non poteva però essere lasciato impunito (Carlo era pur sempre investito del titolo di “Patricius Romanorum”), e nella riunione annuale tenuta nell'agosto dell'800 a Magonza con i grandi del regno comunicò la sua intenzione di scendere in Italia. E poiché oltre al problema romano doveva ricondurre all'ordine anche un tentativo autonomista del ducato di Benevento, scese in armi, accompagnato dal figlio Pipino, che si occupò del ducato ribelle, mentre Carlo puntava a Roma.
Il re franco entrò in città il 24 novembre dell'800, accolto con uno sfarzoso cerimoniale e con grandi onori dalle autorità e dal popolo. Ufficialmente la sua venuta a Roma aveva lo scopo di dipanare la questione tra papa Leone e gli eredi di papa Adriano I. Le accuse (e le prove che ci si affrettò a distruggere) si rivelarono presto difficili da confutare, e Carlo si trovò in estremo imbarazzo, ma non poteva certo lasciare che si diffamasse e si mettesse in discussione il capo della cristianità.
Il 1º dicembre il re franco, invocando il suo ruolo di protettore della Chiesa di Roma, costituita un'assemblea composta da nobili e vescovi d'Italia e delle Gallie (una via di mezzo tra un tribunale e un concilio) aprì i lavori dell'assemblea che doveva pronunciarsi sulle accuse rivolte contro il papa. Basandosi su principi (erroneamente) attribuiti a papa Simmaco (inizio del VI secolo) il concilio sentenziò che il papa era la massima autorità in materia di morale cristiana, così come di fede, e che nessuno poteva giudicarlo se non Dio. Leone si dichiarò disposto a giurare la propria innocenza sul Vangelo, soluzione a cui l'assemblea, ben conoscendo la posizione di Carlo che si era schierato da tempo dalla parte del pontefice, si guardò bene dall'opporsi. Gli “Annali” di Lorsch riferiscono che dunque il papa fu “pregato” dal re di prestare il giuramento a cui si era impegnato. Occorsero tre settimane per mettere a punto il testo del giuramento, che il 23 dicembre Leone prestò solennemente nella basilica di San Pietro, di fronte all'assemblea di nobili e alti prelati, venendo dunque confermato legittimo rappresentante del soglio pontificio. Pascale e Campolo, già preventivamente arrestati dai messi di Carlo un anno prima, non erano stati in grado di provare le accuse mosse al papa, e vennero condannati a morte, insieme a numerosi loro seguaci (pena in seguito commutata nell'esilio).

## Imperatore d'Occidente (800-814)

### L'incoronazione a imperatore

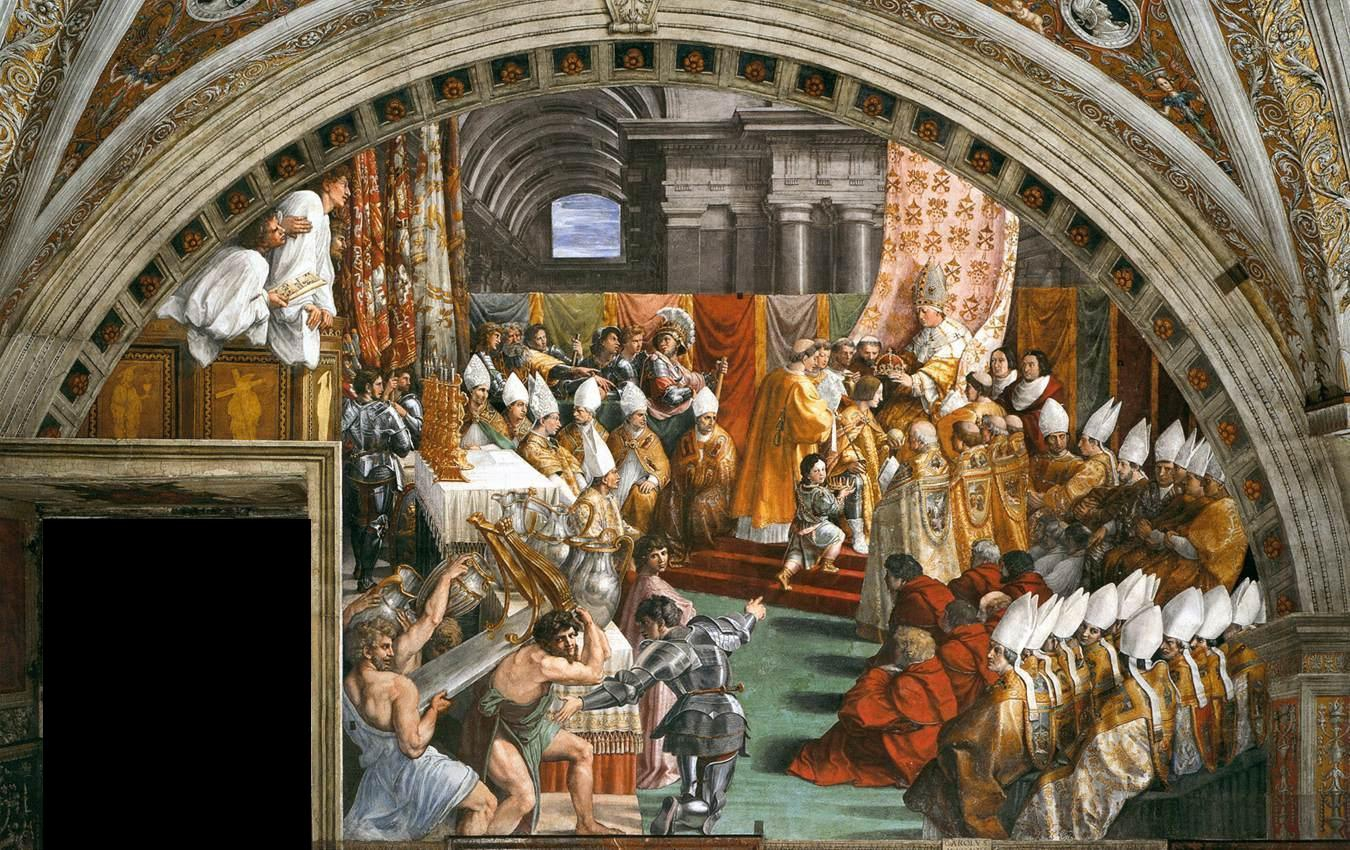
L'Incoronazione di Carlo Magno, di Raffaello Sanzio e aiuti, 1516-1517

Nel 797 il trono dell'Impero bizantino, di fatto unico e legittimo discendente dell'Impero romano, venne usurpato da Irene d'Atene, che si proclamò basilissa dei Romei (imperatrice dei Romani). Il fatto che il trono "romano" fosse occupato da una donna spinse il papa a considerare il trono "romano" vacante. Nel corso della messa di Natale del 25 dicembre 800, nella basilica di San Pietro, Carlo Magno fu da papa Leone III incoronato imperatore, titolo mai più usato in Occidente dopo la destituzione di Romolo Augusto nel 476. Durante la cerimonia, papa Leone III unse il capo a Carlo, richiamando la tradizione dei re biblici. La nascita di un nuovo Impero d'Occidente non fu ben accolta dall'Impero d'Oriente che tuttavia non aveva i mezzi per intervenire. L'imperatrice Irene dovette assistere impotente a ciò che stava avvenendo a Roma; ella si rifiutò sempre di accettare il titolo di imperatore a Carlo Magno, considerando l'incoronazione di Carlo Magno ad opera del papa un atto di usurpazione di potere.
La “Vita Karoli” di Eginardo afferma che Carlo fu assai scontento dell'incoronazione e non intendeva assumere il titolo di Imperatore dei Romani per non entrare in contrasto con l'Impero bizantino, il cui sovrano deteneva il legittimo titolo di Imperatore dei Romani e dunque per nessun motivo i Bizantini avrebbero riconosciuto ad un sovrano franco il titolo di Imperatore. Sulla questione autorevoli studiosi, (in primis Federico Chabod), hanno ricostruito la vicenda dimostrando come la versione di Eginardo rispondesse a precise esigenze di ordine politico, ben successive all'accaduto, e come essa fosse stata costruita ad arte per le esigenze che s'erano venute affermando. L'opera del biografo di Carlo fu infatti redatta fra l'814 e l'830, notevolmente in ritardo rispetto alle contestate modalità dell'incoronazione. Inizialmente le cronache coeve concordavano sul fatto che Carlo fosse tutt'altro che sorpreso e contrario alla cerimonia. Sia gli “Annales regni Francorum”, sia il “Liber Pontificalis” riportano la cerimonia, parlando apertamente di festa, massimo consenso popolare ed evidente cordialità fra Carlo e Leone III, con ricchi doni portati dal sovrano franco alla Chiesa romana.
Solo più tardi, verso l'811, nel tentativo di attenuare l'irritazione bizantina per il titolo imperiale concesso (che Costantinopoli giudicava usurpazione inaccettabile), i testi franchi (gli “Annales Maximiani”) introdussero quell'elemento di "rivisitazione del passato" che fece parlare della sorpresa e dell'irritazione di Carlo per una cerimonia d'incoronazione cui egli non aveva dato alcun'autorizzazione preventiva al papa che a ciò l'aveva indirettamente forzato. L'acclamazione popolare (elemento non presente su tutte le fonti e forse spurio) sottolineò comunque l'antico diritto formale del popolo romano di eleggere l'imperatore. La cosa irritò non poco la nobiltà franca, che vide il "popolus Romanus" prevaricare le proprie prerogative, acclamando Carlo come "Carlo Augusto, grande e pacifico Imperatore dei Romani". Non è poi da escludere che la riferita irritazione di Carlo fosse dovuta al fatto che avrebbe preferito auto-incoronarsi, perché l'incoronazione da parte del papa rappresentava simbolicamente la subordinazione del potere imperiale a quello spirituale.

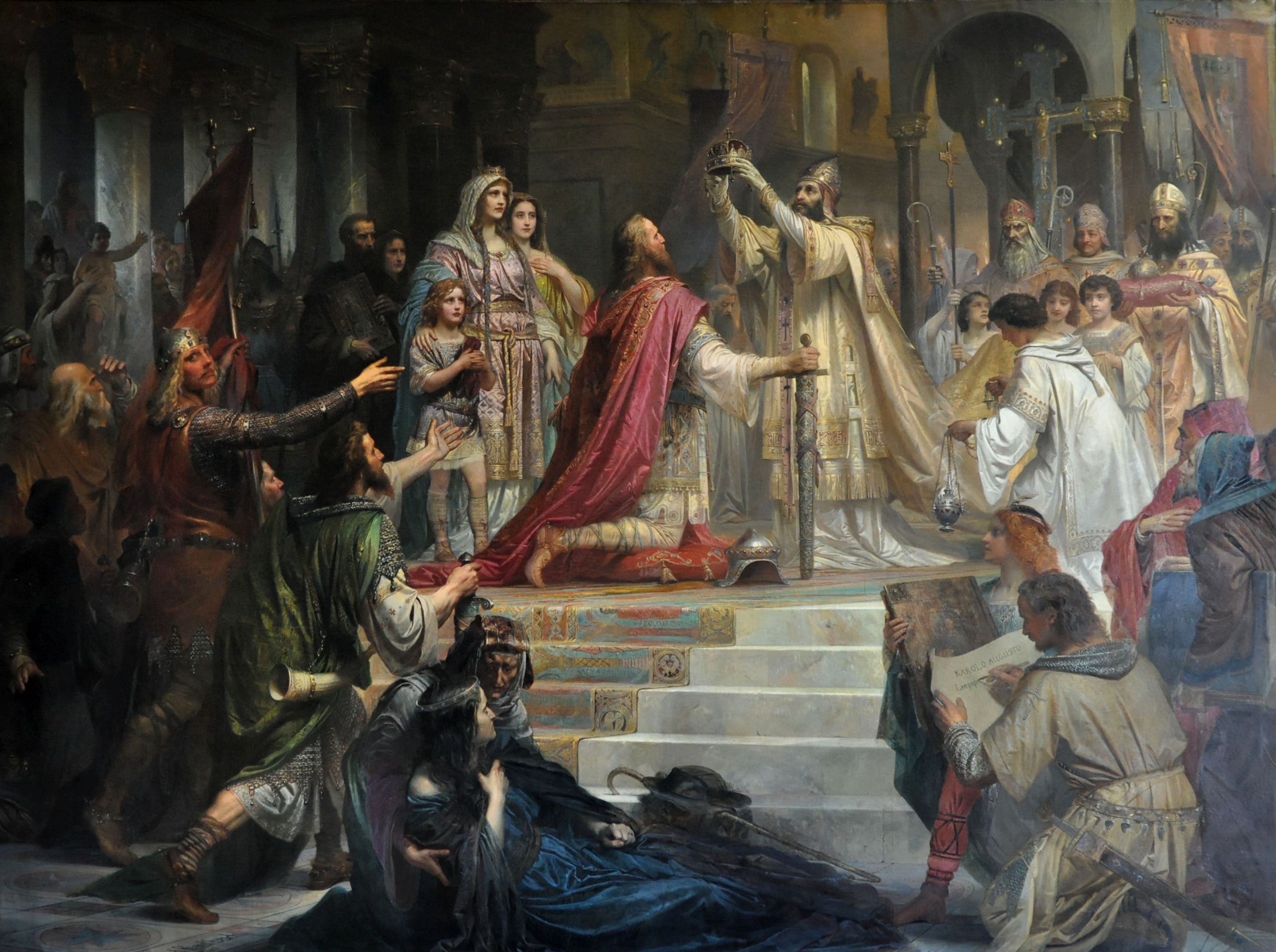
Incoronazione imperiale di Carlo Magno, di Friedrich Kaulbach, 1861

In ogni caso, dalle fonti non si ricava alcun tipo di accordo preventivo tra il papa ed il re franco, e d'altra parte è però impossibile che Carlo fosse stato colto alla sprovvista da un'iniziativa papale di tal genere e che il cerimoniale e le acclamazioni del popolo romano fossero state improvvisate sul momento. Le stesse fonti non fanno alcun accenno alle precedenti intenzioni di Carlo di farsi incoronare imperatore (se non quelle redatte “a posteriori”, che dunque da questo punto di vista non possono essere attendibili), ma del resto non spiegano come mai alla cerimonia Carlo si fosse presentato con abiti imperiali. Appare dunque decisamente improbabile e fantasiosa la versione fornita dal “Liber Pontificalis”, secondo la quale il papa avrebbe improvvisato la sua iniziativa, il popolo sarebbe stato ispirato da Dio nell'acclamazione unanime e corale, e Carlo sarebbe rimasto sorpreso di quanto accadeva. E non è molto credibile neanche la versione fornita, in sostanziale accordo con quella del “Liber Pontificalis”, da Eginardo, che riferisce del re contrariato dall'improvviso gesto del pontefice.
Tuttora non è chiara la paternità dell'iniziativa (e il problema non appare risolvibile), i cui particolari potrebbero però verosimilmente essere stati definiti durante i colloqui riservati a Paderborn e forse anche dietro suggerimento di Alcuino: l'incoronazione poteva infatti essere il prezzo che il papa doveva pagare a Carlo per l'assoluzione dalle accuse che gli erano state rivolte. Secondo un'altra interpretazione (P. Brezzi), la paternità della proposta sarebbe da attribuire ad un'assemblea delle autorità romane, che fu comunque accolta (ma pare senza molto entusiasmo) sia da Carlo che dal papa; in tal caso il pontefice sarebbe stato l'esecutore della volontà del popolo romano di cui era il vescovo. Occorre però precisare in proposito che le uniche fonti storiche sui fatti di quei giorni sono di estrazione franca ed ecclesiastica, e per ovvi motivi tendono entrambe a limitare o falsare l'interferenza del popolo romano nell'avvenimento.
È certo tuttavia che con l'atto d'incoronazione la Chiesa di Roma si presentava come l'unica autorità capace di legittimare il potere civile attribuendogli una funzione sacrale, ma è altrettanto vero che, di conseguenza, la posizione dell'imperatore diventava di guida anche negli affari interni della Chiesa, con un rafforzamento del ruolo teocratico del suo governo. E comunque bisogna riconoscere che con quel solo gesto Leone, per il resto figura non particolarmente eccelsa, legò indissolubilmente i Franchi a Roma, spezzò il legame con l'impero bizantino che non era più l'unico erede dell'Impero romano, esaudì forse le aspirazioni del popolo romano e stabilì il precedente storico dell'assoluta supremazia del papa sui poteri terreni.

### Rapporti con Costantinopoli

#### La basilissa Irene d'Atene

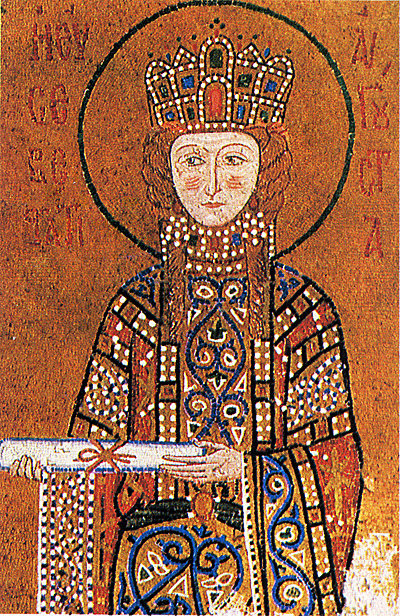
La basilissa d'Oriente Irene d'Atene fu la prima donna ad avere il pieno potere sull'Impero bizantino e, per rimarcare ciò, assunse anche il titolo imperiale maschile (basileus dei Romei cioè "imperatore dei Romani"); particolare di un mosaico della basilica di Santa Sofia ad Istanbul.

I rapporti con l'impero bizantino furono saltuari. Benché quest'ultimo stesse attraversando un periodo di crisi, era pur sempre la più antica istituzione politica europea, ed è importante rilevare come Carlo si presentasse all'imperatore come un suo pari, con il quale doveva ormai trattare nella spartizione del mondo. Come re d'Italia Carlo era di fatto confinante con i possedimenti bizantini nel meridione, e la concessione a papa Adriano I dei territori dell'Italia centrale gli consentì di frapporre, tra il suo e quello bizantino, una sorta di stato cuscinetto che poteva impedire rapporti troppo stretti.
L'imperatrice Irene arrivò comunque a proporre un matrimonio tra suo figlio, il futuro imperatore Costantino VI, e Rotrude, figlia di Carlo. Il progetto non dispiaceva a nessuno: all'imperatrice Irene, che aveva bisogno di un potente alleato in Occidente per contrastare alcuni seri problemi in Sicilia, dove la sua autorità era stata messa in discussione da una ribellione; a Carlo che avrebbe ottenuto un riconoscimento, in quanto re d'Italia, di successore del Regno longobardo (che i bizantini consideravano comunque parte dell'Impero romano); e al papa, che in questa alleanza poteva intravedere la fine delle tensioni con i bizantini, non solo politiche e territoriali, ma anche riguardo all'annosa disputa teologica delle immagini. Ma del progetto non se ne fece nulla, anche perché i rapporti peggiorarono a causa della svolta data da Irene alla controversia iconoclasta, che fu definita dal Concilio di Nicea II con la reintroduzione del culto delle immagini: Carlo accolse con malumore tale decisione, soprattutto perché una questione teologica di tale importanza fu risolta senza informare i vescovi franchi (che infatti non erano stati invitati al concilio). In opposizione al papa, Carlo respinse le conclusioni del Concilio di Nicea e fece redigere i “Libri Carolini”, con i quali si immischiava nella disputa teologica delle immagini, e che avrebbero dovuto portare a una revisione del problema in maniera diversa dai punti di vista di Costantinopoli o di Roma: distruggere le icone era sbagliato, ma lo era anche imporne la venerazione.
L'incoronazione di Carlo quale imperatore fu comunque un atto che fece irritare Costantinopoli, che accolse la notizia con derisione e disprezzo; la maggiore preoccupazione era l'incognita costituita dal sorgere di una nuova potenza che si poneva allo stesso livello dell'impero d'Oriente. Dopo l'incoronazione, infatti, l'imperatrice Irene si affrettò ad inviare un'ambasceria per saggiare le intenzioni di Carlo, che a sua volta restituì molto presto la visita di suoi rappresentanti a Costantinopoli. Carlo tentò in ogni modo di mitigare le ire bizantine, con l'invio di successive ambascerie già nell'802, ma non ebbero esiti particolarmente favorevoli, per la freddezza con cui i notabili bizantini le accolsero e anche a causa della deposizione, nello stesso anno, dell'imperatrice Irene a seguito di una congiura di palazzo, che pose sul trono Niceforo, piuttosto cauto ad intraprendere rapporti troppo stretti con l'occidente franco, ma deciso a continuare sulla linea della deposta imperatrice. Si avviò una lunga serie di vane scaramucce, una delle quali, piuttosto seria, riguardò Venezia e il litorale dalmata.

#### Il basileus Niceforo I
A causa di forti tensioni fra le due città, nell'803 Venezia aveva sferrato un attacco contro Grado, causando la morte del patriarca Giovanni. Il successore, Fortunato, fu nominato metropolita da papa Leone III, assumendo dunque il controllo sulle sedi vescovili istriane, autorità però non riconosciuta da Costantinopoli. Consapevole della fragilità della sua posizione, Fortunato cercò la protezione di Carlo, che non esitò a fornire il suo appoggio, anche per la posizione strategica di Grado, tra l'impero bizantino e Venezia sua alleata. Nel giro di un paio di anni la situazione politica di Venezia mutò radicalmente, schierandosi dalla parte dell'imperatore occidentale e intervenendo militarmente sulle isole dalmate, già sotto il controllo bizantino: la città e la Dalmazia passarono dunque, di fatto, sotto il controllo dell'impero franco (che venne rafforzato negli anni immediatamente seguenti), prima che Costantinopoli potesse in qualche modo intervenire.
Quando l'imperatore Niceforo reagì, nell'806, inviando una flotta a riprendersi la Dalmazia e a bloccare Venezia, il governo di quest'ultima, che aveva forti interessi commerciali con l'Oriente, fece un nuovo voltafaccia e si schierò ancora con Costantinopoli. Consapevole della superiorità bizantina in mare, e della mancanza di una vera flotta, fu Pipino a dover firmare un armistizio con il comandante della flotta di Costantinopoli, ma nell'810 il re d'Italia sferrò un nuovo attacco e conquistò Venezia, consentendo al patriarca Fortunato, nel frattempo fuggito a Pola, di riprendersi la sede di Grado. La situazione si normalizzò con un primo trattato dell'811 (morto da poco Pipino) e poi nell'812 (morto anche Niceforo), con un accordo in base al quale Costantinopoli riconosceva l'autorità imperiale di Carlo che, da parte sua, rinunciava al possesso del litorale veneto, all'Istria e alla Dalmazia.

### Rapporti con l'Islam

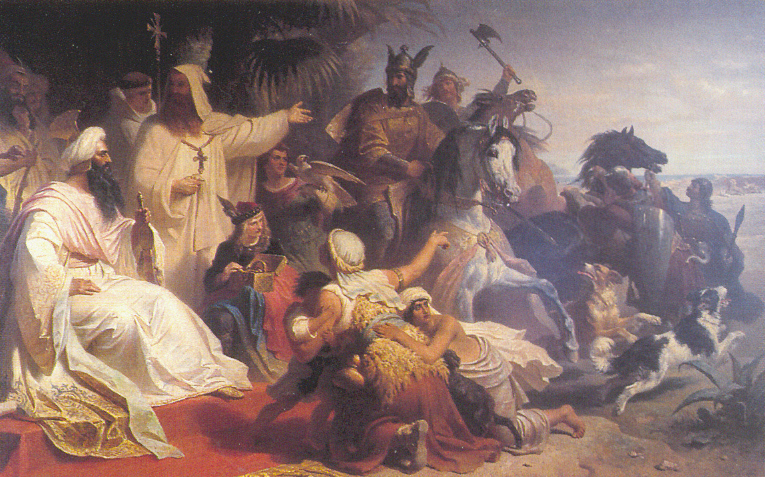
Hārūn al-Rashīd riceve la delegazione di Carlo Magno nella sua corte. Dipinto del 1864 di Julius Köckert

Al-Andalus nel 732

Nella sua qualità di Imperatore, Carlo intrattenne rapporti paritari con tutti i sovrani europei ed orientali. Nonostante le sue mire espansionistiche nella marca spagnola, e il conseguente appoggio ai governatori rivoltatisi al giogo dell'emirato di Cordova di al-Andalus, tessé una serie di importanti relazioni con il mondo musulmano. Corrispose addirittura con il lontano califfo di Baghdad Hārūn al-Rashīd: le missioni diplomatiche dall'una e dall'altra parte furono agevolate da un intermediario ebreo, Isacco, che, come traduttore per conto dei due inviati, Landfried e Sigismondo, nonché per la sua "terzietà", ben si prestava allo scopo.
I due sovrani si scambiarono così numerosi doni, il più famoso e celebrato dei quali era l'elefante, di nome Abul-Abbas, donatogli (forse dietro sua stessa richiesta) dallo stesso califfo abbaside. Carlo lo considerava come un ospite straordinario, da trattare con tutti i riguardi: lo faceva tenere pulito, gli dava personalmente da mangiare e gli parlava. Probabilmente il freddo clima di Aquisgrana in cui il pachiderma era costretto a vivere lo fece deperire fino a condurlo alla morte per congestione. L'Imperatore ne pianse, ordinando tre giorni di lutto in tutto il regno. Gli annalisti riferiscono di un altro dono “meraviglioso”, di qualche anno più tardi: un orologio in ottone la cui tecnologia, perfetta per l'epoca (e certamente molto più avanzata di quella occidentale), destò la più grande ammirazione nei contemporanei.
I buoni rapporti con il califfo Hārūn al-Rashīd miravano però anche ad ottenere una sorta di protettorato su Gerusalemme e i “luoghi santi”, ed erano comunque necessari per i Cristiani della Terra santa che vivevano sotto la dominazione musulmana e avevano frequenti contrasti con le tribù beduine. In effetti il biografo di Carlo Eginardo riferisce che Hārūn al-Rashīd, che vedeva in lui un possibile antagonista dei suoi nemici Omayyadi di al-Andalus e di Costantinopoli, esaudì i desideri dell'imperatore e donò simbolicamente a Carlo il terreno su cui sorgeva il Santo Sepolcro a Gerusalemme, riconoscendolo protettore della Terra santa e sottoponendo quei luoghi al suo potere, ma sembra improbabile si sia trattato di qualcosa di più di gesti simbolici. Per Carlo era sufficiente: il ruolo di protettore del Santo Sepolcro accrebbe la sua fama di difensore della cristianità a scapito dell'imperatore d'Oriente Niceforo, nemico del califfo.

### Scontri con i Normanni
Nell'808 fu affidata a Carlo il Giovane una spedizione contro re Goffredo di Danimarca, che aveva tentato di sconfinare in Sassonia ottenendo anche qualche buon risultato. La spedizione si risolse in un insuccesso, sia per le pesanti perdite subite dai Franchi, sia perché Goffredo nel frattempo si era ritirato, fortificando il confine. Dopo due anni si verificò una vera e propria invasione di Normanni, che occuparono le coste della Frisia con 200 navi.
Carlo diede immediatamente ordine di costruire una flotta e di radunare un esercito che volle guidare personalmente, ma prima che potesse intervenire gli invasori, che probabilmente si rendevano conto di non poter sottomettere stabilmente quella regione, si ritirarono nello Jutland. La successiva eliminazione violenta di Goffredo in seguito ad una congiura di palazzo pose comunque momentaneamente termine alle scorrerie normanne in quell'area, finché nell'811 si giunse ad un accordo di pace col nuovo re danese Hemming.

### Politica interna, istituzioni e governo dell'impero
Carlo aveva unificato quasi tutto quello che restava del mondo noto all'antichità classica occidentale, accanto ai grandi imperi arabo e bizantino ed ai possedimenti della Chiesa, con l'esclusione delle isole britanniche, dell'Italia meridionale e di pochi altri territori. Il suo potere era legittimato sia dalla volontà divina, grazie alla consacrazione con l'olio santo, sia dal consenso dei Franchi, espresso dall'assemblea dei grandi del regno senza cui, almeno formalmente, non avrebbe potuto introdurre nuove leggi.
Dopo essersi garantito la sicurezza dei confini, procedette alla riorganizzazione dell'Impero, estendendo ai territori da lui annessi il sistema di governo già in uso nel regno franco, nel tentativo di costruire un'entità politica omogenea. In realtà fin dai primi tempi del suo regno Carlo si era posto l'obiettivo di trasformare una società semibarbara come quella dei Franchi in una comunità regolata dal diritto e dalle regole della fede, sul modello non solo dei re giudaici dell'Antico Testamento, quanto piuttosto su quello degli imperatori romani cristiani (Costantino in testa) e su quello di Agostino, ma il progetto non si concretizzò come Carlo avrebbe voluto.

#### La gestione del potere

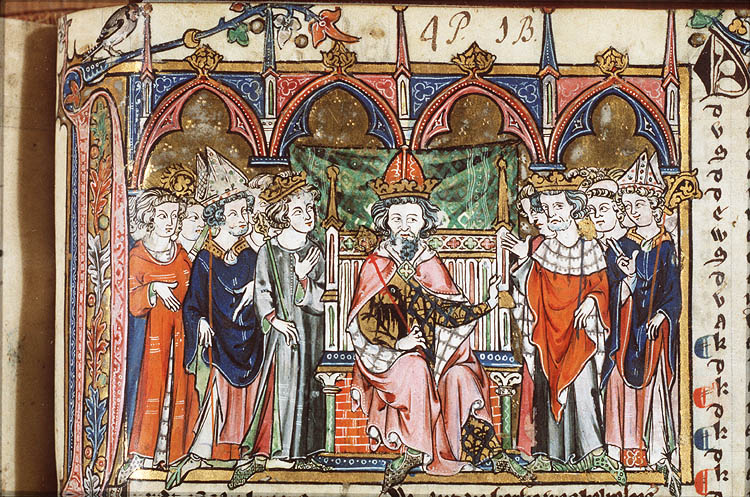
Carlo Magno e la sua corte

A livello centrale l'istituzione fondamentale dello stato carolingio era l'Imperatore stesso, poiché Carlo era sommo amministratore e legislatore che, governando il popolo cristiano per conto di Dio, aveva diritto di vita o di morte su tutti i sudditi sottoposti alla sua inappellabile volontà, compresi notabili di rango elevato come conti, vescovi, abati e vassalli. In realtà i sudditi non erano considerati propriamente tali, in quanto tutti (si tratta ovviamente degli uomini liberi, l'unica popolazione che aveva un suo preciso ‘'status'’) erano tenuti a prestare un giuramento all'imperatore che li obbligava ad un preciso rapporto di obbedienza e fedeltà, diverso dalla sudditanza: una sorta di riconoscimento di cittadinanza. Un tale giuramento giustificava pertanto il diritto di vita e di morte da parte del sovrano.
In realtà il potere assoluto di Carlo non aveva alcun carattere dispotico, ma si configurava piuttosto come il risultato di una mediazione tra cielo e terra, in cui il sovrano utilizzava la personale ed esclusiva interlocuzione con Dio (si considerava "unto del Signore", e in effetti il papa, all'atto dell'incoronazione imperiale, lo aveva unto con l'olio sacro) per ammonire e guidare il suo popolo. Si trattava però di un potere che non doveva rendere conto solo a Dio, ma anche agli uomini, e che aveva bisogno di entrambe le legittimazioni; questo giustificava le annuali assemblee generali degli uomini liberi, che si tenevano regolarmente ogni primavera (o talvolta in estate). In quella sede Carlo otteneva l'approvazione delle disposizioni che, su “ispirazione divina”, aveva maturato e predisposto nei mesi di ozio invernale: esse dunque venivano validate dall'approvazione collettiva. Col tempo venne ovviamente prendendo corpo la convinzione che essendo l'imperatore direttamente ispirato da Dio, era sempre meno necessaria l'approvazione degli uomini, e dunque l'assemblea tendeva sempre più ad essere svuotata dei suoi contenuti per diventare un organismo che si limitava a plaudere alle decisioni e alle parole di Carlo, quasi senza alcun intervento.
Il governo centrale era costituito dal palatium. Sotto questa denominazione si designava non una residenza, ma il complesso dei collaboratori alle sue dipendenze, che seguivano il re in tutti gli spostamenti: organo puramente consultivo, era costituito da rappresentanti laici ed ecclesiastici, uomini di fiducia a contatto quotidiano con il sovrano, che lo aiutavano nell'amministrazione centrale.

#### La suddivisione dello Stato
All'apice della sua estensione, l'Impero era suddiviso in circa 200 province, e in un numero sensibilmente minore di diocesi, ciascuna delle quali poteva comprendere più province, affidate, per il controllo del territorio, a vescovi e abati, insediati ovunque e culturalmente più qualificati dei funzionari laici. Ogni provincia era governata da un conte, vero e proprio funzionario pubblico delegato dell'Imperatore, mentre nelle diocesi erano i vescovi e gli abati ad esercitare il potere. Le aree di frontiera del regno franco ai confini dell'Impero, che potevano comprendere al loro interno più province, erano designate col nome di “marche”, che gli autori più eruditi chiamavano con la denominazione classica di limes.
Gerarchicamente subito sotto i conti erano i vassalli (o ‘'vassi dominici'’), notabili e funzionari addetti a diversi uffici, reclutati generalmente tra i fedeli del re che prestavano servizio a palazzo. In un capitolare dell'802 furono meglio definiti i compiti e i ruoli dei ‘'missi'’ regi: si trattava di vassalli (inizialmente di basso rango), che venivano inviati nelle varie province e diocesi come “organo esecutivo” del potere centrale, o per particolari missioni ispettive e di controllo (anche nei confronti dei conti). La corruttibilità di questi funzionari già da tempo aveva suggerito di sostituirli con personaggi di alto rango (nobili, abati e vescovi) che teoricamente avrebbero dovuto essere meno esposti a rischi di corruzione (ma i fatti spesso smentirono la teoria e le intenzioni). La norma dell'802 istituiva i ‘'missatica'’, circoscrizioni assegnate ai ‘'missi'’ che costituivano un potere intermedio tra quello centrale e quelli locali.
In un impero di dimensioni talmente rilevanti, questo tipo di suddivisione e frammentazione del potere in senso gerarchico era l'unico sistema per poter mantenere un certo controllo sullo Stato. Il potere centrale, che si esplicava nella persona dell'imperatore, consisteva essenzialmente in un ruolo di guida del popolo, di cui doveva assicurare la difesa e la tutela della giustizia tramite i suoi funzionari. Mentre i conti costituivano una sorta di governatori parzialmente autonomi nei territori di loro competenza (che, generalmente, erano i territori già in qualche modo sottoposti all'influenza delle loro famiglie di provenienza), il vero ruolo di intermediari tra governo centrale e periferia era svolto, preferibilmente, dalle autorità ecclesiastiche di grado arcivescovile e dagli abati delle più importanti abbazie che erano, di solito, nominati direttamente dall'imperatore.
Conti, arcivescovi e abati erano dunque la vera struttura portante del governo dell'Impero, e dovevano provvedere, oltre alle attività amministrative e giudiziarie, anche a quelle connesse con il reclutamento in caso di mobilitazione militare e al sostentamento delle regioni sotto la loro giurisdizione e della corte, cui erano tenuti a far pervenire annualmente doni e proventi fiscali. Il punto debole di questa struttura era costituito dai rapporti personali che questi plenipotenziari intrattenevano con l'imperatore, e soprattutto dall'intrecciarsi degli interessi personali (dinastici e fondiari) con quelli dello Stato: un equilibrio fragile che non sarebbe sopravvissuto a lungo alla morte di Carlo.

#### Attività legislativa
Negli ultimi anni di regno, libero ormai da campagne militari, Carlo si dedicò ad un'intensa attività legislativa e di politica interna, con l'emanazione di un elevato numero di “capitolari” (35 in quattro anni) dedicati a norme giuridiche, amministrative e di riorganizzazione dell'esercito e reclutamento militare (un problema sempre spinoso per le forti resistenze che incontrava), ma anche etico-morali ed ecclesiastiche. Tutte queste norme denunciano una sorta di sfaldamento dell'impero ed il coraggio, da parte dell'imperatore, di denunciare, smascherare e combattere abusi e soprusi che forse, in tempi di campagne militari, non sarebbe stato opportuno evidenziare. Di particolare interesse alcune disposizioni riguardanti la costruzione di navi e la creazione di una flotta, proprio nel periodo in cui dalla Scandinavia il popolo dei Normanni cominciava a rendere insicure le coste settentrionali dell'impero. Inoltre, secondo la leggenda, Carlo Magno istituì il Principato di Andorra nell'805 come Stato cuscinetto tra i domini dei Mori in Spagna e la Francia.

#### Monetazione

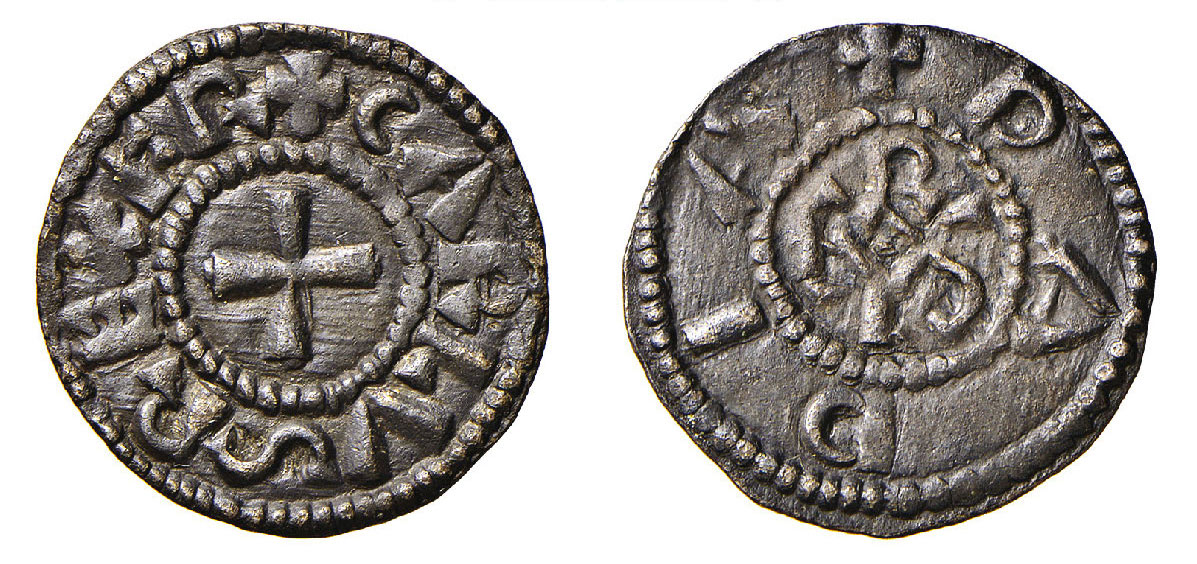
Denaro di Carlo Magno, zecca di Pavia.

Proseguendo le riforme iniziate già dal padre, Carlo liquidò il sistema monetario basato sul solido d'oro dei romani. Tra il 781 e il 794 estese in tutto il regno un sistema basato sul monometallismo argenteo, che si basava sul conio del denaro d'argento con un tasso fisso. Durante questo periodo la libbra (che valeva 20 solidi) ed il solido furono unità di conto e ponderali allo stesso tempo, mentre solo il "denaro" fu moneta reale, coniata.
Carlo applicò il nuovo sistema nella maggior parte dell'Europa continentale, e lo standard fu volontariamente adottato anche in quasi tutta l'Inghilterra. Il tentativo di centralizzare la coniazione di denaro, che Carlo avrebbe voluto esclusivamente riservata alla corte, non ottenne però i risultati sperati, sia per l'estensione dell'impero, sia per la mancanza di una vera e propria zecca centrale, sia per i troppi interessi legati al conio della moneta. Per oltre cento anni il denaro mantenne comunque inalterato peso e lega.

#### L'amministrazione della giustizia
La riforma della giustizia si attuò tramite il superamento del principio di personalità del diritto: ogni uomo aveva diritto di essere giudicato secondo l'usanza del suo popolo, e interi blocchi delle leggi nazionali preesistenti vennero integrati o sostituiti, in qualche caso, con la promulgazione dei capitolari, norme con valore di legge che avevano validità per tutto l'impero, e che Carlo volle far sottoscrivere da tutti i liberi durante il giuramento collettivo dell'806. Da un punto di vista giuridico il suo programma era infatti finalizzato, come riferisce il biografo Eginardo, ad “aggiungere ciò che mancava, sistemare ciò che si contraddiceva e correggere ciò che era falso o confuso“, ma gli sforzi non furono sempre adeguatamente premiati. Il “capitolare italiano”, datato a Pavia nell'801, segna l'inizio del processo riformatore legislativo, al quale seguirono diverse disposizioni e norme che produssero un forte cambiamento nella base giuridica “nazionale” precedente, senza mai perdere di vista l'intento di fornire un fondamento spirituale al potere imperiale.
In un capitolare dell'anno successivo si legge, tra l'altro, che “i giudici devono giudicare in modo corretto in base alla legge scritta e non secondo il loro arbitrio”, frase che da un lato statuisce il passaggio tra l'antica tradizione giuridica orale e la nuova concezione del diritto, e da un altro è indizio della forte spinta all'alfabetizzazione che Carlo volle imprimere, almeno nei ceti più alti, nel clero e negli organismi di maggior peso all'interno dello Stato, coadiuvata dalla riforma della scrittura e da un ritorno alla correttezza del latino, la lingua ufficiale dell'amministrazione statale, della storiografia e del clero. Fu stabilita una riforma della composizione delle giurie, che dovevano essere costituite da professionisti, gli scabini (esperti di diritto), che sostituirono i giudici popolari. Al dibattimento, inoltre, non dovevano partecipare altre persone se non il giudice (il conte), coadiuvato da vassalli, avvocati, notai, scabini e dagli imputati direttamente interessati alla causa. Le procedure giudiziarie vennero standardizzate, modificate e semplificate. La frenesia riformatrice produsse però una serie di documenti che, pur fornendo una cornice giuridica generale, contengono norme eterogenee su vari argomenti affrontati senza un ordine logico, tra sacro e profano, tra politica interna ed estera, con questioni lasciate a volte in sospeso, tra disposizioni di un deciso tono paternalistico-moralistico mischiate ad altre di carattere più decisamente politico o giudiziario.

#### Successione

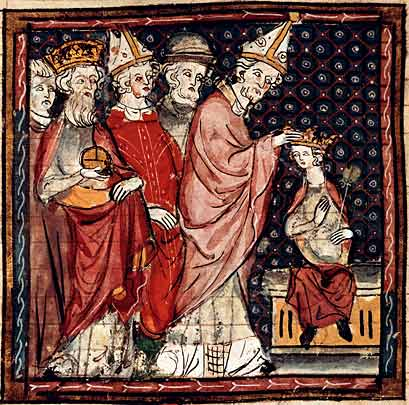
Incoronazione di Ludovico il Pio

Carlo non ignorò la tradizione franca che prevedeva la spartizione dell'eredità paterna fra tutti i figli maschi e per questo, come aveva già fatto suo padre Pipino, stabilì la suddivisione del regno tra i suoi tre figli Carlo, Pipino e Ludovico. Il 6 febbraio dell'806, durante la permanenza nella residenza invernale di Diedenhofen (Thionville), nella quale aveva radunato sia i figli che i grandi dell'impero, fu emanato un testamento politico, la “Divisio regnorum” con il quale veniva definita la spartizione dell'impero dopo la morte di Carlo. Si tratta di un documento legislativo estremamente importante, improntato a criteri di massima equità nel lascito agli eredi e nella definizione di un preciso ordine di successione: il potere unico veniva suddiviso in tre distinti poteri di pari dignità, secondo le regole del diritto ereditario franco che assegnava ad ogni figlio maschio legittimo la stessa parte di eredità.
Il primogenito Carlo, il figlio maggiore, che già aveva acquisito una certa esperienza sia militare che di governo, era destinato ad ereditare il regnum francorum, comprendente la Neustria, l'Austrasia, la Frisia, la Sassonia, la Turingia e alcune aree settentrionali della Borgogna e dell'Alemannia: si trattava della parte più importante dell'impero, e infatti spesso Carlo affidò al primogenito spedizioni militari di un certo rilievo e se lo affiancò in altre campagne, pur senza mai assegnargli il governo di una regione, come aveva fatto per gli altri figli. A Pipino spettava il Regno d'Italia, la Rezia, la Baviera e l'Alemannia meridionale: la zona più delicata da un punto di vista politico, a stretto contatto con la Chiesa e con gli Stati bizantini del meridione d'Italia. A Ludovico era assegnata l'Aquitania, la Guascogna, la Settimania, la Provenza, la Marca di Spagna tra i Pirenei e l'Ebro e la Borgogna meridionale: era la zona di frontiera più delicata da un punto di vista militare, a contatto con i governi islamici di Spagna, ma Ludovico non fu sempre all'altezza della situazione. Nessun accenno fu fatto nella spartizione per l'Istria e la Dalmazia, regioni critiche per i rapporti con Costantinopoli e tuttora contese.
Poiché, secondo la “Divisio regnorum”, uno dei principali compiti dei tre fratelli era la difesa della Chiesa, a Carlo e a Ludovico fu consentito, se necessario, l'ingresso in Italia dai loro regni. Il documento prevedeva il divieto di suddividere ulteriormente i regni, in modo da evitare una futura frammentazione; in caso di morte prematura o di mancanza di eredi di uno dei fratelli si sarebbe proceduto ad un'ulteriore spartizione tra quelli superstiti. Non si prendeva però affatto in considerazione il problema della successione del titolo imperiale, e Carlo del resto non aveva alcuna intenzione di designare un correggente che lo affiancasse. Anche per questo motivo probabilmente si riservò la facoltà di migliorare e integrare, in futuro, quel testamento politico che, sottoscritto e giurato dagli interessati e dai grandi dell'impero, fu inviato a Roma per ottenere il beneplacito di papa Leone III, che non esitò a controfirmarlo, di fatto vincolando i tre figli di Carlo all'alleanza con la Chiesa.

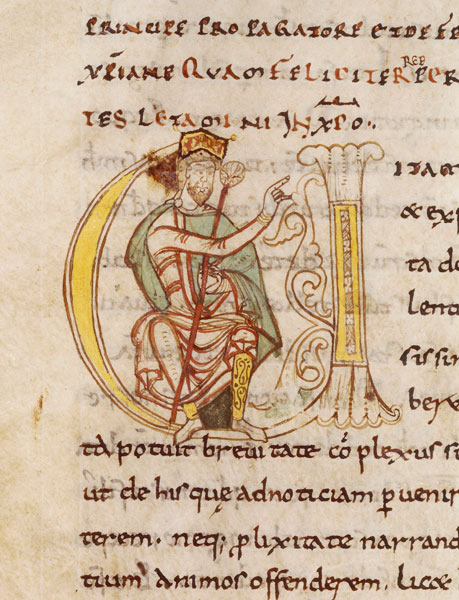
Eginardo, Vita et gesta Caroli Magni

Un capitolo della “Divisio regnorum” si occupava anche della sorte delle figlie di Carlo che, si legge, avrebbero potuto scegliere il fratello sotto la cui tutela porsi, o avrebbero potuto ritirarsi in monastero. Avrebbero però potuto anche sposarsi, qualora il promesso sposo fosse stato “degno” e di loro gradimento; questa concessione lascia alquanto sorpresi, in quanto, per motivi mai ben chiariti, finché fu in vita Carlo non volle mai concedere le figlie in spose a chicchessia.
Le disposizioni della “Divisio regnorum” non furono mai adottate. L'8 luglio dell'810, appena cessato il pericolo dell'invasione normanna in Frisia, a soli 33 anni Pipino morì improvvisamente, lasciando un figlio, Bernardo, e cinque femmine, che l'imperatore portò subito con sé, insieme alle sue numerose figlie. L'anno successivo Carlo apportò le necessarie modifiche alla “Divisio regnorum”, ma i problemi sulla successione continuarono per qualche anno ancora.
La scomparsa di Pipino tolse a Carlo il principale punto di riferimento in Italia, la cui amministrazione venne momentaneamente posta nelle mani dell'abate Adelardo di Corbie, in qualità di ‘'missus'’ imperiale, che mantenne strettissimi contatti con la corte. Nella primavera dell'812, appena ebbe raggiunta la maggiore età, Carlo nominò Bernardo re d'Italia, affiancandogli come consigliere il fidato conte Wala. L'esperienza militare di Wala fu particolarmente utile all'inesperto Bernardo perché proprio in quel periodo, approfittando dei problemi che tenevano occupati Franchi e Bizantini a Venezia e in Dalmazia, i Mori e i Saraceni di Spagna e Africa avevano incrementato le loro incursioni nelle isole del Mediterraneo occidentale (incursioni che, peraltro, continuavano da anni). Se il papa era riuscito in qualche modo a proteggere le sue coste, non altrettanto erano stati in grado di fare i Bizantini da Ponza in giù.
Preoccupato degli equilibri politici, nell'813 Carlo propose al reggente bizantino in Sicilia di fare fronte comune contro la minaccia, ma costui non se la sentì di prendere una simile iniziativa senza il benestare imperiale, e chiese la mediazione del papa il quale, da parte sua, non si volle immischiare nella questione. Del fronte comune non se ne fece nulla, i Bizantini persero terreno in Italia meridionale, abbandonando definitivamente la Sicilia a tutto vantaggio dei Franchi, e i Saraceni avanzarono, occupando per oltre un secolo l'isola, oltre alle coste della Provenza e della Settimania. Nell'811 morì, nel suo esilio dell'Abbazia di Prüm, Pipino il Gobbo, il figlio primogenito non riconosciuto.
Il 4 dicembre 811 morì anche Carlo il Giovane, le cui azioni si erano sempre svolte o all'ombra del padre o su suo ordine (e le scarse notizie biografiche non aiutano a fare miglior luce): le disposizioni della “Divisio regnorum” persero dunque ogni significato, tanto più dopo la nomina, qualche mese più tardi, di Bernardo a successore di Pipino: il regno d'Italia mantenne dunque la sua autonomia. In effetti la “Divisio regnorum” prevedeva che l'impero fosse ridistribuito tra i figli superstiti, e in questo senso Ludovico il Pio si sarebbe aspettato di ereditarlo nella sua interezza, ma l'assegnazione dell'Italia a Bernardo costituì una imprevista forzatura delle norme previste da Carlo, e per alcuni mesi la situazione rimase in stallo finché, nel settembre dell'813, fu convocata ad Aquisgrana l'assemblea generale dei grandi dell'impero nella quale Carlo, dopo essersi consultato con i personaggi più eminenti, affiancò Ludovico al governo, nominandolo unico erede del trono imperiale. Lo svolgimento della cerimonia era anche un importante segnale politico sia verso Costantinopoli, al quale giungeva il messaggio di una continuità dell'impero occidentale, sia verso Roma, con lo sganciamento del potere imperiale dall'autorità del papa, la cui parte attiva nell'incoronazione del nuovo imperatore non era più ritenuta necessaria.

### Rinascita carolingia

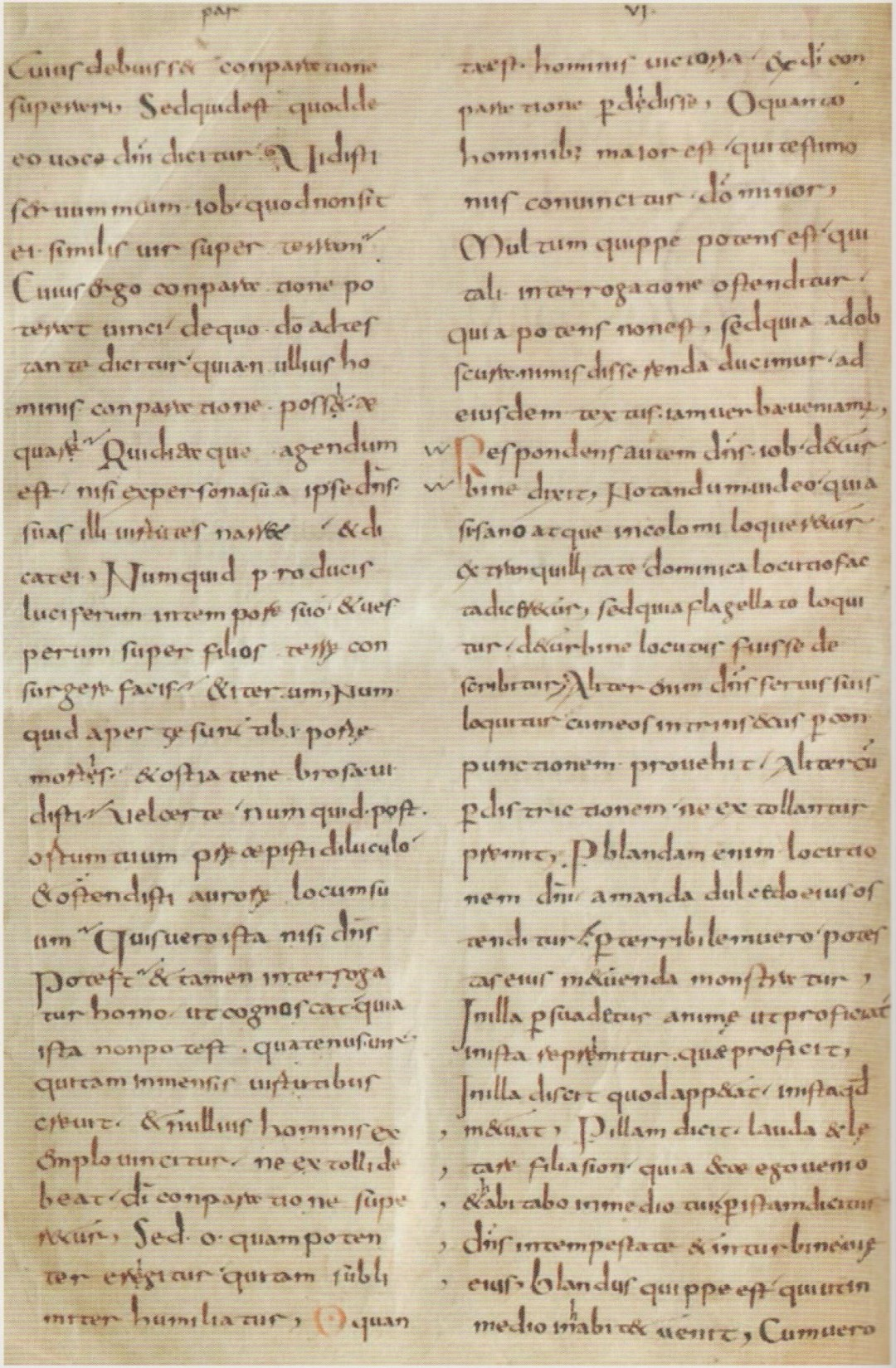
Testimonianza più antica di scrittura minuscola carolina, anno 765 circa, Abbazia regia di Corbie (Francia)

Per “Rinascita carolingia” si intende un periodo di rinascita e fioritura degli studi di ambito politico, filosofico, culturale ed educativo che ebbe luogo durante il regno di Carlo Magno. Già ai tempi del padre di Carlo, Pipino il Breve, ci si era resi conto che situazione in campo intellettuale e religioso era disastrosa: la scolarità era quasi scomparsa nel regno merovingio e la vita intellettuale pressoché inesistente. La necessità di intervenire era già chiara a Pipino e questi perseguì un ampio progetto di riforma in tutti i campi, soprattutto in quello ecclesiastico. L'attenzione di Carlo, che pensava alla ristrutturazione e al governo del suo regno, rivolgeva particolare attenzioni a quell'Impero romano di cui si faceva prosecutore sia nel nome, sia nella politica.
Carlo dette impulso ad una vera e propria riforma culturale in più discipline: in architettura, nelle arti filosofiche, nella letteratura, nella poesia. Personalmente era un illetterato, e non ebbe mai una vera e propria educazione scolastica, benché conoscesse il latino e avesse una certa dimestichezza nella lettura, ma comprendeva a fondo l'importanza della cultura nel governo dell'impero. La Rinascita carolingia ebbe una natura essenzialmente religiosa, ma le riforme promosse da Carlo Magno assunsero una portata culturale. La riforma della Chiesa, in particolare, si proponeva di elevare il livello morale e la preparazione culturale del personale ecclesiastico operante nel regno.
Carlo era ossessionato dall'idea che un insegnamento sbagliato dei testi sacri, non solo dal punto di vista teologico, ma anche da quello "grammaticale", avrebbe portato alla perdizione dell'anima, poiché se nell'opera di copiatura o trascrizione di un testo sacro si fosse inserito un errore grammaticale, si sarebbe pregato in modo non consono, dispiacendo così a Dio. Con la collaborazione del cenacolo di intellettuali provenienti da ogni parte dell'impero, denominato Accademia Palatina, Carlo pretese di fissare i testi sacri (Alcuino di York, in particolare, intraprese l'opera di emendazione e correzione della Bibbia) e standardizzare la liturgia, imponendo gli usi liturgici romani, nonché di perseguire uno stile di scrittura che riprendesse la fluidità e l'esattezza lessicale e grammaticale del latino classico. Nell'Epistola de litteris colendis si prescrisse a preti e monaci di dedicarsi allo studio del latino, mentre con l'Admonitio Generalis del 789 fu ordinato ai sacerdoti di istruire ragazzi di nascita sia libera sia servile, ed in ogni angolo del regno (e poi dell'Impero) sorsero delle scuole vicino alle chiese ed alle abbazie.
Sotto la direzione di Alcuino di York, intellettuale dell'Accademia Palatina, vennero redatti i testi, preparati i programmi scolastici ed impartite le lezioni per tutti i chierici. Neanche la grafia venne risparmiata, e fu unificata, entrando in uso corrente la minuscola carolina, derivata dalle scritture corsive e semicorsive, e venne inventato un sistema di segni di punteggiatura per indicare le pause (e collegare il testo scritto alla sua lettura ad alta voce). Anche l'elaborazione e l'introduzione nei vari centri monastici ed episcopali del nuovo sistema di scrittura si deve all'influenza di Alcuino. Da quei caratteri derivarono quelli utilizzati dagli stampatori rinascimentali, che sono alla base di quelli odierni.

### Vecchiaia e morte

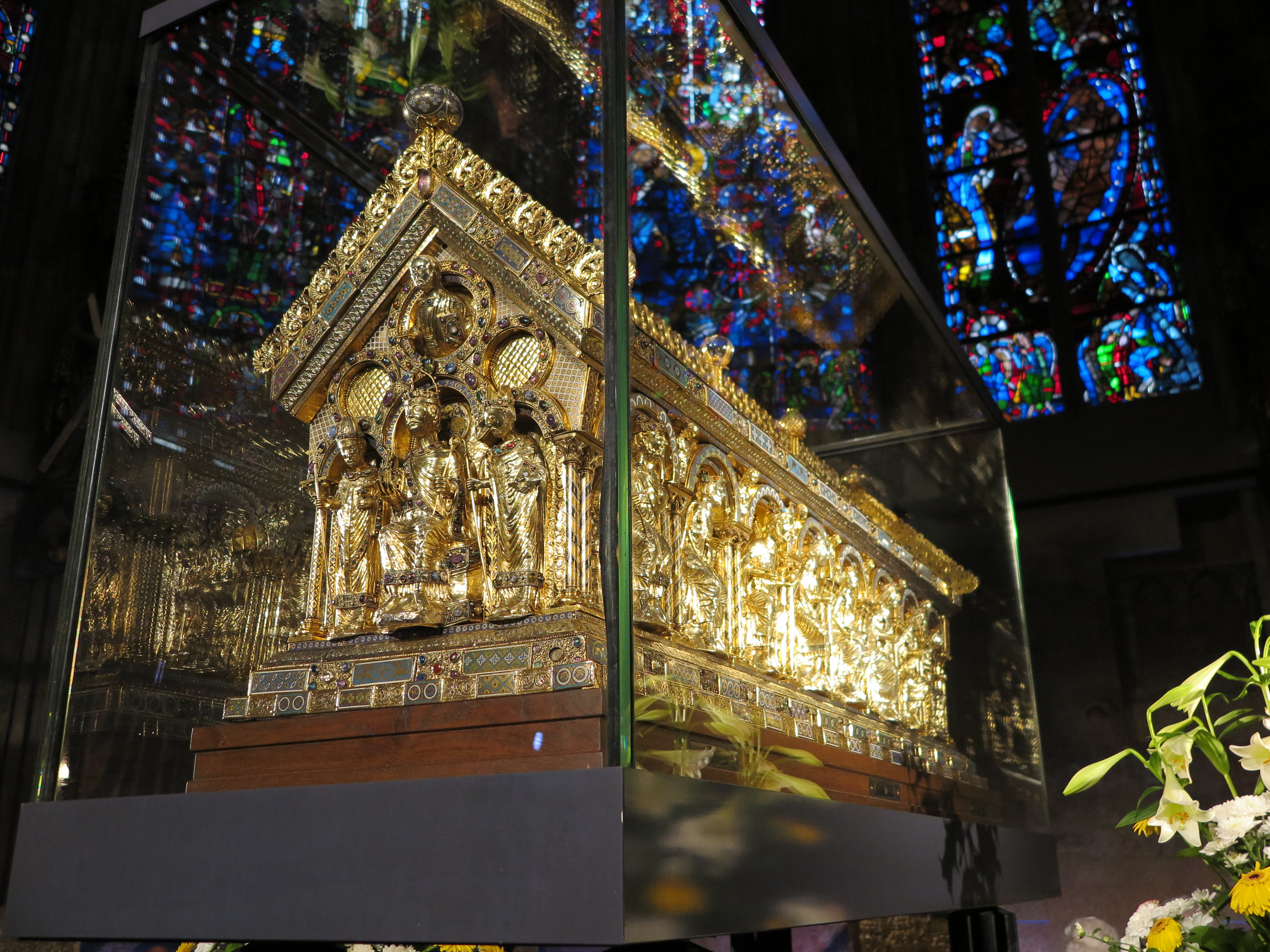
Lo scrigno d'oro e d'argento di Federico II per Carlo Magno, il Karlsschrein

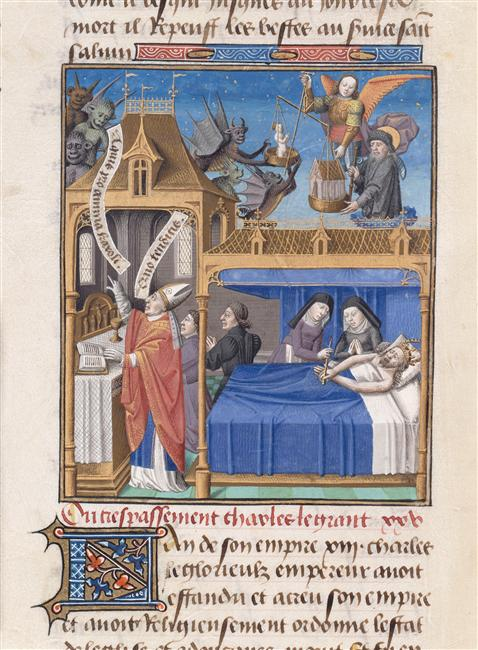
Morte di Carlo Magno

Gli ultimi anni di vita di Carlo sono stati visti come un periodo di declino, a causa del peggioramento delle condizioni fisiche del sovrano che aveva ormai perso il vigore della giovinezza e, stanco nel fisico e nello spirito, si era votato più che mai alle pratiche religiose e all'emanazione di capitolari dedicati a questioni dottrinali di particolare rilevanza: una svolta che sembrò poi segnare l'esperienza al governo di suo figlio Ludovico, detto appunto "il Pio". Carlo percepiva la diffusione della corretta dottrina cristiana come un suo preciso dovere e un'alta responsabilità, finalizzata al controllo della rettitudine morale non solo degli ecclesiastici, ma dell'intero popolo franco.
All'inizio dell'811 il vecchio imperatore dettò il suo dettagliato testamento, che però era riferito solo alla divisione dei suoi beni mobili (un patrimonio comunque immenso), una parte rilevante dei quali, ulteriormente suddivisa in 21 parti, doveva essere devoluta in elemosina a determinate sedi arcivescovili. Si tratta di un documento che ricalcava le caratteristiche della “Divisio regnorum”, il testamento politico redatto nell'806 in cui Carlo, pur stabilendo precise disposizioni, lasciava però un certo margine per eventuali successive modifiche ed integrazioni. Il testamento prevedeva lasciti non solo per i figli (legittimi o no), ma anche per i nipoti, caso piuttosto infrequente nell'ordinamento giuridico franco. Il documento si conclude con l'elencazione dei nomi di ben trenta testimoni annoverati tra i più stretti amici e consiglieri dell'imperatore, che avrebbero dovuto garantire il rispetto e la corretta esecuzione di quelle volontà imperiali.

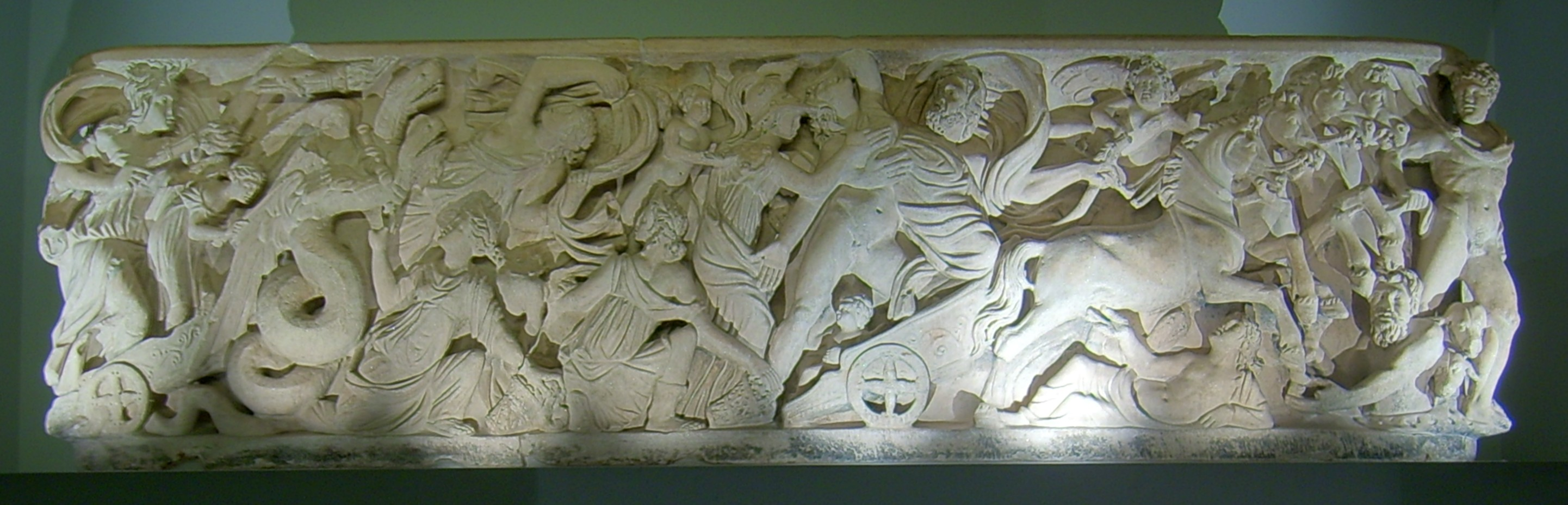
Il sarcofago di Proserpina, secondo la tradizione, fu nella cattedrale di Aquisgrana il sarcofago di Carlo Magno dal 28 gennaio 814 fino al 1165, quando Federico Barbarossa fece esumare le ossa dalla tomba per riporle in un reliquiario.

Quasi contemporanea alla stesura del testamento, durante l'annuale assemblea generale dei grandi ad Aquisgrana, è l'emissione di alcuni capitolari (seguiti da altri, su analoghi argomenti, emessi verso la fine dell'anno), dal cui contenuto emerge la consapevolezza di una crisi generalizzata dell'impero: crisi religiosa, morale, civile e sociale. In una forma abbastanza inconsueta (una raccolta di osservazioni fornite da personaggi di alto rango nei vari settori affrontati) Carlo sembra voler spendere le ultime energie per rimettere sulla retta via uno Stato che sembrava scricchiolare dall'interno, nonostante le istituzioni e le leggi che lo governavano e che avrebbero dovuto correttamente indirizzarlo: dalla corruzione dilagante tra i nobili, gli ecclesiastici e chi doveva amministrare la giustizia all'evasione fiscale, dalle reali motivazioni di chi sceglieva lo stato ecclesiale alla diserzione e renitenza alla leva (in un periodo, peraltro, pericolosamente minacciato dalle incursioni degli uomini del nord). Si trattò di una specie di inchiesta che Carlo volle promuovere sui maggiori problemi dell'Impero, che però difficilmente portò a concreti risultati positivi.
Mentre sembrava che l'impero stesse fallendo per via della debolezza centrale e dell'arroganza dell'aristocrazia franca, Carlo morì il 28 gennaio dell'814, nel suo palazzo di Aquisgrana, nell'atrio della cui cattedrale venne immediatamente inumato. Secondo il biografo Eginardo, nell'iscrizione in latino sulla tomba di Carlo costui veniva definito “magnus”, aggettivo che poi entrò a far parte del suo nome.

## Discendenza
Carlo ebbe cinque mogli e almeno 18 figli.
- Imiltrude (?-?), giovane aristocratica franco-alsaziana di modesto rango, sposata nel 767 e ripudiata nel 770.

Pipino (769-811), detto "il Gobbo", nato forse prima del matrimonio;
Amaltrude (?-?).
- Desiderata[N 23] (754-776), figlia di Desiderio, re dei Longobardi, re d'Italia e duca di Spoleto, e di Ansa, sposata nel 770 e ripudiata l'anno successivo.
- Ildegarda (758?-783), figlia di Geroldo di Vintzgau, conte in Anglachgau e Kraichgau, e di Emma d'Alemannia.

Carlo (772?-811), detto "il Giovane", re dei Franchi;
Adelaide (?-774);
Rotrude (775-810), amante di Rorgone I del Maine della stirpe dei Rorgonidi;
Pipino (773/777-810), nato "Carlomanno", divenne re d'Italia;
Ludovico (778-840), detto “il Pio”, divenne re dei Franchi e Imperatore;
Lotario (778-†778), fratello gemello di Ludovico, morì infante;
Berta (779?-†823), amante di Angilberto di Saint-Riquier con cui ebbe tre figli;
Gisella (781-dopo l'814);
Ildegarda (782-783).
- Fastrada (?-794), figlia di Rodolfo III di Franconia e di Aeda di Baviera, sposata nel 784 pochi mesi dopo la morte di Ildegarda.

Teodorada (785-†853?), badessa di Argenteuil;
Iltrude (787?-† forse dopo l'814), visse presso la corte del padre fino alla sua morte. Secondo Wilhelm Kurze, la teoria secondo la quale sposò Eberardo, ascendente dei conti di Calw, è da scartare. Secondo Rösch, ella fu amante del conte di Padova Richwin, fratello dell'arcivescovo di Treviri Richbodo. Essi ebbero un figlio, Richbodo (800/805-14 giugno 844), che morì nella battaglia di Angoulême e che fu abate dell'abbazia di Saint-Riquier.
- Liutgarda (780-800), figlia di Liutfrido II di Sundgau, conte di Sundgau, e di Iltrude di Wormsgau, sposata probabilmente nel 799, dopo alcuni anni di concubinato.[N 24]

Numerose furono poi le amanti. Quelle a noi note, grazie ad Eginardo che le cita, sono note:
- Maldegarda (?-?), figlia di Madelberto di Lommois, conte di Hainaut e duca di Dentelin.

Rotilde o Ruotilde o Clotilde (784-852), badessa di Faremoutiers.
- Gervinda di Sassonia (782?-834), figlia di Vitichindo, duca di Sassonia.

Adeltrude (814-?).
- Regina[N 25] (?-?)

Drogone (801-855), vescovo di Metz dall'823 alla morte;
Ugo (802 o 806-844), abate di San Quintino e di San Bertino a Saint-Omer e (ultimo) arcicancelliere del fratellastro Ludovico il Pio.
- Adalinda (?-?)

Teodorico (807-818), chierico.
Da una amante ignota ebbe inoltre Rotaide (784?- dopo l'814).
Anche calcolando approssimativamente il numero di figli dell'Imperatore (il cui elenco precedente non è esaustivo), non si otterrà un numero estremamente preciso. Si sa che dalle sue cinque mogli ufficiali Carlo ebbe circa 10 maschi e 10 femmine, cui si aggiunge la prole avuta dalle concubine. Non potendo assurgere a posti di potere nella famiglia imperiale, Carlo diede loro in usufrutto dei benefici sottratti a quelle terre organizzate a regime fiscale. Il primogenito, conosciuto come Pipino il Gobbo, ebbe vita più sfortunata: nato dalla relazione forse prematrimoniale tra l'imperatore e Imiltrude, fu eliminato dal diritto alla successione non tanto perché nato fuori dal matrimonio (circostanza peraltro assai dubbia), ma piuttosto perché la sua deformità, minandone la salute e l'integrità fisica, avrebbe in seguito potuto far insorgere problemi sulla sua idoneità a diventare re. Nel 792 venne inoltre scoperta una congiura da lui stesso ordita, in conseguenza della quale gli venne comminata la pena capitale, poi permutata in un ritiro forzato nel monastero di Prüm con l'obbligo di farsi tonsurare e di osservare il silenzio.
Più controverso fu l'atteggiamento di Carlo verso le figlie. Carlo non permise il matrimonio a nessuna di esse. Sappiamo, però, che alcune delle sue figlie ebbero relazioni stabili da cui ebbero anche figli. La figlia Rotrude era amante del Duca Rorgone I del Maine, da cui ebbe anche Luigi, futuro Abate dell'Abbazia di Saint-Denis e cancelliere di Carlo il Calvo. La figlia Berta era invece amante del Conte di Poitiers Angilberto, abate laico di Saint-Riquier, noto anche come poeta della Scuola palatina. Da questa relazione nacque Nitardo, che successe al padre come Conte di Poitiers. Un tale atteggiamento può essere stato un tentativo di controllare il numero di potenziali pretendenti legittimi al trono.
Ciononostante, fu molto attento a non fornire alcun accenno di disapprovazione della condotta delle figlie e questo consentì di tenerle lontano dai possibili scandali, all'interno e all'esterno della corte. Dopo la sua morte le figlie superstiti, alle quali nell'811 si erano aggiunte le cinque orfane di Pipino d'Italia, vennero allontanate dalla corte da Ludovico il Pio ed entrarono, o furono costrette a entrare, in monastero.

## Ascendenza
|                    |                |                        | Genitori            |  |  | Nonni |  |  | Bisnonni          |  |  | Trisnonni |  |
|                    |                |                        |                     |  |  |       |  |  | Pipino di Herstal |  |  | Ansegiso  |  |
|                    |                |                        |                     |  |  |       |  |  | Pipino di Herstal |  |  | Ansegiso  |  |
|                    |                | Begga di Andenne       |                     |  |  |       |  |  | Pipino di Herstal |  |  |           |  |
| Carlo Martello     |                |                        |                     |  |  |       |  |  | Pipino di Herstal |  |  |           |  |
|                    |                | Alpaïde di Bruyères    | ?                   |  |  |       |  |  |                   |  |  |           |  |
|                    |                | Alpaïde di Bruyères    | ?                   |  |  |       |  |  |                   |  |  |           |  |
|                    |                | Alpaïde di Bruyères    | ?                   |  |  |       |  |  |                   |  |  |           |  |
| Pipino il Breve    |                | Alpaïde di Bruyères    |                     |  |  |       |  |  |                   |  |  |           |  |
|                    |                | Lamberto II di Hesbaye | Crodoberto?         |  |  |       |  |  |                   |  |  |           |  |
|                    |                | Lamberto II di Hesbaye | Crodoberto?         |  |  |       |  |  |                   |  |  |           |  |
|                    |                | Lamberto II di Hesbaye | Théodrade (Théoda)? |  |  |       |  |  |                   |  |  |           |  |
| Rotrude di Treviri |                | Lamberto II di Hesbaye |                     |  |  |       |  |  |                   |  |  |           |  |
|                    |                | Clotilde               | Teodorico III       |  |  |       |  |  |                   |  |  |           |  |
|                    |                | Clotilde               | Teodorico III       |  |  |       |  |  |                   |  |  |           |  |
|                    |                | Clotilde               | Clotilde (Doda)     |  |  |       |  |  |                   |  |  |           |  |
| Carlo Magno        |                | Clotilde               |                     |  |  |       |  |  |                   |  |  |           |  |
|                    | Martin di Laon | si veda qui            |                     |  |  |       |  |  |                   |  |  |           |  |
|                    | Martin di Laon | si veda qui            |                     |  |  |       |  |  |                   |  |  |           |  |
|                    | Martin di Laon | si veda qui            |                     |  |  |       |  |  |                   |  |  |           |  |
| Cariberto di Laon  | Martin di Laon |                        |                     |  |  |       |  |  |                   |  |  |           |  |
|                    |                | Bertrada di Prüm       | si veda qui         |  |  |       |  |  |                   |  |  |           |  |
|                    |                | Bertrada di Prüm       | si veda qui         |  |  |       |  |  |                   |  |  |           |  |
|                    |                | Bertrada di Prüm       | si veda qui         |  |  |       |  |  |                   |  |  |           |  |
| Bertrada di Laon   |                | Bertrada di Prüm       |                     |  |  |       |  |  |                   |  |  |           |  |
|                    |                | ?                      | ?                   |  |  |       |  |  |                   |  |  |           |  |
|                    |                | ?                      | ?                   |  |  |       |  |  |                   |  |  |           |  |
|                    |                | ?                      | ?                   |  |  |       |  |  |                   |  |  |           |  |
| Gisella di Laon    |                | ?                      |                     |  |  |       |  |  |                   |  |  |           |  |
|                    |                | ?                      | ?                   |  |  |       |  |  |                   |  |  |           |  |
|                    |                | ?                      | ?                   |  |  |       |  |  |                   |  |  |           |  |
|                    |                | ?                      | ?                   |  |  |       |  |  |                   |  |  |           |  |
|                    |                | ?                      |                     |  |  |       |  |  |                   |  |  |           |  |

## Relazioni dinastiche franche
| Arnolfingi | Arnolfingi | Arnolfingi | Arnolfingi | Arnolfingi | Arnolfingi | Pipinidi | Pipinidi | Pipinidi | Pipinidi | Pipinidi | Pipinidi | Merovingi | Merovingi | Merovingi | Merovingi | Merovingi | Merovingi | Robertingi | Robertingi | Robertingi | Robertingi | Robertingi | Robertingi | Carolingi | Carolingi | Carolingi | Carolingi | Carolingi | Carolingi | Geroldini | Geroldini | Geroldini | Geroldini | Geroldini | Geroldini | Guelfi | Guelfi | Guelfi | Guelfi | Guelfi | Guelfi | Unrochingi | Unrochingi | Unrochingi | Unrochingi | Unrochingi | Unrochingi | Popponidi | Popponidi | Popponidi | Popponidi | Popponidi | Popponidi | Ottoniani | Ottoniani | Ottoniani | Ottoniani | Ottoniani | Ottoniani | Capetingi | Capetingi | Capetingi | Capetingi | Capetingi | Capetingi |  |  |

| Imperator Romanorum (Impero carolingio) | Imperator Romanorum (Impero carolingio) | Imperator Romanorum (Impero carolingio) | Imperator Romanorum (Impero carolingio) | Imperator Romanorum (Impero carolingio) | Imperator Romanorum (Impero carolingio) | Imperator Romanorum (Sacro Romano Impero) | Imperator Romanorum (Sacro Romano Impero) | Imperator Romanorum (Sacro Romano Impero) | Imperator Romanorum (Sacro Romano Impero) | Imperator Romanorum (Sacro Romano Impero) | Imperator Romanorum (Sacro Romano Impero) |  |  |

|  |  |  |  |  |  |  |  |                           |                           |                           |                           |                                |                                |                                |                                |                                 |                                 |                                 |                                 |                                 |                                 |                           |                           |                                        |                                        |                                        |                                        |                                        |                                        |                                |                                |                           |                           |                                 |                                 |                                 |                                 |                                 |                                 |                                |                                |                                |                                |                             |                             |                             |                             |                              |                              |                              |                              |                              |                              |                               |                             |                             |                             |                            |                            |                            |                            |  |  |  |  |  |  |  |  |  |  |  |  |
|  |  |  |  |  |  |  |  |                           |                           |                           |                           |                                |                                |                                |                                |                                 |                                 |                                 |                                 |                                 |                                 |                           |                           |                                        |                                        |                                        |                                        |                                        |                                        |                                |                                | Arnolfo di Metz *582 †641 | Arnolfo di Metz *582 †641 | Arnolfo di Metz *582 †641       | Arnolfo di Metz *582 †641       | Arnolfo di Metz *582 †641       | Arnolfo di Metz *582 †641       |                                 |                                 | Doda di Metz *? †?             | Doda di Metz *? †?             | Doda di Metz *? †?             | Doda di Metz *? †?             | Doda di Metz *? †?          | Doda di Metz *? †?          |                             |                             | Pipino di Landen *? †640/647 | Pipino di Landen *? †640/647 | Pipino di Landen *? †640/647 | Pipino di Landen *? †640/647 | Pipino di Landen *? †640/647 | Pipino di Landen *? †640/647 |                               |                             | Itta di Nivelles *592 †657  | Itta di Nivelles *592 †657  | Itta di Nivelles *592 †657 | Itta di Nivelles *592 †657 | Itta di Nivelles *592 †657 | Itta di Nivelles *592 †657 |  |  |  |  |  |  |  |  |  |  |  |  |
|  |  |  |  |  |  |  |  |                           |                           |                           |                           |                                |                                |                                |                                |                                 |                                 |                                 |                                 |                                 |                                 |                           |                           |                                        |                                        |                                        |                                        |                                        |                                        |                                |                                | Arnolfo di Metz *582 †641 | Arnolfo di Metz *582 †641 | Arnolfo di Metz *582 †641       | Arnolfo di Metz *582 †641       | Arnolfo di Metz *582 †641       | Arnolfo di Metz *582 †641       |                                 |                                 | Doda di Metz *? †?             | Doda di Metz *? †?             | Doda di Metz *? †?             | Doda di Metz *? †?             | Doda di Metz *? †?          | Doda di Metz *? †?          |                             |                             | Pipino di Landen *? †640/647 | Pipino di Landen *? †640/647 | Pipino di Landen *? †640/647 | Pipino di Landen *? †640/647 | Pipino di Landen *? †640/647 | Pipino di Landen *? †640/647 |                               |                             | Itta di Nivelles *592 †657  | Itta di Nivelles *592 †657  | Itta di Nivelles *592 †657 | Itta di Nivelles *592 †657 | Itta di Nivelles *592 †657 | Itta di Nivelles *592 †657 |  |  |  |  |  |  |  |  |  |  |  |  |
|  |  |  |  |  |  |  |  |                           |                           |                           |                           |                                |                                |                                |                                |                                 |                                 |                                 |                                 |                                 |                                 |                           |                           |                                        |                                        |                                        |                                        |                                        |                                        |                                |                                |                           |                           |                                 |                                 |                                 |                                 |                                 |                                 |                                |                                |                                |                                |                             |                             |                             |                             |                              |                              |                              |                              |                              |                              |                               |                             |                             |                             |                            |                            |                            |                            |  |  |  |  |  |  |  |  |  |  |  |  |
|  |  |  |  |  |  |  |  |                           |                           |                           |                           |                                |                                |                                |                                |                                 |                                 | Teodorico III *~651 †~691       | Teodorico III *~651 †~691       | Teodorico III *~651 †~691       | Teodorico III *~651 †~691       | Teodorico III *~651 †~691 | Teodorico III *~651 †~691 |                                        |                                        |                                        |                                        |                                        |                                        |                                |                                |                           |                           |                                 |                                 | Ansegiso *612 †685              | Ansegiso *612 †685              | Ansegiso *612 †685              | Ansegiso *612 †685              | Ansegiso *612 †685             | Ansegiso *612 †685             |                                |                                |                             |                             |                             |                             |                              |                              |                              |                              | Begga di Andenne *~615 †698  | Begga di Andenne *~615 †698  | Begga di Andenne *~615 †698   | Begga di Andenne *~615 †698 | Begga di Andenne *~615 †698 | Begga di Andenne *~615 †698 |                            |                            |                            |                            |  |  |  |  |  |  |  |  |  |  |  |  |
|  |  |  |  |  |  |  |  |                           |                           |                           |                           |                                |                                |                                |                                |                                 |                                 | Teodorico III *~651 †~691       | Teodorico III *~651 †~691       | Teodorico III *~651 †~691       | Teodorico III *~651 †~691       | Teodorico III *~651 †~691 | Teodorico III *~651 †~691 |                                        |                                        |                                        |                                        |                                        |                                        |                                |                                |                           |                           |                                 |                                 | Ansegiso *612 †685              | Ansegiso *612 †685              | Ansegiso *612 †685              | Ansegiso *612 †685              | Ansegiso *612 †685             | Ansegiso *612 †685             |                                |                                |                             |                             |                             |                             |                              |                              |                              |                              | Begga di Andenne *~615 †698  | Begga di Andenne *~615 †698  | Begga di Andenne *~615 †698   | Begga di Andenne *~615 †698 | Begga di Andenne *~615 †698 | Begga di Andenne *~615 †698 |                            |                            |                            |                            |  |  |  |  |  |  |  |  |  |  |  |  |
|  |  |  |  |  |  |  |  |                           |                           |                           |                           |                                |                                |                                |                                |                                 |                                 |                                 |                                 |                                 |                                 |                           |                           |                                        |                                        |                                        |                                        |                                        |                                        |                                |                                |                           |                           |                                 |                                 |                                 |                                 |                                 |                                 |                                |                                |                                |                                |                             |                             |                             |                             |                              |                              |                              |                              |                              |                              |                               |                             |                             |                             |                            |                            |                            |                            |  |  |  |  |  |  |  |  |  |  |  |  |
|  |  |  |  |  |  |  |  |                           |                           |                           |                           |                                |                                |                                |                                |                                 |                                 | Clotilde *~670                  | Clotilde *~670                  | Clotilde *~670                  | Clotilde *~670                  | Clotilde *~670            | Clotilde *~670            |                                        |                                        | Lamberto II di Hesbaye fl. 741         | Lamberto II di Hesbaye fl. 741         | Lamberto II di Hesbaye fl. 741         | Lamberto II di Hesbaye fl. 741         | Lamberto II di Hesbaye fl. 741 | Lamberto II di Hesbaye fl. 741 |                           |                           |                                 |                                 |                                 |                                 |                                 |                                 |                                |                                |                                |                                | Pipino di Herstal *635 †714 | Pipino di Herstal *635 †714 | Pipino di Herstal *635 †714 | Pipino di Herstal *635 †714 | Pipino di Herstal *635 †714  | Pipino di Herstal *635 †714  |                              |                              |                              |                              |                               |                             |                             |                             |                            |                            |                            |                            |  |  |  |  |  |  |  |  |  |  |  |  |
|  |  |  |  |  |  |  |  |                           |                           |                           |                           |                                |                                |                                |                                |                                 |                                 | Clotilde *~670                  | Clotilde *~670                  | Clotilde *~670                  | Clotilde *~670                  | Clotilde *~670            | Clotilde *~670            |                                        |                                        | Lamberto II di Hesbaye fl. 741         | Lamberto II di Hesbaye fl. 741         | Lamberto II di Hesbaye fl. 741         | Lamberto II di Hesbaye fl. 741         | Lamberto II di Hesbaye fl. 741 | Lamberto II di Hesbaye fl. 741 |                           |                           |                                 |                                 |                                 |                                 |                                 |                                 |                                |                                |                                |                                | Pipino di Herstal *635 †714 | Pipino di Herstal *635 †714 | Pipino di Herstal *635 †714 | Pipino di Herstal *635 †714 | Pipino di Herstal *635 †714  | Pipino di Herstal *635 †714  |                              |                              |                              |                              |                               |                             |                             |                             |                            |                            |                            |                            |  |  |  |  |  |  |  |  |  |  |  |  |
|  |  |  |  |  |  |  |  |                           |                           |                           |                           |                                |                                |                                |                                |                                 |                                 |                                 |                                 |                                 |                                 |                           |                           |                                        |                                        |                                        |                                        |                                        |                                        |                                |                                |                           |                           |                                 |                                 |                                 |                                 |                                 |                                 |                                |                                |                                |                                |                             |                             |                             |                             |                              |                              |                              |                              |                              |                              |                               |                             |                             |                             |                            |                            |                            |                            |  |  |  |  |  |  |  |  |  |  |  |  |
|  |  |  |  |  |  |  |  |                           |                           |                           |                           |                                |                                |                                |                                |                                 |                                 |                                 |                                 |                                 |                                 |                           |                           |                                        |                                        |                                        |                                        |                                        |                                        |                                |                                |                           |                           |                                 |                                 |                                 |                                 |                                 |                                 |                                |                                |                                |                                |                             |                             |                             |                             |                              |                              |                              |                              |                              |                              |                               |                             |                             |                             |                            |                            |                            |                            |  |  |  |  |  |  |  |  |  |  |  |  |
|  |  |  |  |  |  |  |  | Roberto I fl. 764         | Roberto I fl. 764         | Roberto I fl. 764         | Roberto I fl. 764         | Roberto I fl. 764              | Roberto I fl. 764              |                                |                                |                                 |                                 |                                 |                                 |                                 |                                 |                           |                           |                                        |                                        |                                        |                                        |                                        |                                        |                                |                                |                           |                           |                                 |                                 | Rotrude di Treviri *~690 †725   | Rotrude di Treviri *~690 †725   | Rotrude di Treviri *~690 †725   | Rotrude di Treviri *~690 †725   | Rotrude di Treviri *~690 †725  | Rotrude di Treviri *~690 †725  |                                |                                | Carlo Martello *689 †741    | Carlo Martello *689 †741    | Carlo Martello *689 †741    | Carlo Martello *689 †741    | Carlo Martello *689 †741     | Carlo Martello *689 †741     |                              |                              |                              |                              |                               |                             |                             |                             |                            |                            |                            |                            |  |  |  |  |  |  |  |  |  |  |  |  |
|  |  |  |  |  |  |  |  | Roberto I fl. 764         | Roberto I fl. 764         | Roberto I fl. 764         | Roberto I fl. 764         | Roberto I fl. 764              | Roberto I fl. 764              |                                |                                |                                 |                                 |                                 |                                 |                                 |                                 |                           |                           |                                        |                                        |                                        |                                        |                                        |                                        |                                |                                |                           |                           |                                 |                                 | Rotrude di Treviri *~690 †725   | Rotrude di Treviri *~690 †725   | Rotrude di Treviri *~690 †725   | Rotrude di Treviri *~690 †725   | Rotrude di Treviri *~690 †725  | Rotrude di Treviri *~690 †725  |                                |                                | Carlo Martello *689 †741    | Carlo Martello *689 †741    | Carlo Martello *689 †741    | Carlo Martello *689 †741    | Carlo Martello *689 †741     | Carlo Martello *689 †741     |                              |                              |                              |                              |                               |                             |                             |                             |                            |                            |                            |                            |  |  |  |  |  |  |  |  |  |  |  |  |
|  |  |  |  |  |  |  |  |                           |                           |                           |                           |                                |                                |                                |                                |                                 |                                 |                                 |                                 |                                 |                                 |                           |                           |                                        |                                        |                                        |                                        |                                        |                                        |                                |                                |                           |                           |                                 |                                 |                                 |                                 |                                 |                                 |                                |                                |                                |                                |                             |                             |                             |                             |                              |                              |                              |                              |                              |                              |                               |                             |                             |                             |                            |                            |                            |                            |  |  |  |  |  |  |  |  |  |  |  |  |
|  |  |  |  |  |  |  |  | Turimberto *? † post 770  | Turimberto *? † post 770  | Turimberto *? † post 770  | Turimberto *? † post 770  | Turimberto *? † post 770       | Turimberto *? † post 770       |                                |                                |                                 |                                 |                                 |                                 |                                 |                                 |                           |                           | Geroldo di Vintzgau *? † post 784/798  | Geroldo di Vintzgau *? † post 784/798  | Geroldo di Vintzgau *? † post 784/798  | Geroldo di Vintzgau *? † post 784/798  | Geroldo di Vintzgau *? † post 784/798  | Geroldo di Vintzgau *? † post 784/798  |                                |                                |                           |                           |                                 |                                 |                                 |                                 |                                 |                                 | Pipino il Breve *714 †768      | Pipino il Breve *714 †768      | Pipino il Breve *714 †768      | Pipino il Breve *714 †768      | Pipino il Breve *714 †768   | Pipino il Breve *714 †768   |                             |                             |                              |                              |                              |                              |                              |                              |                               |                             |                             |                             |                            |                            |                            |                            |  |  |  |  |  |  |  |  |  |  |  |  |
|  |  |  |  |  |  |  |  | Turimberto *? † post 770  | Turimberto *? † post 770  | Turimberto *? † post 770  | Turimberto *? † post 770  | Turimberto *? † post 770       | Turimberto *? † post 770       |                                |                                |                                 |                                 |                                 |                                 |                                 |                                 |                           |                           | Geroldo di Vintzgau *? † post 784/798  | Geroldo di Vintzgau *? † post 784/798  | Geroldo di Vintzgau *? † post 784/798  | Geroldo di Vintzgau *? † post 784/798  | Geroldo di Vintzgau *? † post 784/798  | Geroldo di Vintzgau *? † post 784/798  |                                |                                |                           |                           |                                 |                                 |                                 |                                 |                                 |                                 | Pipino il Breve *714 †768      | Pipino il Breve *714 †768      | Pipino il Breve *714 †768      | Pipino il Breve *714 †768      | Pipino il Breve *714 †768   | Pipino il Breve *714 †768   |                             |                             |                              |                              |                              |                              |                              |                              |                               |                             |                             |                             |                            |                            |                            |                            |  |  |  |  |  |  |  |  |  |  |  |  |
|  |  |  |  |  |  |  |  |                           |                           |                           |                           |                                |                                |                                |                                |                                 |                                 |                                 |                                 |                                 |                                 |                           |                           |                                        |                                        |                                        |                                        |                                        |                                        |                                |                                |                           |                           |                                 |                                 |                                 |                                 |                                 |                                 |                                |                                |                                |                                |                             |                             |                             |                             |                              |                              |                              |                              |                              |                              |                               |                             |                             |                             |                            |                            |                            |                            |  |  |  |  |  |  |  |  |  |  |  |  |
|  |  |  |  |  |  |  |  | Roberto II *770 †807      | Roberto II *770 †807      | Roberto II *770 †807      | Roberto II *770 †807      | Roberto II *770 †807           | Roberto II *770 †807           |                                |                                | Adriano d'Orléans *? † ante 821 | Adriano d'Orléans *? † ante 821 | Adriano d'Orléans *? † ante 821 | Adriano d'Orléans *? † ante 821 | Adriano d'Orléans *? † ante 821 | Adriano d'Orléans *? † ante 821 |                           |                           |                                        |                                        |                                        |                                        |                                        |                                        |                                |                                | Ildegarda *758 †783       | Ildegarda *758 †783       | Ildegarda *758 †783             | Ildegarda *758 †783             | Ildegarda *758 †783             | Ildegarda *758 †783             |                                 |                                 | CARLO MAGNO *742 †814          | CARLO MAGNO *742 †814          | CARLO MAGNO *742 †814          | CARLO MAGNO *742 †814          | CARLO MAGNO *742 †814       | CARLO MAGNO *742 †814       |                             |                             |                              |                              |                              |                              | Guelfo I *? †824/825         | Guelfo I *? †824/825         | Guelfo I *? †824/825          | Guelfo I *? †824/825        | Guelfo I *? †824/825        | Guelfo I *? †824/825        |                            |                            |                            |                            |  |  |  |  |  |  |  |  |  |  |  |  |
|  |  |  |  |  |  |  |  | Roberto II *770 †807      | Roberto II *770 †807      | Roberto II *770 †807      | Roberto II *770 †807      | Roberto II *770 †807           | Roberto II *770 †807           |                                |                                | Adriano d'Orléans *? † ante 821 | Adriano d'Orléans *? † ante 821 | Adriano d'Orléans *? † ante 821 | Adriano d'Orléans *? † ante 821 | Adriano d'Orléans *? † ante 821 | Adriano d'Orléans *? † ante 821 |                           |                           |                                        |                                        |                                        |                                        |                                        |                                        |                                |                                | Ildegarda *758 †783       | Ildegarda *758 †783       | Ildegarda *758 †783             | Ildegarda *758 †783             | Ildegarda *758 †783             | Ildegarda *758 †783             |                                 |                                 | CARLO MAGNO *742 †814          | CARLO MAGNO *742 †814          | CARLO MAGNO *742 †814          | CARLO MAGNO *742 †814          | CARLO MAGNO *742 †814       | CARLO MAGNO *742 †814       |                             |                             |                              |                              |                              |                              | Guelfo I *? †824/825         | Guelfo I *? †824/825         | Guelfo I *? †824/825          | Guelfo I *? †824/825        | Guelfo I *? †824/825        | Guelfo I *? †824/825        |                            |                            |                            |                            |  |  |  |  |  |  |  |  |  |  |  |  |
|  |  |  |  |  |  |  |  |                           |                           |                           |                           |                                |                                |                                |                                |                                 |                                 |                                 |                                 |                                 |                                 |                           |                           |                                        |                                        |                                        |                                        |                                        |                                        |                                |                                |                           |                           |                                 |                                 |                                 |                                 |                                 |                                 |                                |                                |                                |                                |                             |                             |                             |                             |                              |                              |                              |                              |                              |                              |                               |                             |                             |                             |                            |                            |                            |                            |  |  |  |  |  |  |  |  |  |  |  |  |
|  |  |  |  |  |  |  |  |                           |                           |                           |                           |                                |                                |                                |                                |                                 |                                 |                                 |                                 |                                 |                                 |                           |                           |                                        |                                        |                                        |                                        |                                        |                                        |                                |                                |                           |                           |                                 |                                 |                                 |                                 |                                 |                                 |                                |                                |                                |                                |                             |                             |                             |                             |                              |                              |                              |                              |                              |                              |                               |                             |                             |                             |                            |                            |                            |                            |  |  |  |  |  |  |  |  |  |  |  |  |
|  |  |  |  |  |  |  |  | Roberto III *781/790 †834 | Roberto III *781/790 †834 | Roberto III *781/790 †834 | Roberto III *781/790 †834 | Roberto III *781/790 †834      | Roberto III *781/790 †834      |                                |                                | Wiltrude *795 †834              | Wiltrude *795 †834              | Wiltrude *795 †834              | Wiltrude *795 †834              | Wiltrude *795 †834              | Wiltrude *795 †834              |                           |                           | Pipino d'Italia *777 †810              | Pipino d'Italia *777 †810              | Pipino d'Italia *777 †810              | Pipino d'Italia *777 †810              | Pipino d'Italia *777 †810              | Pipino d'Italia *777 †810              |                                |                                |                           |                           |                                 |                                 |                                 |                                 |                                 |                                 |                                |                                |                                |                                | Ludovico il Pio *778 †840   | Ludovico il Pio *778 †840   | Ludovico il Pio *778 †840   | Ludovico il Pio *778 †840   | Ludovico il Pio *778 †840    | Ludovico il Pio *778 †840    |                              |                              | Giuditta *800/805 †843       | Giuditta *800/805 †843       | Giuditta *800/805 †843        | Giuditta *800/805 †843      | Giuditta *800/805 †843      | Giuditta *800/805 †843      |                            |                            |                            |                            |  |  |  |  |  |  |  |  |  |  |  |  |
|  |  |  |  |  |  |  |  | Roberto III *781/790 †834 | Roberto III *781/790 †834 | Roberto III *781/790 †834 | Roberto III *781/790 †834 | Roberto III *781/790 †834      | Roberto III *781/790 †834      |                                |                                | Wiltrude *795 †834              | Wiltrude *795 †834              | Wiltrude *795 †834              | Wiltrude *795 †834              | Wiltrude *795 †834              | Wiltrude *795 †834              |                           |                           | Pipino d'Italia *777 †810              | Pipino d'Italia *777 †810              | Pipino d'Italia *777 †810              | Pipino d'Italia *777 †810              | Pipino d'Italia *777 †810              | Pipino d'Italia *777 †810              |                                |                                |                           |                           |                                 |                                 |                                 |                                 |                                 |                                 |                                |                                |                                |                                | Ludovico il Pio *778 †840   | Ludovico il Pio *778 †840   | Ludovico il Pio *778 †840   | Ludovico il Pio *778 †840   | Ludovico il Pio *778 †840    | Ludovico il Pio *778 †840    |                              |                              | Giuditta *800/805 †843       | Giuditta *800/805 †843       | Giuditta *800/805 †843        | Giuditta *800/805 †843      | Giuditta *800/805 †843      | Giuditta *800/805 †843      |                            |                            |                            |                            |  |  |  |  |  |  |  |  |  |  |  |  |
|  |  |  |  |  |  |  |  |                           |                           |                           |                           |                                |                                |                                |                                |                                 |                                 |                                 |                                 |                                 |                                 |                           |                           |                                        |                                        |                                        |                                        |                                        |                                        |                                |                                |                           |                           |                                 |                                 |                                 |                                 |                                 |                                 |                                |                                |                                |                                |                             |                             |                             |                             |                              |                              |                              |                              |                              |                              |                               |                             |                             |                             |                            |                            |                            |                            |  |  |  |  |  |  |  |  |  |  |  |  |
|  |  |  |  |  |  |  |  |                           |                           |                           |                           |                                |                                |                                |                                |                                 |                                 |                                 |                                 |                                 |                                 |                           |                           |                                        |                                        |                                        |                                        |                                        |                                        |                                |                                |                           |                           |                                 |                                 |                                 |                                 |                                 |                                 |                                |                                |                                |                                |                             |                             |                             |                             |                              |                              |                              |                              |                              |                              |                               |                             |                             |                             |                            |                            |                            |                            |  |  |  |  |  |  |  |  |  |  |  |  |
|  |  |  |  |  |  |  |  |                           |                           |                           |                           |                                |                                |                                |                                |                                 |                                 |                                 |                                 |                                 |                                 |                           |                           | Bernardo d'Italia *797 †818            | Bernardo d'Italia *797 †818            | Bernardo d'Italia *797 †818            | Bernardo d'Italia *797 †818            | Bernardo d'Italia *797 †818            | Bernardo d'Italia *797 †818            |                                |                                |                           |                           | Eberardo del Friuli *~820 †866  | Eberardo del Friuli *~820 †866  | Eberardo del Friuli *~820 †866  | Eberardo del Friuli *~820 †866  | Eberardo del Friuli *~820 †866  | Eberardo del Friuli *~820 †866  |                                |                                | Gisella *818/820 †876          | Gisella *818/820 †876          | Gisella *818/820 †876       | Gisella *818/820 †876       | Gisella *818/820 †876       | Gisella *818/820 †876       |                              |                              |                              |                              |                              |                              | Carlo il Calvo *823 †877      | Carlo il Calvo *823 †877    | Carlo il Calvo *823 †877    | Carlo il Calvo *823 †877    | Carlo il Calvo *823 †877   | Carlo il Calvo *823 †877   |                            |                            |  |  |  |  |  |  |  |  |  |  |  |  |
|  |  |  |  |  |  |  |  |                           |                           |                           |                           |                                |                                |                                |                                |                                 |                                 |                                 |                                 |                                 |                                 |                           |                           | Bernardo d'Italia *797 †818            | Bernardo d'Italia *797 †818            | Bernardo d'Italia *797 †818            | Bernardo d'Italia *797 †818            | Bernardo d'Italia *797 †818            | Bernardo d'Italia *797 †818            |                                |                                |                           |                           | Eberardo del Friuli *~820 †866  | Eberardo del Friuli *~820 †866  | Eberardo del Friuli *~820 †866  | Eberardo del Friuli *~820 †866  | Eberardo del Friuli *~820 †866  | Eberardo del Friuli *~820 †866  |                                |                                | Gisella *818/820 †876          | Gisella *818/820 †876          | Gisella *818/820 †876       | Gisella *818/820 †876       | Gisella *818/820 †876       | Gisella *818/820 †876       |                              |                              |                              |                              |                              |                              | Carlo il Calvo *823 †877      | Carlo il Calvo *823 †877    | Carlo il Calvo *823 †877    | Carlo il Calvo *823 †877    | Carlo il Calvo *823 †877   | Carlo il Calvo *823 †877   |                            |                            |  |  |  |  |  |  |  |  |  |  |  |  |
|  |  |  |  |  |  |  |  |                           |                           |                           |                           |                                |                                |                                |                                |                                 |                                 |                                 |                                 |                                 |                                 |                           |                           |                                        |                                        |                                        |                                        |                                        |                                        |                                |                                |                           |                           |                                 |                                 |                                 |                                 |                                 |                                 |                                |                                |                                |                                |                             |                             |                             |                             |                              |                              |                              |                              |                              |                              |                               |                             |                             |                             |                            |                            |                            |                            |  |  |  |  |  |  |  |  |  |  |  |  |
|  |  |  |  |  |  |  |  |                           |                           |                           |                           |                                |                                |                                |                                |                                 |                                 |                                 |                                 |                                 |                                 |                           |                           | Pipino I di Vermandois *~815 †post 850 | Pipino I di Vermandois *~815 †post 850 | Pipino I di Vermandois *~815 †post 850 | Pipino I di Vermandois *~815 †post 850 | Pipino I di Vermandois *~815 †post 850 | Pipino I di Vermandois *~815 †post 850 |                                |                                |                           |                           |                                 |                                 |                                 |                                 | Ingeltrude *? †?                | Ingeltrude *? †?                | Ingeltrude *? †?               | Ingeltrude *? †?               | Ingeltrude *? †?               | Ingeltrude *? †?               |                             |                             | Enrico di Franconia *? †886 | Enrico di Franconia *? †886 | Enrico di Franconia *? †886  | Enrico di Franconia *? †886  | Enrico di Franconia *? †886  | Enrico di Franconia *? †886  |                              |                              |                               |                             |                             |                             |                            |                            |                            |                            |  |  |  |  |  |  |  |  |  |  |  |  |
|  |  |  |  |  |  |  |  |                           |                           |                           |                           |                                |                                |                                |                                |                                 |                                 |                                 |                                 |                                 |                                 |                           |                           | Pipino I di Vermandois *~815 †post 850 | Pipino I di Vermandois *~815 †post 850 | Pipino I di Vermandois *~815 †post 850 | Pipino I di Vermandois *~815 †post 850 | Pipino I di Vermandois *~815 †post 850 | Pipino I di Vermandois *~815 †post 850 |                                |                                |                           |                           |                                 |                                 |                                 |                                 | Ingeltrude *? †?                | Ingeltrude *? †?                | Ingeltrude *? †?               | Ingeltrude *? †?               | Ingeltrude *? †?               | Ingeltrude *? †?               |                             |                             | Enrico di Franconia *? †886 | Enrico di Franconia *? †886 | Enrico di Franconia *? †886  | Enrico di Franconia *? †886  | Enrico di Franconia *? †886  | Enrico di Franconia *? †886  |                              |                              |                               |                             |                             |                             |                            |                            |                            |                            |  |  |  |  |  |  |  |  |  |  |  |  |
|  |  |  |  |  |  |  |  |                           |                           |                           |                           |                                |                                |                                |                                |                                 |                                 |                                 |                                 |                                 |                                 |                           |                           |                                        |                                        |                                        |                                        |                                        |                                        |                                |                                |                           |                           |                                 |                                 |                                 |                                 |                                 |                                 |                                |                                |                                |                                |                             |                             |                             |                             |                              |                              |                              |                              |                              |                              | Luigi II di Francia *846 †879 |                             |                             |                             |                            |                            |                            |                            |  |  |  |  |  |  |  |  |  |  |  |  |
|  |  |  |  |  |  |  |  |                           |                           |                           |                           | Roberto il Forte *820 †866     | Roberto il Forte *820 †866     | Roberto il Forte *820 †866     | Roberto il Forte *820 †866     | Roberto il Forte *820 †866      | Roberto il Forte *820 †866      |                                 |                                 |                                 |                                 |                           |                           | Erberto I *? †907                      | Erberto I *? †907                      | Erberto I *? †907                      | Erberto I *? †907                      | Erberto I *? †907                      | Erberto I *? †907                      |                                |                                |                           |                           | Ottone I di Sassonia *~851 †912 | Ottone I di Sassonia *~851 †912 | Ottone I di Sassonia *~851 †912 | Ottone I di Sassonia *~851 †912 | Ottone I di Sassonia *~851 †912 | Ottone I di Sassonia *~851 †912 |                                |                                | Edvige *856 †903               | Edvige *856 †903               | Edvige *856 †903            | Edvige *856 †903            | Edvige *856 †903            | Edvige *856 †903            |                              |                              |                              |                              |                              |                              |                               |                             |                             |                             |                            |                            |                            |                            |  |  |  |  |  |  |  |  |  |  |  |  |
|  |  |  |  |  |  |  |  |                           |                           |                           |                           | Roberto il Forte *820 †866     | Roberto il Forte *820 †866     | Roberto il Forte *820 †866     | Roberto il Forte *820 †866     | Roberto il Forte *820 †866      | Roberto il Forte *820 †866      |                                 |                                 |                                 |                                 |                           |                           | Erberto I *? †907                      | Erberto I *? †907                      | Erberto I *? †907                      | Erberto I *? †907                      | Erberto I *? †907                      | Erberto I *? †907                      |                                |                                |                           |                           | Ottone I di Sassonia *~851 †912 | Ottone I di Sassonia *~851 †912 | Ottone I di Sassonia *~851 †912 | Ottone I di Sassonia *~851 †912 | Ottone I di Sassonia *~851 †912 | Ottone I di Sassonia *~851 †912 |                                |                                | Edvige *856 †903               | Edvige *856 †903               | Edvige *856 †903            | Edvige *856 †903            | Edvige *856 †903            | Edvige *856 †903            |                              |                              |                              |                              |                              |                              |                               |                             |                             |                             |                            |                            |                            |                            |  |  |  |  |  |  |  |  |  |  |  |  |
|  |  |  |  |  |  |  |  |                           |                           |                           |                           |                                |                                |                                |                                |                                 |                                 |                                 |                                 |                                 |                                 |                           |                           |                                        |                                        |                                        |                                        |                                        |                                        |                                |                                |                           |                           |                                 |                                 |                                 |                                 |                                 |                                 |                                |                                |                                |                                |                             |                             |                             |                             |                              |                              |                              |                              |                              |                              |                               |                             |                             |                             |                            |                            |                            |                            |  |  |  |  |  |  |  |  |  |  |  |  |
|  |  |  |  |  |  |  |  |                           |                           |                           |                           | Roberto I di Francia *866 †923 | Roberto I di Francia *866 †923 | Roberto I di Francia *866 †923 | Roberto I di Francia *866 †923 | Roberto I di Francia *866 †923  | Roberto I di Francia *866 †923  |                                 |                                 |                                 |                                 |                           |                           | Beatrice *~880 † post 931              | Beatrice *~880 † post 931              | Beatrice *~880 † post 931              | Beatrice *~880 † post 931              | Beatrice *~880 † post 931              | Beatrice *~880 † post 931              |                                |                                |                           |                           |                                 |                                 |                                 |                                 | Enrico I *876 †936              | Enrico I *876 †936              | Enrico I *876 †936             | Enrico I *876 †936             | Enrico I *876 †936             | Enrico I *876 †936             |                             |                             |                             |                             |                              |                              |                              |                              |                              |                              | Carlo III *879 †929           | Carlo III *879 †929         | Carlo III *879 †929         | Carlo III *879 †929         | Carlo III *879 †929        | Carlo III *879 †929        |                            |                            |  |  |  |  |  |  |  |  |  |  |  |  |
|  |  |  |  |  |  |  |  |                           |                           |                           |                           | Roberto I di Francia *866 †923 | Roberto I di Francia *866 †923 | Roberto I di Francia *866 †923 | Roberto I di Francia *866 †923 | Roberto I di Francia *866 †923  | Roberto I di Francia *866 †923  |                                 |                                 |                                 |                                 |                           |                           | Beatrice *~880 † post 931              | Beatrice *~880 † post 931              | Beatrice *~880 † post 931              | Beatrice *~880 † post 931              | Beatrice *~880 † post 931              | Beatrice *~880 † post 931              |                                |                                |                           |                           |                                 |                                 |                                 |                                 | Enrico I *876 †936              | Enrico I *876 †936              | Enrico I *876 †936             | Enrico I *876 †936             | Enrico I *876 †936             | Enrico I *876 †936             |                             |                             |                             |                             |                              |                              |                              |                              |                              |                              | Carlo III *879 †929           | Carlo III *879 †929         | Carlo III *879 †929         | Carlo III *879 †929         | Carlo III *879 †929        | Carlo III *879 †929        |                            |                            |  |  |  |  |  |  |  |  |  |  |  |  |
|  |  |  |  |  |  |  |  |                           |                           |                           |                           |                                |                                |                                |                                |                                 |                                 |                                 |                                 |                                 |                                 |                           |                           |                                        |                                        |                                        |                                        |                                        |                                        |                                |                                |                           |                           |                                 |                                 |                                 |                                 |                                 |                                 |                                |                                |                                |                                |                             |                             |                             |                             |                              |                              |                              |                              |                              |                              |                               |                             |                             |                             |                            |                            |                            |                            |  |  |  |  |  |  |  |  |  |  |  |  |
|  |  |  |  |  |  |  |  |                           |                           |                           |                           |                                |                                |                                |                                |                                 |                                 |                                 |                                 |                                 |                                 |                           |                           |                                        |                                        |                                        |                                        |                                        |                                        |                                |                                |                           |                           |                                 |                                 |                                 |                                 |                                 |                                 |                                |                                |                                |                                |                             |                             |                             |                             |                              |                              |                              |                              |                              |                              |                               |                             |                             |                             |                            |                            |                            |                            |  |  |  |  |  |  |  |  |  |  |  |  |
|  |  |  |  |  |  |  |  |                           |                           |                           |                           |                                |                                |                                |                                |                                 |                                 | Ugo il Grande *~898 †956        | Ugo il Grande *~898 †956        | Ugo il Grande *~898 †956        | Ugo il Grande *~898 †956        | Ugo il Grande *~898 †956  | Ugo il Grande *~898 †956  |                                        |                                        |                                        |                                        |                                        |                                        | Edvige *922 †~965              | Edvige *922 †~965              | Edvige *922 †~965         | Edvige *922 †~965         | Edvige *922 †~965               | Edvige *922 †~965               |                                 |                                 | Ottone I di Sassonia *912 †973  | Ottone I di Sassonia *912 †973  | Ottone I di Sassonia *912 †973 | Ottone I di Sassonia *912 †973 | Ottone I di Sassonia *912 †973 | Ottone I di Sassonia *912 †973 |                             |                             | Gerberga *913/14 †969       | Gerberga *913/14 †969       | Gerberga *913/14 †969        | Gerberga *913/14 †969        | Gerberga *913/14 †969        | Gerberga *913/14 †969        |                              |                              | Luigi IV *920 †954            | Luigi IV *920 †954          | Luigi IV *920 †954          | Luigi IV *920 †954          | Luigi IV *920 †954         | Luigi IV *920 †954         |                            |                            |  |  |  |  |  |  |  |  |  |  |  |  |
|  |  |  |  |  |  |  |  |                           |                           |                           |                           |                                |                                |                                |                                |                                 |                                 | Ugo il Grande *~898 †956        | Ugo il Grande *~898 †956        | Ugo il Grande *~898 †956        | Ugo il Grande *~898 †956        | Ugo il Grande *~898 †956  | Ugo il Grande *~898 †956  |                                        |                                        |                                        |                                        |                                        |                                        | Edvige *922 †~965              | Edvige *922 †~965              | Edvige *922 †~965         | Edvige *922 †~965         | Edvige *922 †~965               | Edvige *922 †~965               |                                 |                                 | Ottone I di Sassonia *912 †973  | Ottone I di Sassonia *912 †973  | Ottone I di Sassonia *912 †973 | Ottone I di Sassonia *912 †973 | Ottone I di Sassonia *912 †973 | Ottone I di Sassonia *912 †973 |                             |                             | Gerberga *913/14 †969       | Gerberga *913/14 †969       | Gerberga *913/14 †969        | Gerberga *913/14 †969        | Gerberga *913/14 †969        | Gerberga *913/14 †969        |                              |                              | Luigi IV *920 †954            | Luigi IV *920 †954          | Luigi IV *920 †954          | Luigi IV *920 †954          | Luigi IV *920 †954         | Luigi IV *920 †954         |                            |                            |  |  |  |  |  |  |  |  |  |  |  |  |
|  |  |  |  |  |  |  |  |                           |                           |                           |                           |                                |                                |                                |                                |                                 |                                 |                                 |                                 |                                 |                                 |                           |                           |                                        |                                        |                                        |                                        |                                        |                                        |                                |                                |                           |                           |                                 |                                 |                                 |                                 |                                 |                                 |                                |                                |                                |                                |                             |                             |                             |                             |                              |                              |                              |                              |                              |                              |                               |                             |                             |                             |                            |                            |                            |                            |  |  |  |  |  |  |  |  |  |  |  |  |
|  |  |  |  |  |  |  |  |                           |                           |                           |                           |                                |                                |                                |                                |                                 |                                 |                                 |                                 |                                 |                                 |                           |                           | Ugo Capeto *~940 †996                  | Ugo Capeto *~940 †996                  | Ugo Capeto *~940 †996                  | Ugo Capeto *~940 †996                  | Ugo Capeto *~940 †996                  | Ugo Capeto *~940 †996                  |                                |                                |                           |                           |                                 |                                 |                                 |                                 | Ottone II *~955 †983            | Ottone II *~955 †983            | Ottone II *~955 †983           | Ottone II *~955 †983           | Ottone II *~955 †983           | Ottone II *~955 †983           |                             |                             |                             |                             |                              |                              | Lotario IV *941 †986         | Lotario IV *941 †986         | Lotario IV *941 †986         | Lotario IV *941 †986         | Lotario IV *941 †986          | Lotario IV *941 †986        |                             |                             |                            |                            |                            |                            |  |  |  |  |  |  |  |  |  |  |  |  |
|  |  |  |  |  |  |  |  |                           |                           |                           |                           |                                |                                |                                |                                |                                 |                                 |                                 |                                 |                                 |                                 |                           |                           | Ugo Capeto *~940 †996                  | Ugo Capeto *~940 †996                  | Ugo Capeto *~940 †996                  | Ugo Capeto *~940 †996                  | Ugo Capeto *~940 †996                  | Ugo Capeto *~940 †996                  |                                |                                |                           |                           |                                 |                                 |                                 |                                 | Ottone II *~955 †983            | Ottone II *~955 †983            | Ottone II *~955 †983           | Ottone II *~955 †983           | Ottone II *~955 †983           | Ottone II *~955 †983           |                             |                             |                             |                             |                              |                              | Lotario IV *941 †986         | Lotario IV *941 †986         | Lotario IV *941 †986         | Lotario IV *941 †986         | Lotario IV *941 †986          | Lotario IV *941 †986        |                             |                             |                            |                            |                            |                            |  |  |  |  |  |  |  |  |  |  |  |  |
|  |  |  |  |  |  |  |  |                           |                           |                           |                           |                                |                                |                                |                                |                                 |                                 |                                 |                                 |                                 |                                 |                           |                           |                                        |                                        |                                        |                                        |                                        |                                        |                                |                                |                           |                           |                                 |                                 |                                 |                                 | Ottone III *980 †1002           | Ottone III *980 †1002           | Ottone III *980 †1002          | Ottone III *980 †1002          | Ottone III *980 †1002          | Ottone III *980 †1002          |                             |                             |                             |                             |                              |                              | Luigi V *~967 †987           | Luigi V *~967 †987           | Luigi V *~967 †987           | Luigi V *~967 †987           | Luigi V *~967 †987            | Luigi V *~967 †987          |                             |                             |                            |                            |                            |                            |  |  |  |  |  |  |  |  |  |  |  |  |
|  |  |  |  |  |  |  |  |                           |                           |                           |                           |                                |                                |                                |                                |                                 |                                 |                                 |                                 |                                 |                                 |                           |                           |                                        |                                        |                                        |                                        |                                        |                                        |                                |                                |                           |                           |                                 |                                 |                                 |                                 | Ottone III *980 †1002           | Ottone III *980 †1002           | Ottone III *980 †1002          | Ottone III *980 †1002          | Ottone III *980 †1002          | Ottone III *980 †1002          |                             |                             |                             |                             |                              |                              | Luigi V *~967 †987           | Luigi V *~967 †987           | Luigi V *~967 †987           | Luigi V *~967 †987           | Luigi V *~967 †987            | Luigi V *~967 †987          |                             |                             |                            |                            |                            |                            |  |  |  |  |  |  |  |  |  |  |  |  |
|  |  |  |  |  |  |  |  |                           |                           |                           |                           |                                |                                |                                |                                |                                 |                                 |                                 |                                 |                                 |                                 |                           |                           |                                        |                                        |                                        |                                        |                                        |                                        |                                |                                |                           |                           |                                 |                                 |                                 |                                 | Enrico II il Santo *~975 †1024  | Enrico II il Santo *~975 †1024  | Enrico II il Santo *~975 †1024 | Enrico II il Santo *~975 †1024 | Enrico II il Santo *~975 †1024 | Enrico II il Santo *~975 †1024 |                             |                             |                             |                             |                              |                              | Ugo Capeto                   | Ugo Capeto                   | Ugo Capeto                   | Ugo Capeto                   | Ugo Capeto                    | Ugo Capeto                  |                             |                             |                            |                            |                            |                            |  |  |  |  |  |  |  |  |  |  |  |  |
|  |  |  |  |  |  |  |  |                           |                           |                           |                           |                                |                                |                                |                                |                                 |                                 |                                 |                                 |                                 |                                 |                           |                           |                                        |                                        |                                        |                                        |                                        |                                        |                                |                                |                           |                           |                                 |                                 |                                 |                                 | Enrico II il Santo *~975 †1024  | Enrico II il Santo *~975 †1024  | Enrico II il Santo *~975 †1024 | Enrico II il Santo *~975 †1024 | Enrico II il Santo *~975 †1024 | Enrico II il Santo *~975 †1024 |                             |                             |                             |                             |                              |                              | Ugo Capeto                   | Ugo Capeto                   | Ugo Capeto                   | Ugo Capeto                   | Ugo Capeto                    | Ugo Capeto                  |                             |                             |                            |                            |                            |                            |  |  |  |  |  |  |  |  |  |  |  |  |
|  |  |  |  |  |  |  |  |                           |                           |                           |                           |                                |                                |                                |                                |                                 |                                 |                                 |                                 |                                 |                                 |                           |                           |                                        |                                        |                                        |                                        |                                        |                                        |                                |                                |                           |                           |                                 |                                 |                                 |                                 | Dinastia salica                 |                                 |                                |                                |                                |                                |                             |                             |                             |                             |                              |                              |                              |                              |                              |                              |                               |                             |                             |                             |                            |                            |                            |                            |  |  |  |  |  |  |  |  |  |  |  |  |

## Aspetto fisico e personalità di Carlo Magno

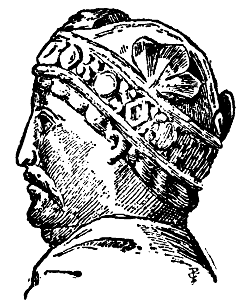
Possibile profilo di Carlo Magno, ripreso dalla statua equestre in bronzo fatta fondere nell'860-870 circa, ispirandosi alla statua di Teodorico portata da Ravenna ad Aquisgrana.

L'aspetto di Carlo ci è noto grazie ad una buona descrizione di Eginardo (che è molto influenzato e in alcuni passi segue alla lettera la biografia svetoniana dell'imperatore Tiberio), che lo conobbe personalmente e fu autore, dopo la sua morte, della biografia intitolata Vita et gesta Caroli Magni. Così descrive Carlo nel suo ventiduesimo capitolo: 
()
Il ritratto fisico fornito da Eginardo ci è confermato dalle raffigurazioni coeve dell'imperatore, come le sue monete e una statuetta equestre bronzea, alta circa 20 cm, conservata al museo del Louvre, nonché dalla ricognizione effettuata nel 1861 sul suo feretro. Secondo le misurazioni antropometriche, gli scienziati stimarono che l'altezza dell'Imperatore sia stata 192 cm. Dunque, molto più alto della media dell'epoca. Alcune monete e ritratti lo raffigurano poi con i capelli relativamente corti e con baffi che, secondo i casi, erano più o meno folti e lunghi.
Eginardo riferisce anche di una certa ostinazione di Carlo a non voler seguire i consigli dei medici di corte per un'alimentazione più equilibrata, anche a causa della gotta che lo tormentò negli ultimi anni di vita. Carlo fu infatti sempre geloso della propria "libertà alimentare", e rifiutò sempre di cambiare dieta, fatto che, dato lo stato di salute, probabilmente ne affrettò la morte.
Il carattere dell'imperatore, che traspare dalle biografie ufficiali, dev'essere valutato con cautela, perché le notazioni sulla sua indole sono spesso stereotipate e modellate su schemi precostituiti, ai quali veniva adattata la realtà. Eginardo, per esempio, autore della biografia più famosa dell'Imperatore, si basò sulle Vitae di Svetonio (che però non si soffermava più di tanto sul carattere dei Cesari) per offrire un ritratto ideale del sovrano e delle sue virtù, basate su quelle degli imperatori romani, a cui aggiunse quelle di un “vero” imperatore cristiano, con particolare attenzione ai concetti di “magnitudo animi” e “magnanimitas”.
Tra le tante affermazioni ve ne sono comunque alcune che, non inquadrabili in un contesto celebrativo, potrebbero forse davvero costituire una testimonianza attendibile del carattere e delle abitudini di Carlo. Sembra fosse incline a bere e mangiare, e che avesse numerose amanti, in un regime poligamico che era abbastanza consueto tra i Franchi, sebbene fossero cristianizzati. Sembra che fosse anche socievole, affidabile, molto attaccato alla famiglia e, come traspare da diverse fonti, dotato anche di una buona dose di umorismo, che lo presentano come indulgente allo spirito mordace e allo scherzo, anche rivolto su di lui.
Come tutti i nobili dell'epoca era particolarmente amante della caccia. Eginardo parla anche di capelli già bianchi in gioventù ma ancora molto folti. È citato anche che Carlo Magno soffrisse di attacchi d'ira improvvisi.

## Importanza ed eredità

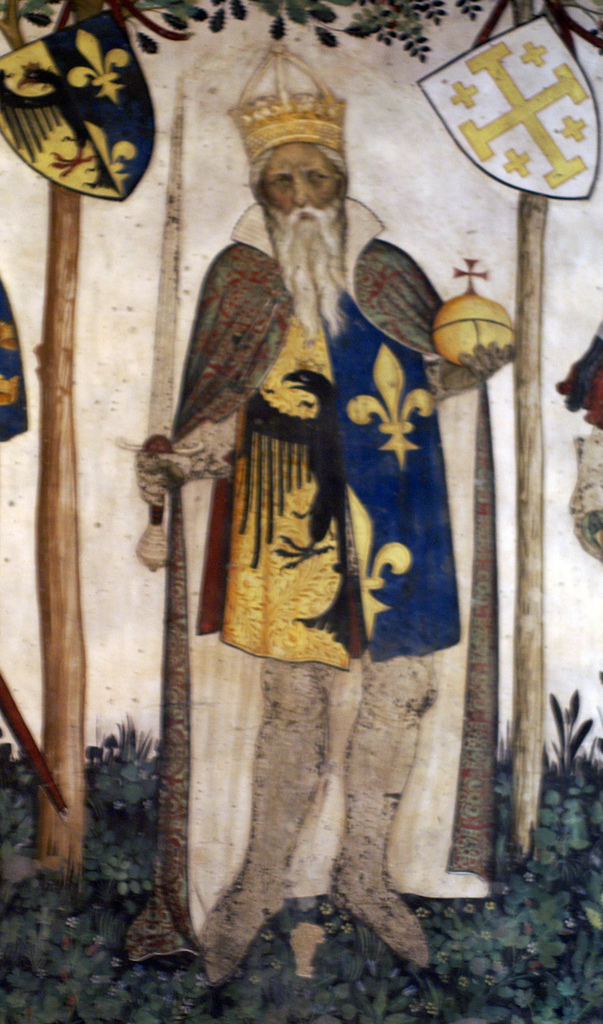
Maestro del Castello della Manta, Carlo Magno (Manfredo III), affresco, raffigurazione dei Nove Prodi, particolare, XV secolo, Castello della Manta.

### Canonizzazione
L'8 gennaio 1166, Carlo Magno venne canonizzato ad Aquisgrana dall'antipapa Pasquale III su ordine dell'imperatore Federico Barbarossa. Questa canonizzazione non fu bene accolta negli ambienti più vicini alla chiesa, a causa degli aspetti della vita privata di Carlo in contrasto con la dottrina cristiana. Il Concilio Lateranense III, nel marzo 1179, dichiarò nulli tutti gli atti compiuti dall'antipapa Pasquale III, compresa la canonizzazione di Carlo Magno. Nonostante ciò, papa Gregorio IX la riconfermò. Il culto si tiene nella sola diocesi di Aquisgrana e ne viene tollerata la celebrazione nei Grigioni.

### Carlo Magno nell'epica cavalleresca
La figura di Carlo Magno fu subito idealizzata nella cultura medievale, che lo inserì tra i Nove Prodi. Da lui inoltre trasse nome quello che in letteratura è noto come ciclo carolingio, perlopiù incentrato sulle lotte contro i Saraceni e composto tra l'altro da varie canzoni di gesta francesi, tra le più importanti fonti in volgare nel Medioevo; ne fa parte anche il più antico poema epico-cavalleresco, la Chanson de Roland .
Il ciclo carolingio, noto anche come Materia di Francia, sarà poi ripreso con grande fortuna in Italia fino al Rinascimento; i testi più importanti, in ordine cronologico, sono:
- Canzone d'Aspromonte
- Orlando innamorato
- Orlando furioso

In tutte le opere del ciclo, sia francesi sia italiane, l'attenzione viene tuttavia data soprattutto ai paladini, i cavalieri più fidati della corte del sovrano franco.

### Carlo "Padre" della futura Europa
I maggiori unificatori dell'Europa - da Federico Barbarossa a Luigi XIV, da Napoleone Bonaparte a Jean Monnet - ma anche moderni statisti come Helmut Kohl e Gerhard Schröder hanno tutti menzionato Carlo Magno indicandolo come padre dell'Europa. Già in un documento celebrativo di un poeta anonimo, redatto durante gli incontri a Paderborn tra l'Imperatore e Papa Leone III Carlo è definito Rex Pater Europae il padre dell'Europa. Nei secoli successivi si è molto discusso sulla consapevolezza, da parte del re franco, di essere stato il promotore di uno spazio politico ed economico che può essere fatto ricondurre all'attuale concetto di continente europeo unificato.
Verso la fine del XIX secolo, e durante tutta la prima metà del XX, il problema veniva posto in termini prettamente nazionalisti. In particolare, gli storici francesi e gli storici tedeschi rivendicavano che Carlo Magno fosse nato nei loro rispettivi paesi. Successivamente il dibattito in chiave nazionalista sul luogo di nascita di Carlo Magno si è estinto, anche perché Carlo Magno visse in un periodo in cui non vi era una chiara differenza di identità nazionale tra francesi e tedeschi. Sebbene sia vero che il re franco governava su di un regno dove la frattura etnica tra germani e latini aveva lasciato una forte impronta geografica nell'area, all'epoca, quando ci si rifaceva all'appartenenza ad una certa etnia, non si prendeva in considerazione la lingua di ciascun popolo come aspetto fondamentale di demarcazione. I Franchi, ad esempio, specialmente in Neustria ed Aquitania, costituivano un'infima minoranza rispetto ai residenti di origine galloromana e quindi, pur essendo un popolo di origine germanica, parlavano la lingua romanza degli abitanti della zona. Oltre la Senna, in special modo in Neustria, continuavano invece a tramandarsi la lingua dei padri, che poteva essere assimilata ad altre lingue teutoniche parlate da Sassoni e Turingi.
Semmai, quindi, queste popolazioni trovavano un motivo di identificazione nel ricordo delle invasioni. Ancora all'epoca di Carlo Magno, infatti, la distinzione tra Romano e Germanico era ben presente. Verso la fine degli anni trenta del XX secolo l'analisi venne indirizzata su altri metodi, soprattutto grazie all'opera dello storico belga Henri Pirenne, che analizzava gli avvenimenti storici secondo un'altra prospettiva: l'Impero governato dal re dei Franchi doveva essere studiato secondo la sua posizione politico-economico-amministrativa rispetto a quell'Impero romano di cui portava avanti, se non l'eredità, almeno il nome.
La teoria della continuità con l'epoca antica si suddivide a sua volta in altre due categorie: quella degli "iper-romanisti" o fiscalisti, e quella degli analisti del sistema sociale e produttivo. I primi affermano che un embrione amministrativo, dominante nell'economia antico-europea, non si era affatto disgregato dopo le invasioni barbariche, e a sostegno dell'ipotesi gli storici che seguono quest'orientamento sostengono di potersi ritrovare, nella documentazione carolingia, delle disposizioni che per alcuni versi rimandino alla politica fiscale dei romani. L'imposta fondiaria, ad esempio, non scomparve del tutto, ma dovette essere percepita dalle popolazioni come una specie di tassa, senza un uso specifico, che andava a confluire nelle casse regie. Gli analisti del sistema sociale e produttivo sostengono invece che il problema debba essere analizzato dal punto di vista socioeconomico: la condizione sociale dei contadini (coloni, servi, liberti o schiavi “casati”) che lavoravano nei fondi fiscali non si discostava troppo dalla posizione giuridica che avevano gli schiavi dell'antica Roma.
Anche questa teoria è più accolta con favore dagli storici, perché dal punto di vista sociale i lavoratori avevano fatto in realtà pochi ma considerevoli passi avanti. Sotto il regno di Carlo Magno, infatti, questi lavoratori (servi della gleba) rimanevano, sì, “incorporati” al possedimento terriero da essi lavorato in precaria, ma potevano, ad esempio, contrarre matrimonio, e il loro signore era tenuto a rispettarne la decisione. Inoltre, possedevano una propria abitazione nella quale venivano spesso accolte diverse famiglie contadine. Oltretutto, la religione incoraggiava alla liberazione degli schiavi, esortando i padroni a compiere quest'atto di clemenza che veniva riconosciuto a livello giuridico con la denominazione di "manipolazione". Si può dunque dire che l'Impero carolingio conservasse sotto alcuni aspetti elementi in continuità con l'età tardo-romana (più evidenti peraltro ai contemporanei) ma si può anche dire che il processo di trasformazione del continente europeo era già partito proprio dal progressivo disgregamento della finanza pubblica e dell'amministrazione a seguito delle invasioni dei barbari.

## Galleria d'immagini

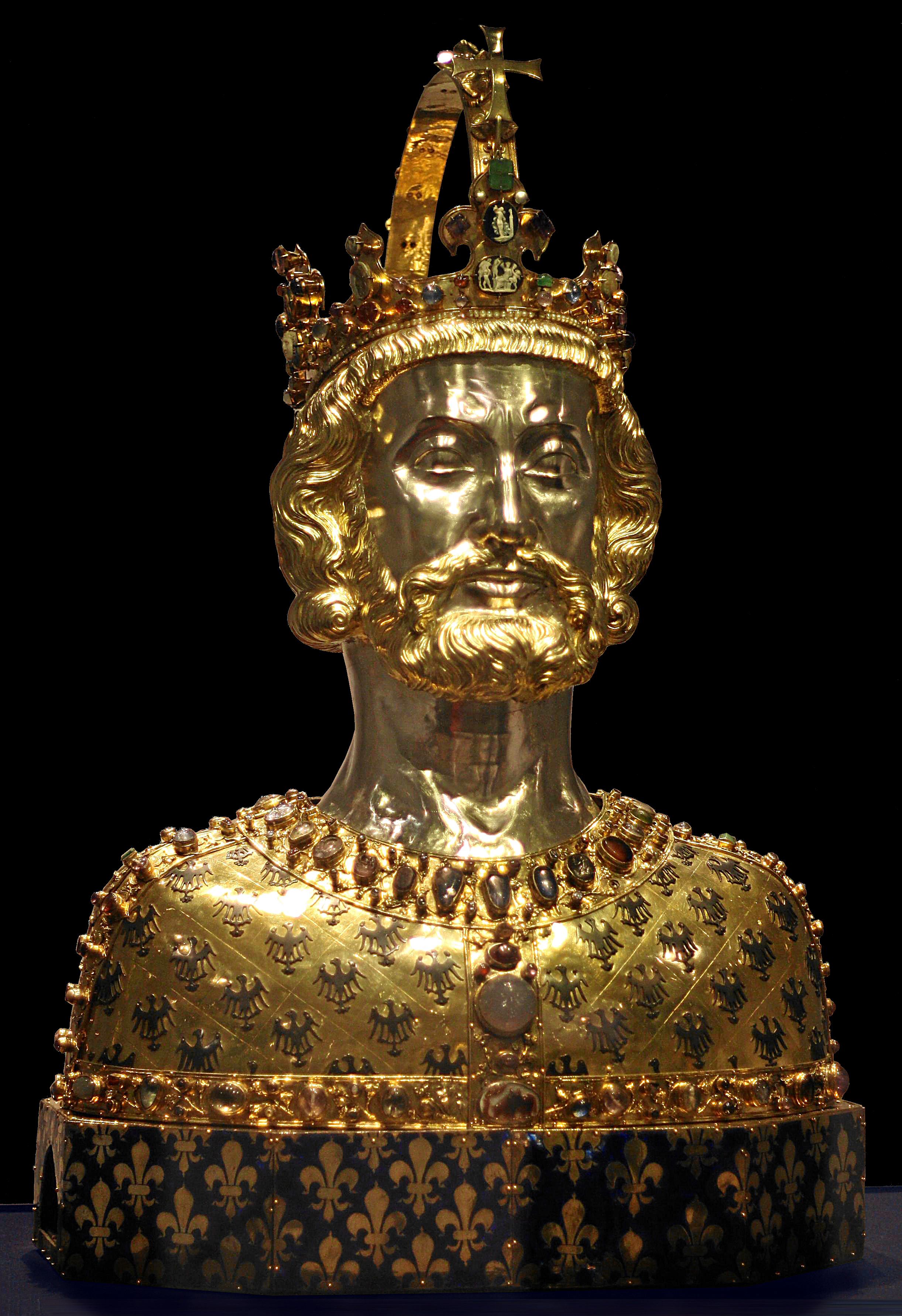
Busto di Carlo Magno, 1349 circa, dal tesoro della cattedrale di Aquisgrana
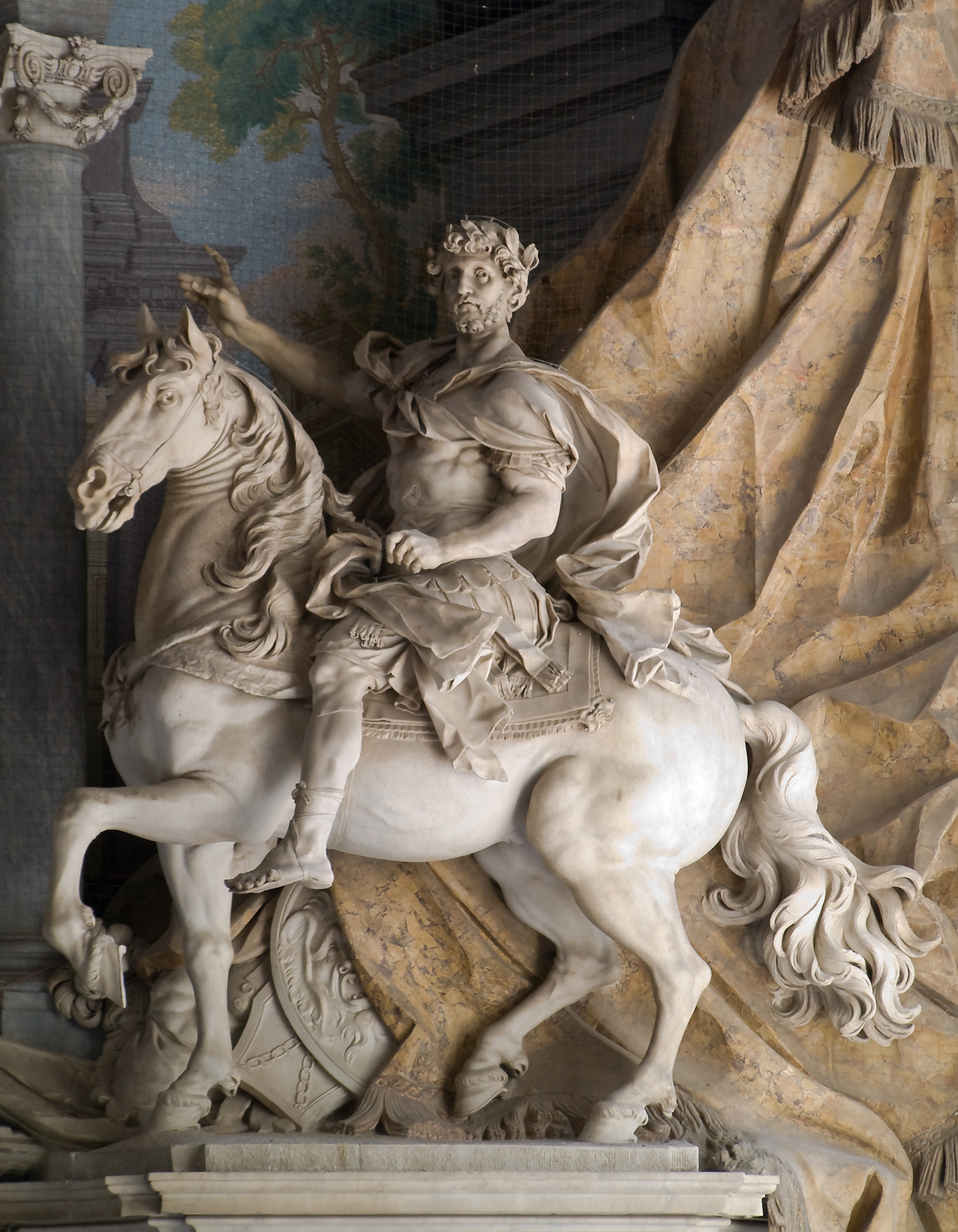
Statua equestre di Carlo Magno, Agostino Cornacchini (1725), Basilica di San Pietro in Vaticano
Statuetta equestre di Carlo Magno, 870 circa. Il soggetto originale è più probabilmente Carlo il Calvo raffigurato come il nonno Carlo Magno.
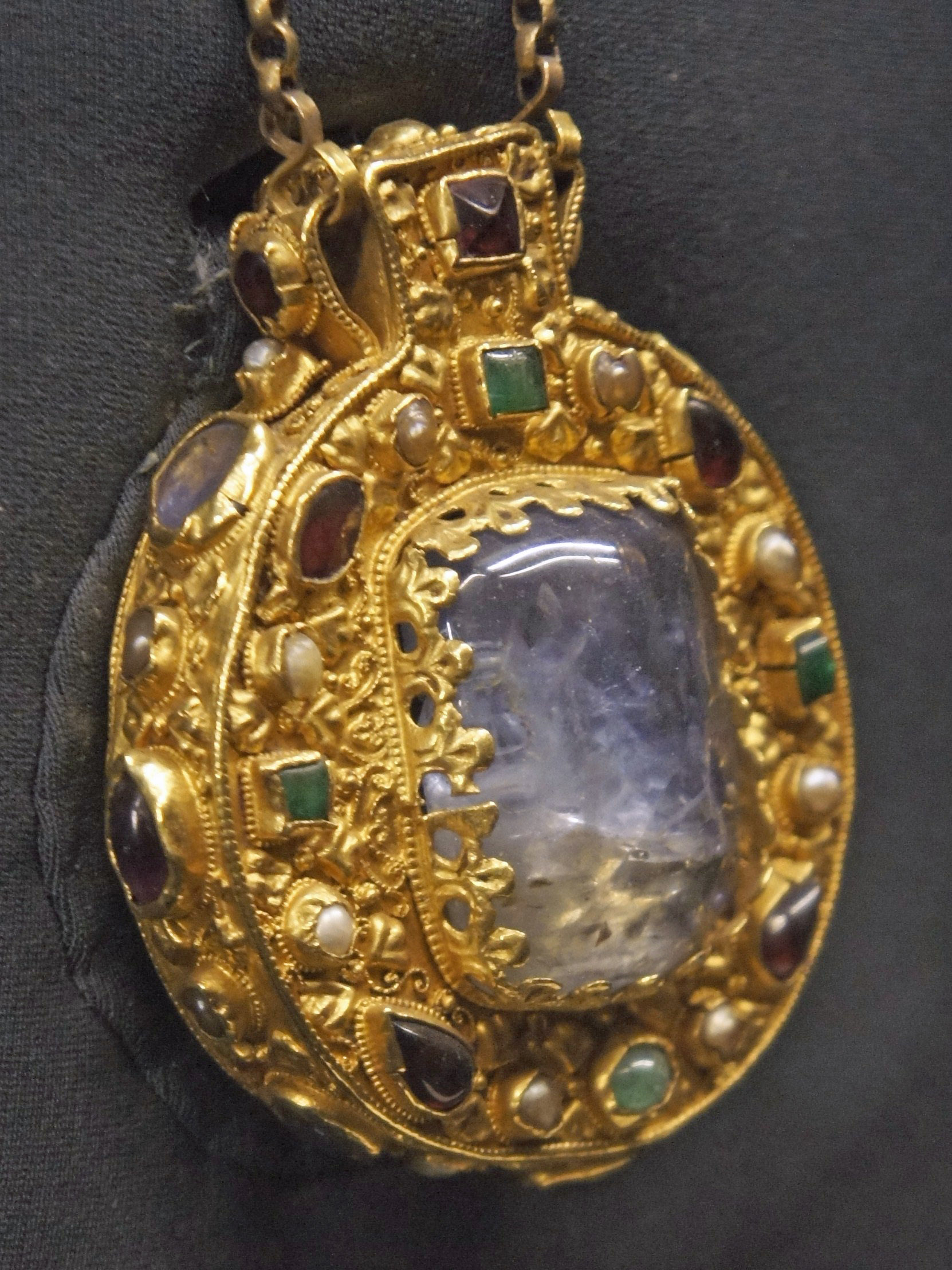
Talismano di Carlo Magno, Reims, palazzo del Tau
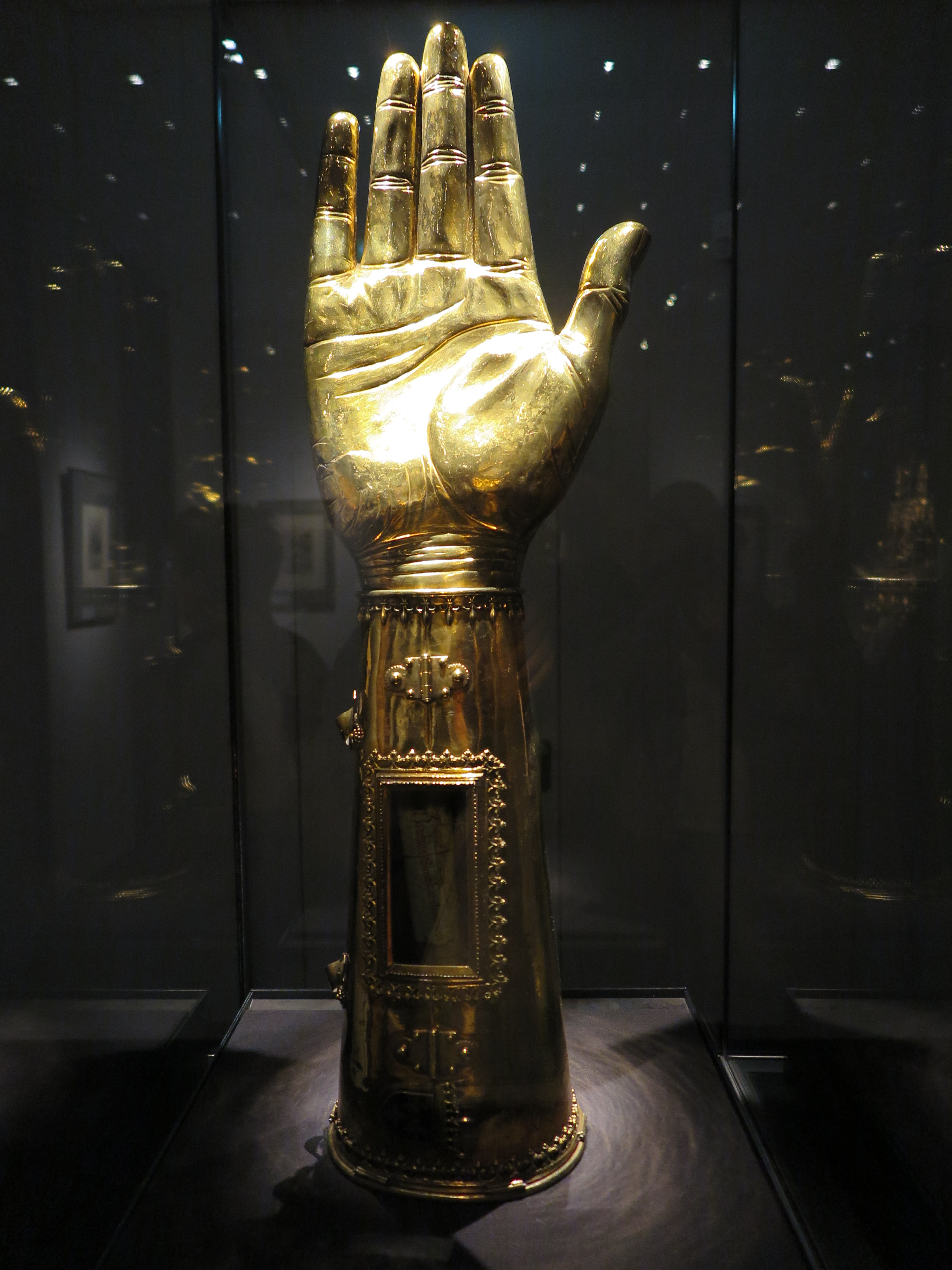
Reliquiario del braccio di Carlo Magno, cattedrale di Aquisgrana, 1481
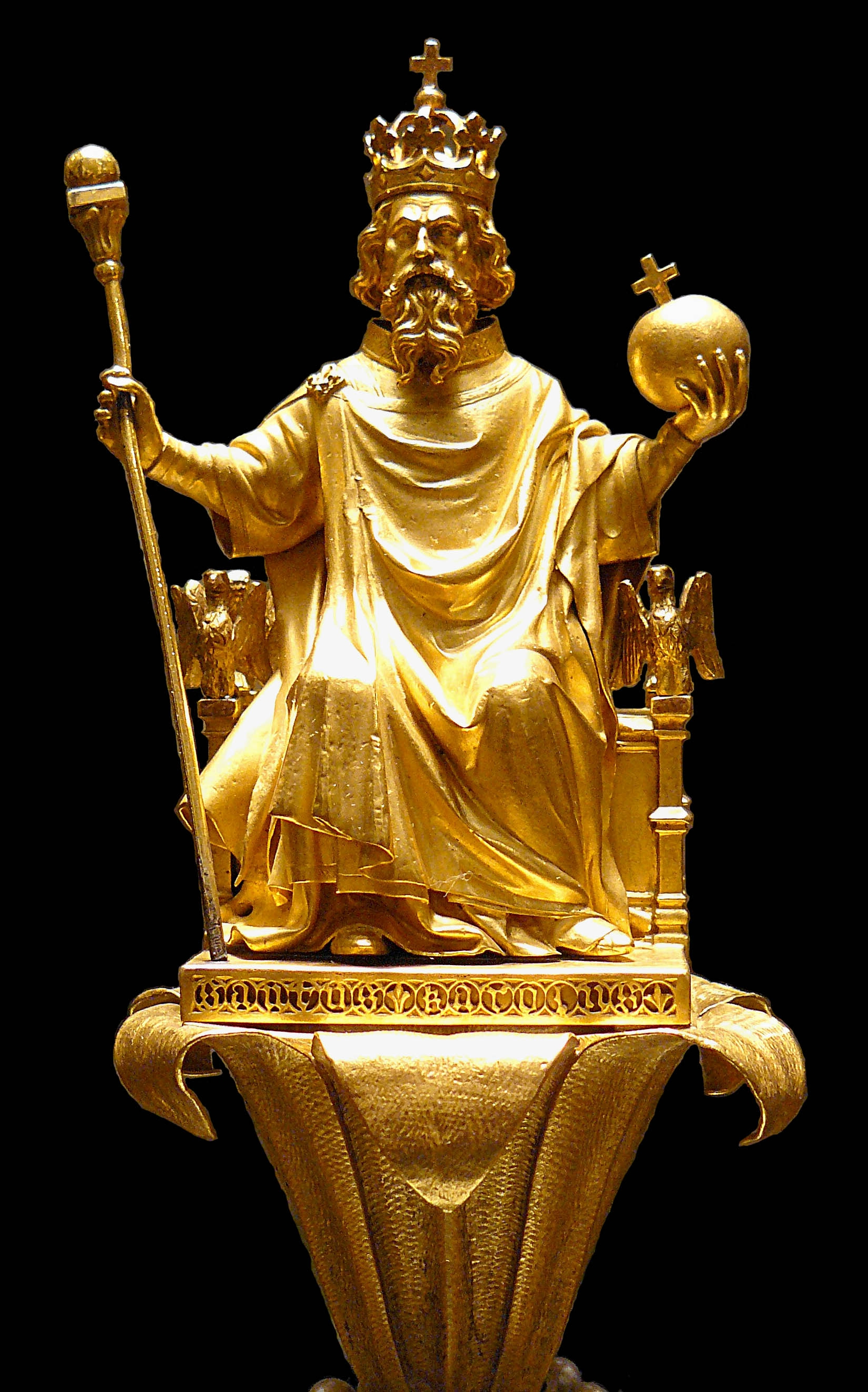
Statuetta di Carlo Magno sullo scettro di Carlo V, Museo del Louvre, 1364-1380
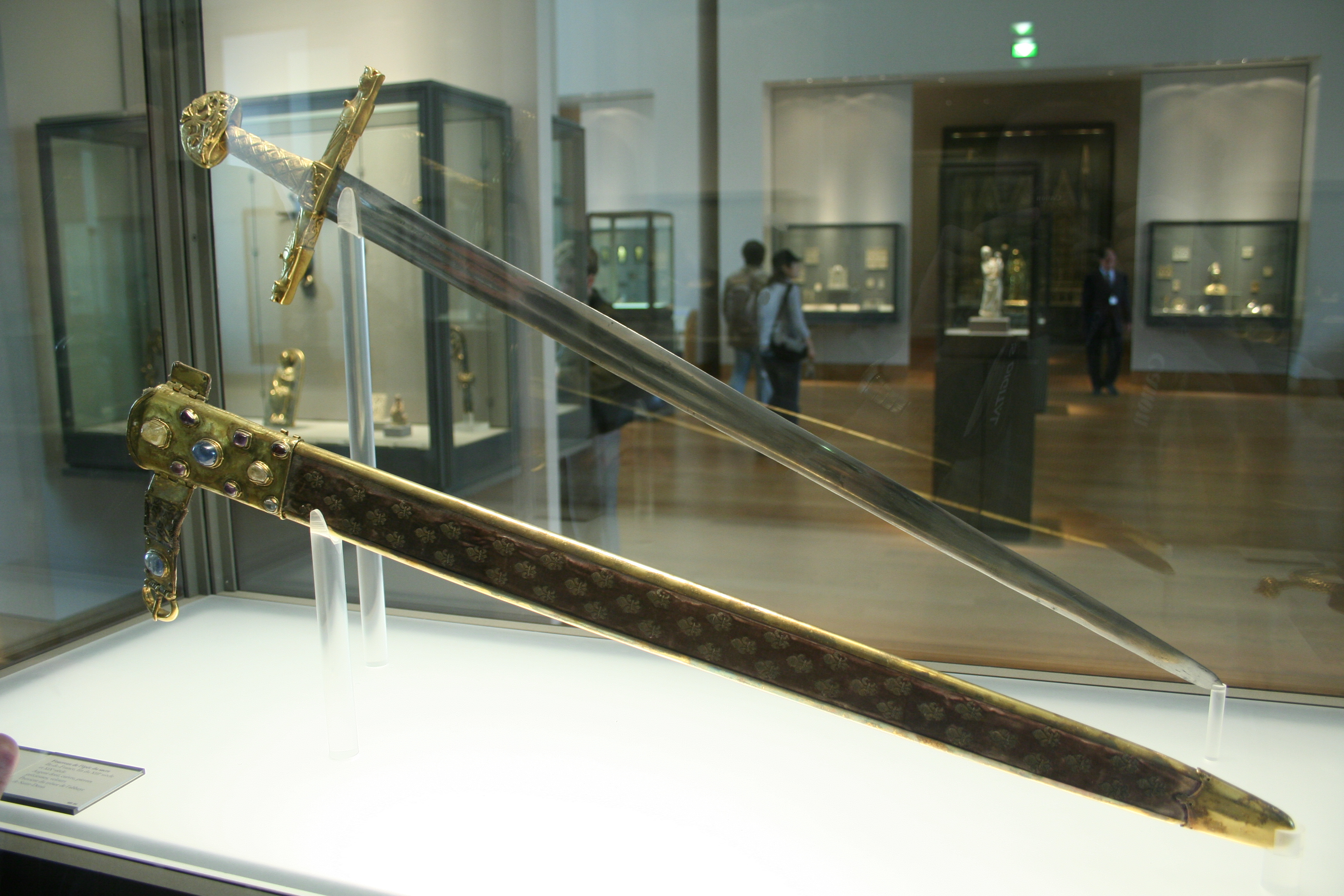
Spada che potrebbe essere la Gioiosa, Museo del Louvre
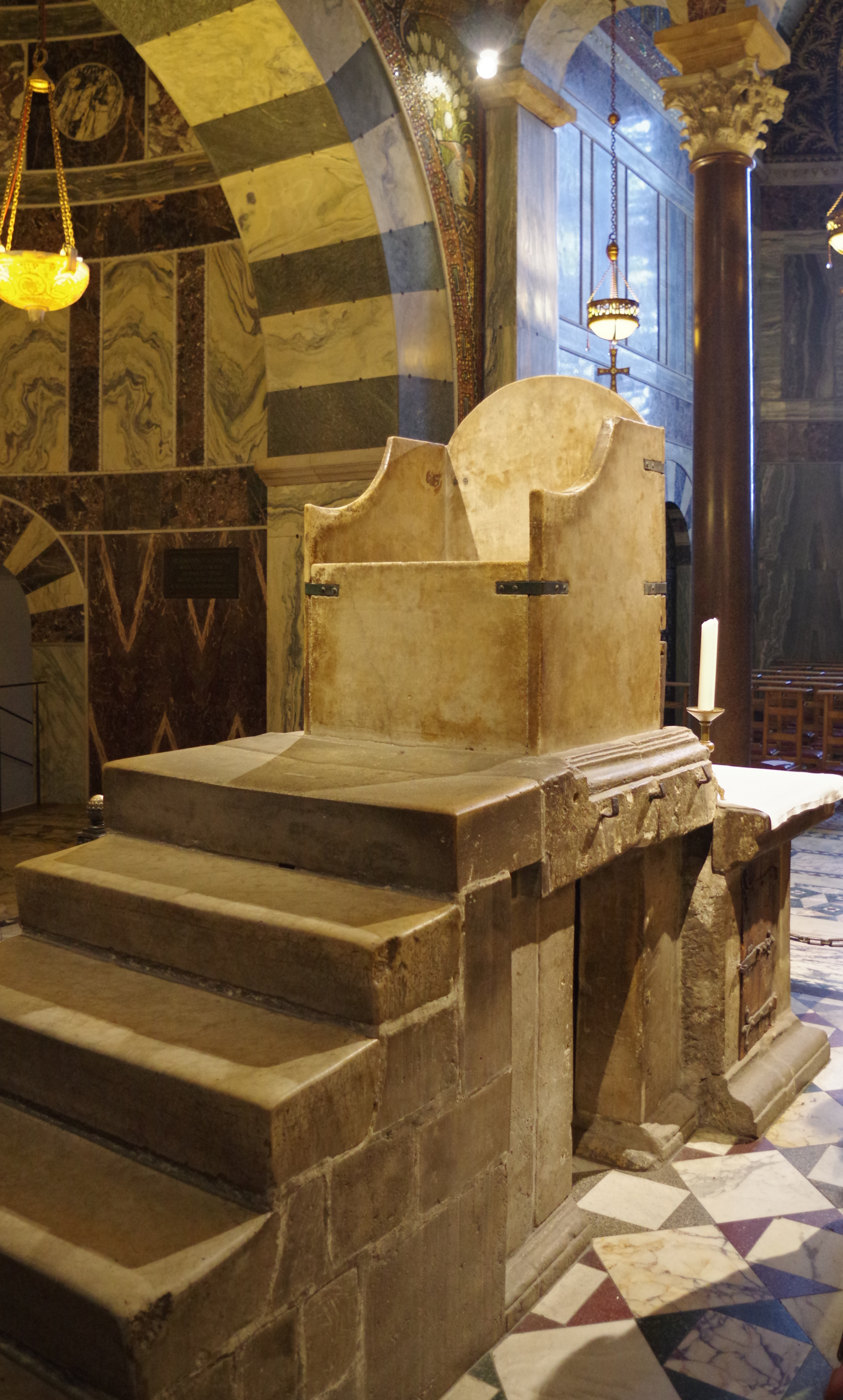
Il Trono di Carlo Magno nella cattedrale di Aquisgrana
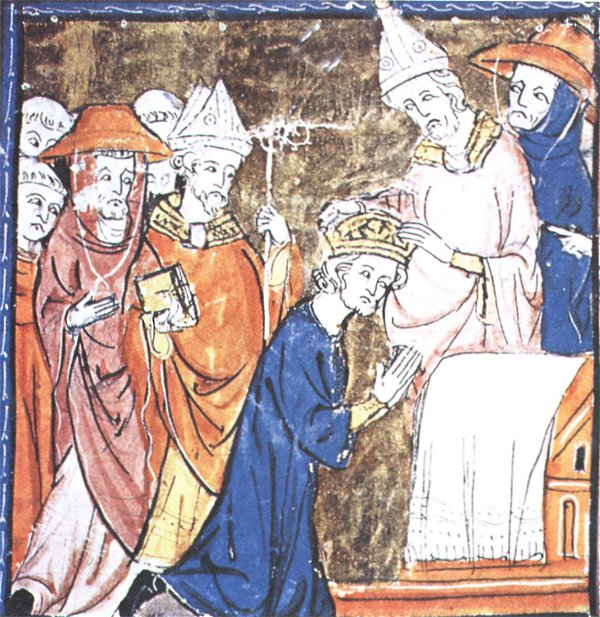
Carlo Magno incoronato imperatore da papa Leone III